# Senlis (Oise)
Pour les articles homonymes, voir Senlis.
Senlis (prononcé [sɑ̃.lis]) est une commune française, sous-préfecture du département de l'Oise, en région Hauts-de-France. Elle se situe sur la Nonette, entre les forêts de Chantilly et d'Ermenonville au sud, et d'Halatte au nord, à quarante kilomètres au nord de Paris. Ses habitants sont appelés les Senlisiens.
De fondation antique, séjour royal durant le Moyen Âge, la cité conserve de sa longue histoire un riche patrimoine et possède plusieurs musées. La vieille ville est constituée d'un ensemble de maisons et ruelles anciennes ceintes de remparts gallo-romains et médiévaux, autour d'une cathédrale gothique. L'ensemble a été préservé par la création en 1962 d'un secteur sauvegardé de quarante-deux hectares. Depuis, la municipalité et les habitants mettent en valeur le patrimoine par la restauration des monuments et de l'habitat ancien et l'organisation de manifestations culturelles, tout en développant une activité économique tertiaire à proximité de l'autoroute du Nord (A1). Senlis fait partie du parc naturel régional Oise-Pays de France.

## Géographie

### Description
La ville de Senlis est située à 42 km de Paris, 44 km de Beauvais, 79 km d'Amiens. C'est le centre d'une petite agglomération au sens de l'Insee, à la fois unité urbaine et aire urbaine avec la commune voisine de Chamant, comptant ainsi 17 381 habitants.

Senlis est géographiquement et historiquement définie comme une ville de Picardie. Elle se situe à l'extrémité occidentale de la région géographique du Valois, mais en tant que ville royale et affranchie, n'entrait pas dans le duché de Valois. Entourée de plaines fertiles riches en limon, elle offre un large paysage de grande culture céréalière. Elle se trouve au carrefour des forêts d'Ermenonville, d'Halatte et de Chantilly, qui constituent un ensemble forestier d'environ 120 km2.

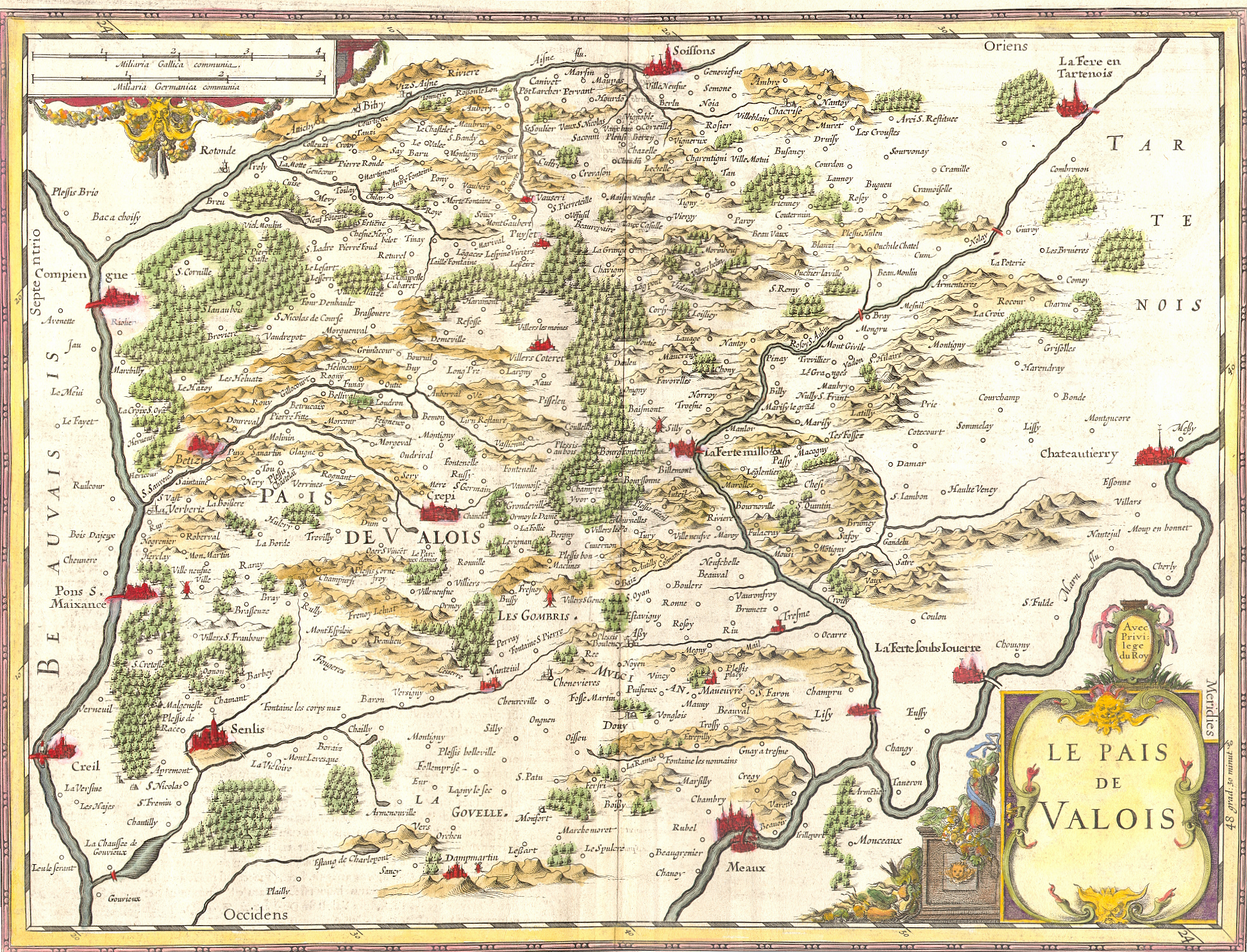
Carte du pays de Valois, Hondius, 1620.

Localisation de Senlis, au sud de la province de Picardie du XVIIe siècle, selon Jean-Baptiste Nolin.

Avec une superficie de 24,05 km2, Senlis est la septième commune la plus étendue parmi les 693 communes de l'Oise. Le point le plus haut de la commune (140 m) se trouve au cœur de la forêt d'Halatte, au poteau du Mont Alta, sur la limite avec la commune d'Aumont-en-Halatte, et le point le plus bas (47 m) se trouve sur les bords de la Nonette, à l'ouest de la ville.
Le territoire communal de Senlis se développe surtout dans le sens nord-sud et ne présente pas une forme homogène : Il se compose de la ville avec ses faubourgs, qui s'étend jusqu'aux limites communales à l'est et à l'ouest ; de plaines agricoles et d'environ 3 km2 des forêts de Pontarmé (composante de la forêt de Chantilly) et d'Ermenonville, au sud ; ainsi que de nombreuses parcelles de la forêt d'Halatte au nord : ce secteur est pratiquement coupé du reste à la lisière de la forêt, où le territoire se rétrécit jusqu'à une extension est-ouest minimale de 1,05 km seulement.
La plus grande extension du nord au sud est de 9,5 km environ. Le point le plus septentrional est le Poteau de Fleurines dans la forêt d'Halatte. Le point le plus méridional correspond au Poteau Neuf en forêt de Pontarmé. L'extension maximale est-ouest du territoire est de 5,56 km. Le point le plus oriental se trouve sur la D 1324 vers Crépy-en-Valois, peu après le rond-point à l'intersection avec la N 330, et le point le plus occidental près de la D 330 vers Creil, au nord-ouest du faubourg des Arènes. En forêt d'Halatte, le développement est-ouest atteint 4,63 km, entre le Poteau des Blancs Sablons, point de rencontre de quatre communes (Senlis, Fleurines, Villers-Saint-Frambourg et Chamant) et le carrefour Bourbon.

### Communes limitrophes
Avec Verneuil-en-Halatte au nord-ouest, Senlis partage seulement 1,47 km de limites communales, le long de la route de Fleurines en forêt d'Halatte. Par ailleurs, au poteau d'Auteuil, un peu plus au sud-est, Senlis s'approche de l'église de Fleurines d'un kilomètre seulement. À un autre carrefour de la forêt d'Halatte, le Poteau des Blancs Sablons déjà mentionné, Senlis rencontre la commune de Villers-Saint-Frambourg qui n'est pour autant pas une commune limitrophe au sens strict du terme, car les limites des deux communes ne se touchent qu'en un seul point. Au même endroit, la commune d'Ognon et plus particulièrement son temple gallo-romain de la forêt d'Halatte est proche de moins d'un kilomètre.
Chamant est la commune que Senlis côtoie sur la plus longue distance, soit près de 8 km ; en fait, le territoire de Senlis enveloppe toute la moitié occidentale de cette commune voisine. Deux communes s'approchent considérablement du territoire communal de Senlis au sud, sans pour autant le côtoyer : ce sont Thiers-sur-Thève (au Poteau Neuf, à 690 m) et Fontaine-Chaalis (à 1 055 m, près du poteau de la Victoire).
| Aumont-en-Halatte    | Verneuil-en-Halatte Fleurines | Villers-Saint-Frambourg Chamant |
| Courteuil            | Senlis                        | Mont-l'Évêque                   |
| Avilly-Saint-Léonard | Pontarmé                      |                                 |

### Géologie

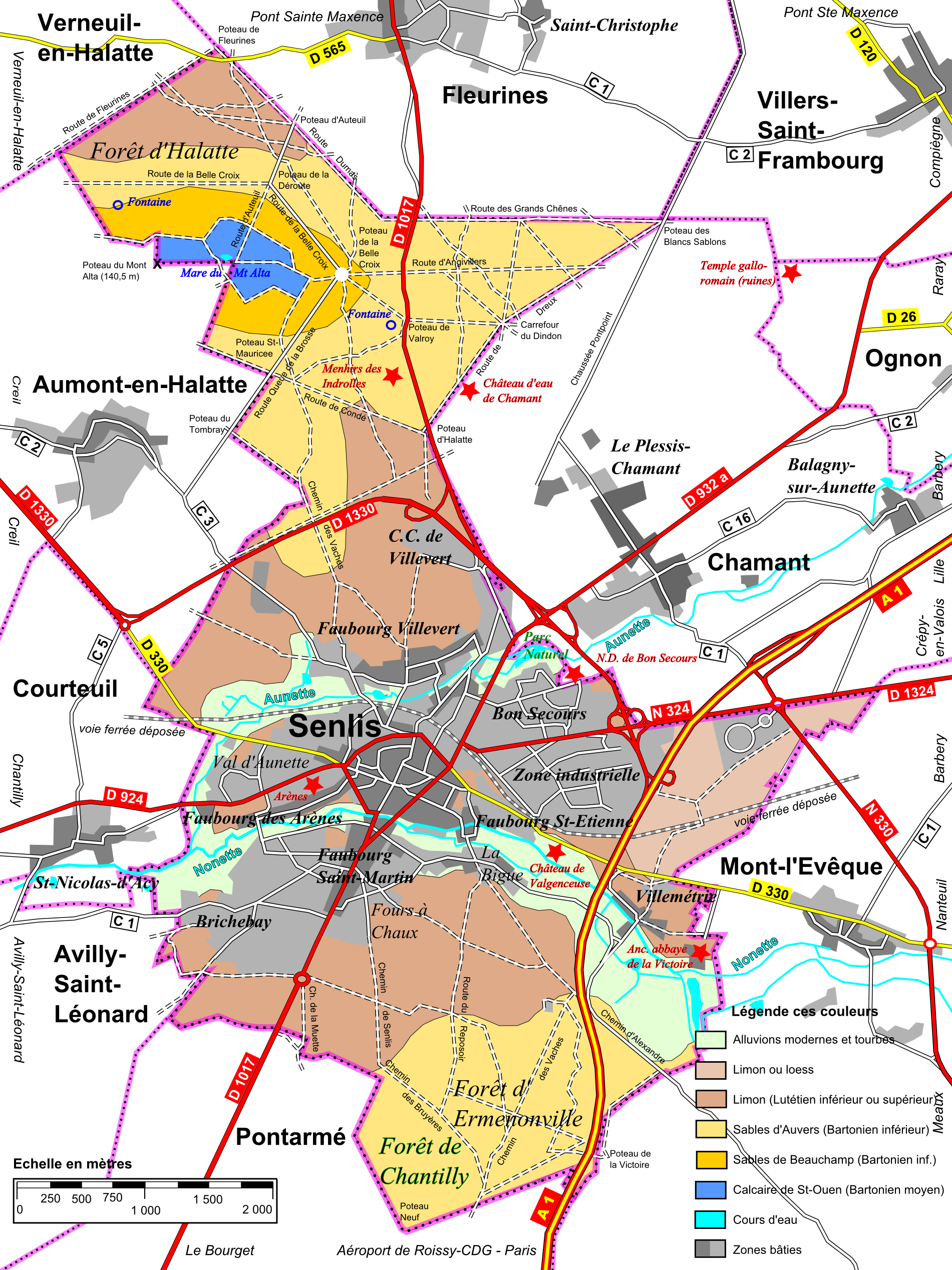
Carte géologique simplifiée de Senlis.

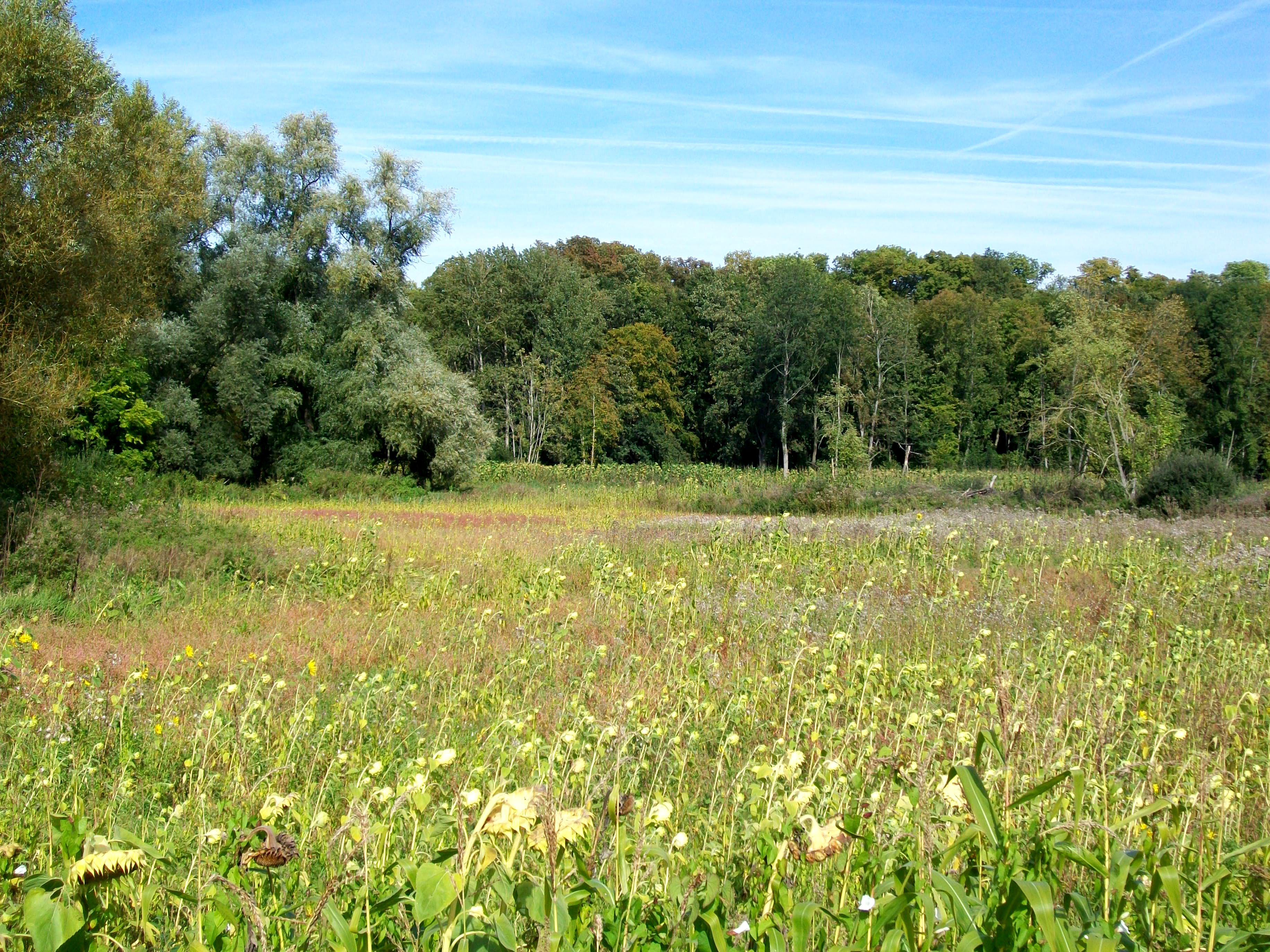
Le marais de la Bigüe entre le faubourg Saint-Étienne et le hameau de Villemétrie (propriété privée).

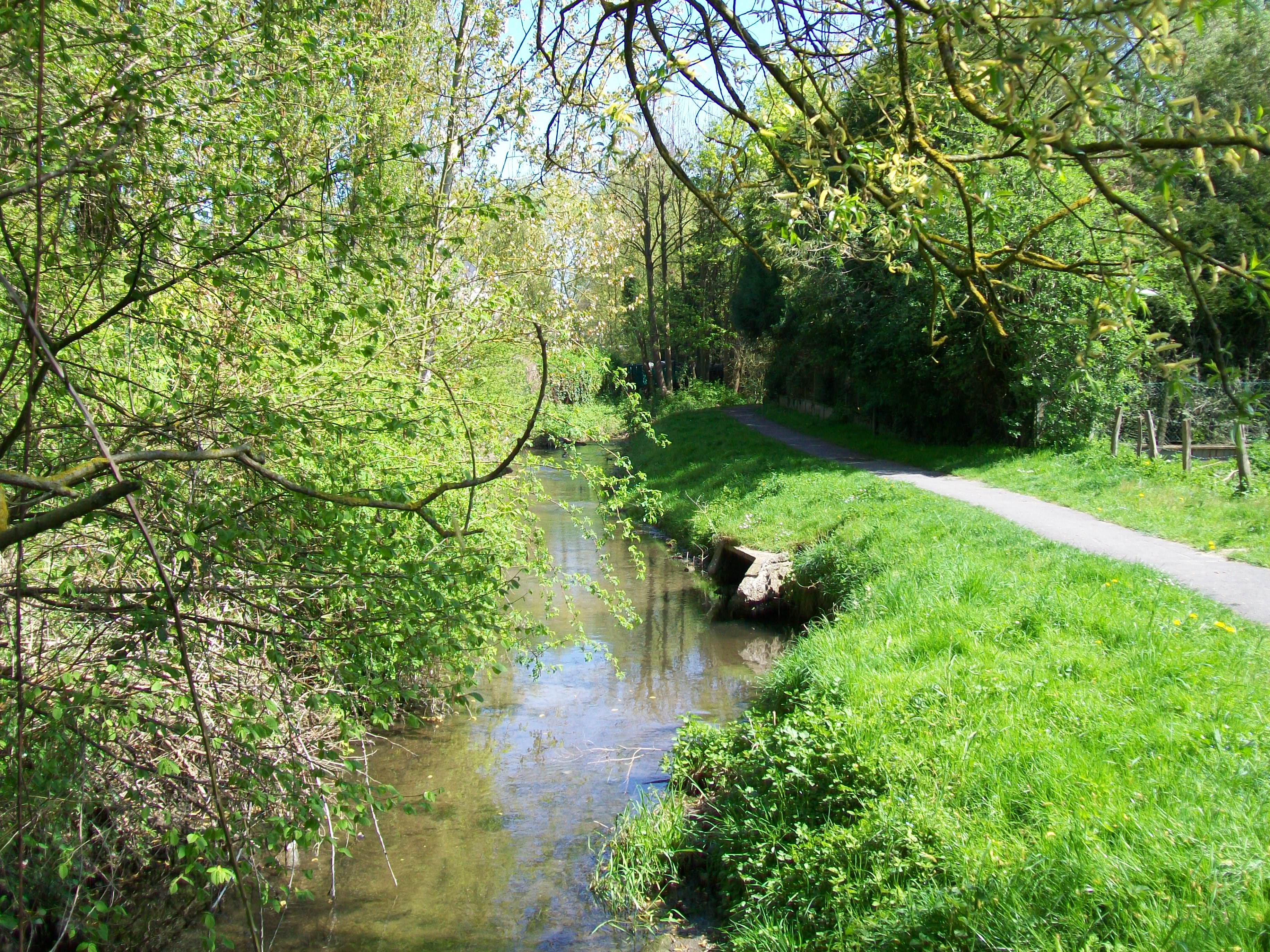
L'Aunette à Villevert.

Le site originel de la ville est un éperon de plateau culminant à 78 m au niveau de la place de la cathédrale. Cet éperon domine de plus de 25 m les vallées de l'Aunette et la Nonette qui se rejoignent en limite Ouest de la commune. Les fonds de ces deux petites rivières qui délimitent le centre-ville vers le sud et vers le nord sont remplis d'alluvions modernes et partiellement de tourbes formées au Néolithique, résultant de marais d'origine ancienne et des mouvements néotectoniques. L'épaisseur de la couche de tourbe est de dix mètres à Senlis, et celle des alluvions autour de huit mètres.
Géologiquement, la région est occupée par un vaste plateau calcaire du Lutétien recouvert de limon en majeure partie, et de lœss dans les glacis agricoles du Valois, comme à l'est du territoire communal de Senlis. Le plateau calcaire monte en pente douce vers le nord. Sur le plateau légèrement surélevé de la butte-témoin qu'est le Mont Alta (140,5 m) dans la forêt d'Halatte, le calcaire remonte presque jusqu'à la surface.
Les parties nord et sud de la commune occupée par les forêts sont couvertes de sables d'Auvers (Bartonien inférieur ou Auversien) qui lui donne un aspect dunaire aux endroits où la végétation est absente. Tandis que les sables d'Auvers et les sables et grès de Beauchamp dominent les forêts de Chantilly et d'd'Ermenonville, ils sont moins présents en forêt d'Halatte où ils se concentrent sur les flancs des buttes-témoins (Mont Alta, butte de Saint-Christophe et Mont Pagnotte).
Toutefois, la partie de la forêt d'Halatte qui se trouve sur le territoire communal de Senlis est entièrement couvert de sables auversiens (à l'exception du plateau du Mont Alta et de l'extrémité nord, au-delà de la route de la Belle-Croix). Plus particulièrement, les sables d'Auvers se trouvent dans les plaines de faible altitude, et les sables de Beauchamp sur les flancs des collines.

### Hydrographie
Le site historique de la ville domine la vallée de la Nonette : c'est une rivière longue de 41 km prenant sa source à Nanteuil-le-Haudouin et se jetant dans l'Oise à Gouvieux. Au nord de ce site, passe un affluent de la Nonette, l'Aunette qui, longue de 14 km, prend sa source à Rully et se jette dans la Nonette à l'ouest de la commune.
Les deux petites rivières traversent des prés humides à de nombreux endroits, dont le petit marais de la Bigüe entre le faubourg Saint-Étienne et le hameau de Villemétrie, arrosé par la Nonette. Par ailleurs, la Nonette se divise en deux bras à l'est de Mont-l'Évêque, qui se rejoignent de nouveau à l'abbaye de la Victoire : une déviation appelée la Sangle passe au pied du château et draine vers elle l'eau des prés humides, permettant ainsi la culture. De l'abbaye de la Victoire jusqu'au sud de Senlis, la Nonette a également été dérivée au Moyen Âge, pour passer devant les remparts de la ville et entrer dans la stratégie défensive. Ici c'est la déviation qui prend le nom de la Nonette, et le ruisseau coulant dans son ancien lit s'appelle la rivière de la fontaine Saint-Urbain, selon une source qui l'alimente.
L'Aunette est alimentée par plusieurs courts ruisseaux à l'est et à l'ouest du faubourg Villevert. Elle forme un étang dans le Parc Écologique à la limité nord-est de la ville, et un autre petit étang à Villevert. Sur la fin de son parcours, à l'ouest du faubourg des Arènes, cette petite rivière présente elle aussi un deuxième bras à la traversée d'un pré humide.
Avec les zones humides des fonds des petites rivières et ruisseaux, contraste la pauvreté en eau des forêts au nord et au sud de Senlis. En forêt d'Halatte, l'on peut trouver sur le Mont Alta l'unique mare forestière permanente du massif. Les différentes fontaines de la forêt d'Halatte ne sont pas d'origine naturelle et ont été aménagées pour les animaux sauvages ; sur le territoire de Senlis existent deux de ces fontaines sur les parcelles 244 et 297, avec des margelles en pierre de taille.
L'approvisionnement en eau potable était problématique à Senlis avant l'adduction de l'eau courante. La Nonette et l'Aunette fournissaient une eau parfois calcaire et séléniteuse qui pouvait incommoder des personnes à l'estomac fragile, mais qui était généralement d'une assez bonne qualité. Dans la ville, il n'y avait qu'un seul puits à livrer une eau de la même qualité, sur la place Notre-Dame. L'eau des autres puits était trop séléniteuse, impropre à la consommation, incapable de faire cuire les légumes ou de dissoudre le savon. De ce fait, la plupart des habitants buvaient l'eau de la Nonette, ce qui n'était pas sans risques sanitaires, comme l'on y lavait également le linge.

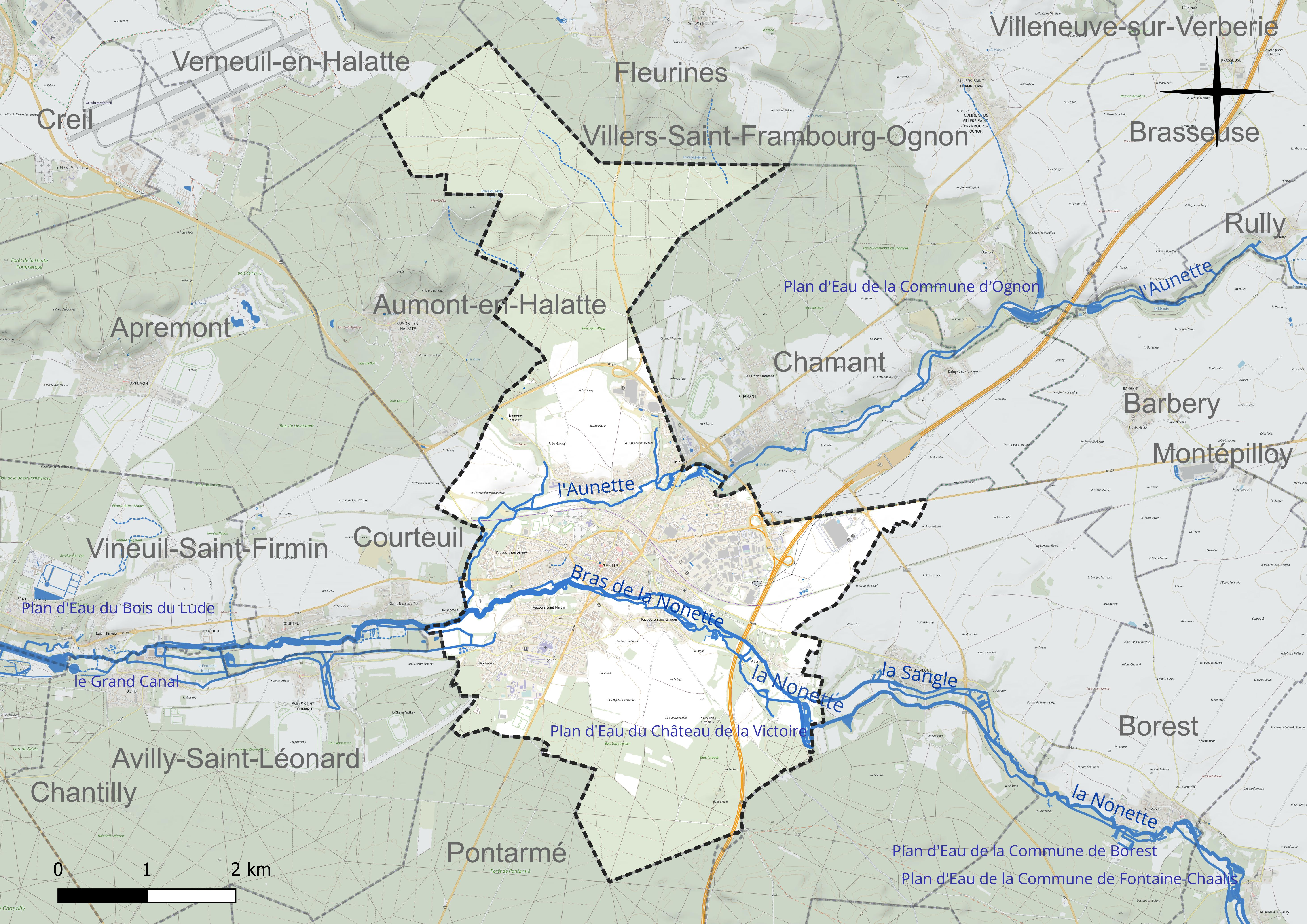
Réseau hydrographique de Senlis.

### Climat
Pour des articles plus généraux, voir Climat des Hauts-de-France et Climat de l'Oise.
En 2010, le climat de la commune est de type climat océanique dégradé des plaines du Centre et du Nord, selon une étude du CNRS s'appuyant sur une série de données couvrant la période 1971-2000. En 2020, Météo-France publie une typologie des climats de la France métropolitaine dans laquelle la commune est dans une zone de transition entre le climat océanique et le climat océanique altéré et est dans la région climatique Nord-est du bassin Parisien, caractérisée par un ensoleillement médiocre, une pluviométrie moyenne régulièrement répartie au cours de l’année et un hiver froid (3 °C).
Pour la période 1971-2000, la température annuelle moyenne est de 10,9 °C, avec une amplitude thermique annuelle de 15 °C. Le cumul annuel moyen de précipitations est de 677 mm, avec 11,2 jours de précipitations en janvier et 8 jours en juillet. Pour la période 1991-2020, la température moyenne annuelle observée sur la station météorologique la plus proche, située sur la commune de Creil à 9 km à vol d'oiseau, est de 11,2 °C et le cumul annuel moyen de précipitations est de 662,2 mm,. Pour l'avenir, les paramètres climatiques de la commune estimés pour 2050 selon différents scénarios d'émission de gaz à effet de serre sont consultables sur un site dédié publié par Météo-France en novembre 2022.

## Urbanisme

### Typologie
Au 1er janvier 2024, Senlis est catégorisée centre urbain intermédiaire, selon la nouvelle grille communale de densité à sept niveaux définie par l'Insee en 2022.
Elle appartient à l'unité urbaine de Senlis, une agglomération intra-départementale regroupant deux  communes, dont elle est ville-centre,,. Par ailleurs la commune fait partie de l'aire d'attraction de Paris, dont elle est une commune de la couronne,.

### Occupation des sols
L'occupation des sols de la commune, telle qu'elle ressort de la base de données européenne d’occupation biophysique des sols Corine Land Cover (CLC), est marquée par l'importance des forêts et milieux semi-naturels (48 % en 2018), une proportion identique à celle de 1990 (48 %). La répartition détaillée en 2018 est la suivante : 
forêts (48 %), terres arables (22,1 %), zones urbanisées (18,8 %), zones industrielles ou commerciales et réseaux de communication (5,5 %), prairies (4,6 %), zones agricoles hétérogènes (1 %), espaces verts artificialisés, non agricoles (0,1 %). L'évolution de l’occupation des sols de la commune et de ses infrastructures peut être observée sur les différentes représentations cartographiques du territoire : la carte de Cassini (XVIIIe siècle), la carte d'état-major (1820-1866) et les cartes ou photos aériennes de l'IGN pour la période actuelle (1950 à aujourd'hui).

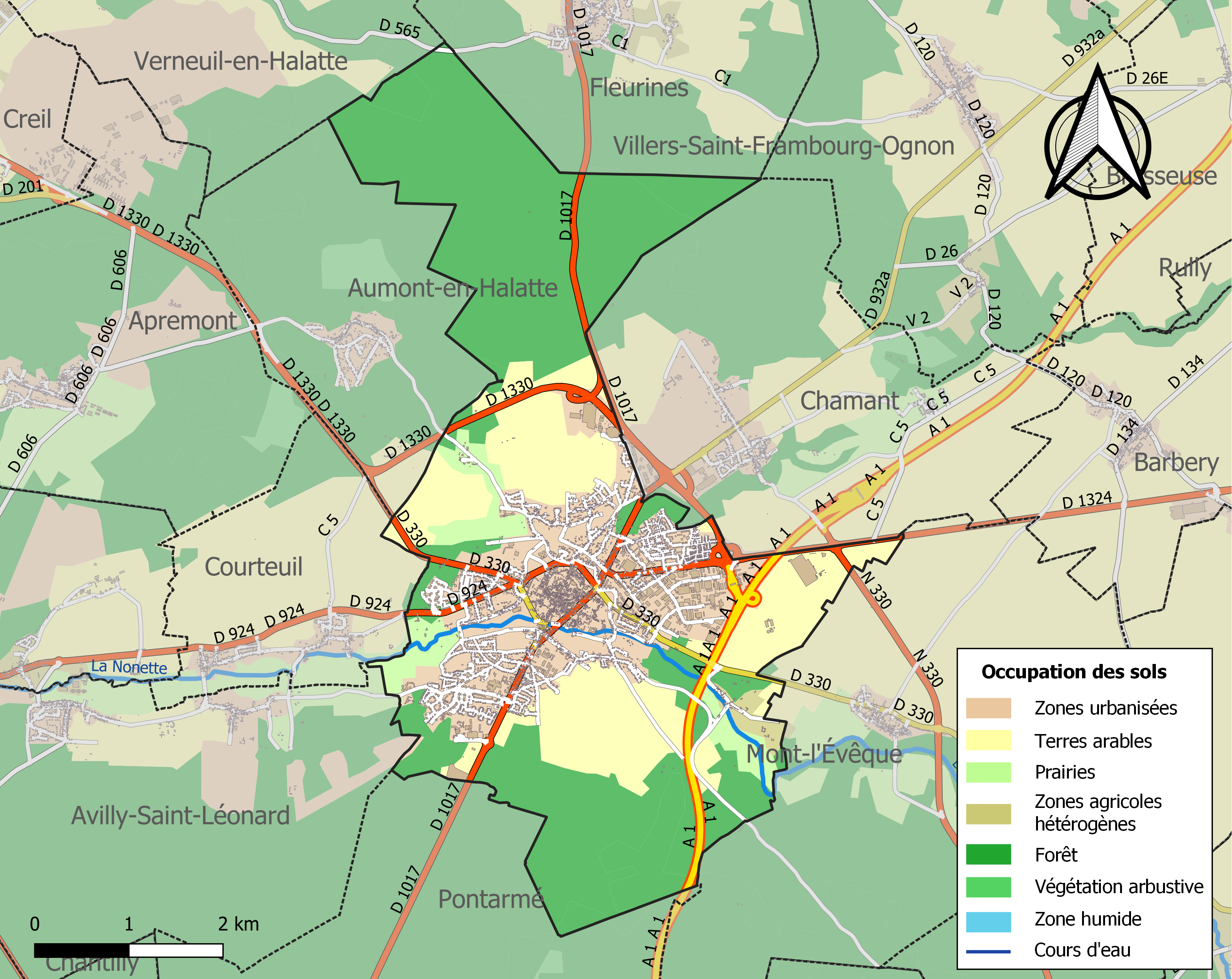
Carte des infrastructures et de l'occupation des sols de la commune en 2018 (CLC).

### Risques et catastrophes naturels
Si la commune a un très faible risque sismique, elle est exposée à d'autres risques : les ruissellements ou autrement dit, des coulées de boue, pouvant déboucher sur des mouvements de terrain, ainsi que les effondrements de cavités souterraines. Selon l'inventaire des mouvements de terrain et cavités de l'arrondissement de Senlis, 20 % des 465 phénomènes et cavités recensés concernent directement la commune de Senlis. C'est la principale commune concernée par ce type de risques, avec les petits villages de Thiverny et Éméville, la densité de cavités souterraines étant de 3,28 par kilomètre carré. Il s'agit surtout de puits, caves et carrières souterraines, remontant en grande partie au Moyen Âge et étant connus par la recherche archéologique. Senlis ne fait toutefois pas partie des communes les plus touchées par les mouvements de terrain. Des effondrements de la chaussée ont été constatés au 21 rue Sainte-Geneviève et avenue de Compiègne, sur la cour de la DDE, en 2005, et un affaissement cylindrique de l'avenue de Chantilly en 2003.
La commune a connu de 1987 à 2021 quatre ruissellements avec inondations, sinistres reconnus catastrophes naturelles avec publication d'arrêtés de reconnaissance de catastrophe naturelle publiés au Journal officiel. Dans un cas, des mouvements de terrain ont accompagné le phénomène.
| Type de catastrophe                                   | Début            | Fin              | Arrêté           | Parution au J.O. |
| ----------------------------------------------------- | ---------------- | ---------------- | ---------------- | ---------------- |
| Inondations et coulées de boue                        | 15 juillet 1995  | 15 juillet 1995  | 26 décembre 1995 | 7 janvier 1996   |
| Inondations, coulées de boue et mouvements de terrain | 25 décembre 1999 | 29 décembre 1999 | 29 décembre 1999 | 30 décembre 1999 |
| Inondations et coulées de boue                        | 25 mars 2001     | 27 mars 2001     | 27 avril 2001    | 28 avril 2001    |
| Inondations et coulées de boue                        | 31 mai 2016      | 31 mai 2016      | 26 juillet 2016  | 12 août 2016     |

### Morphologie urbaine

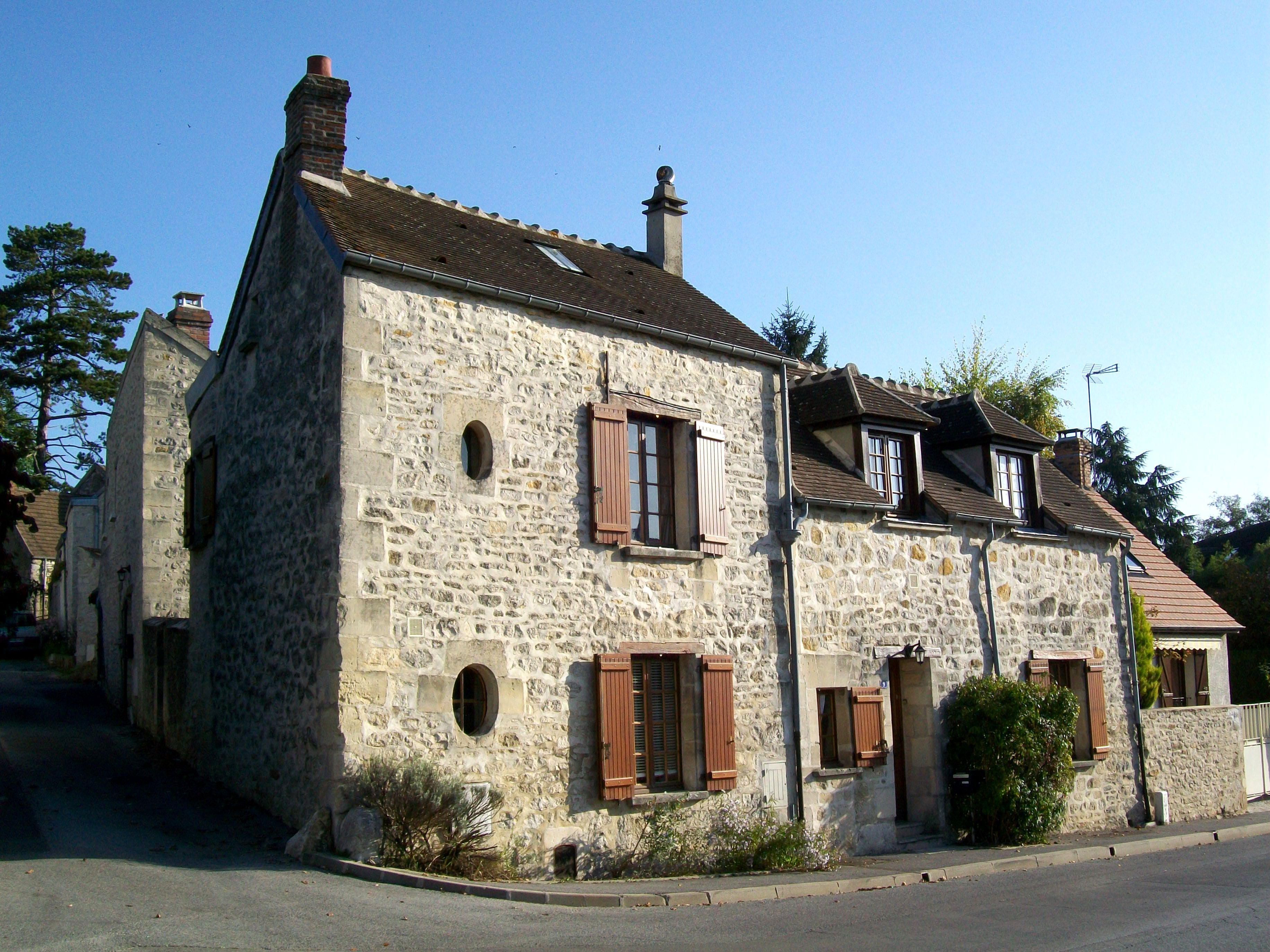
Faubourg Villevert, maisons anciennes près du calvaire de Villevert.

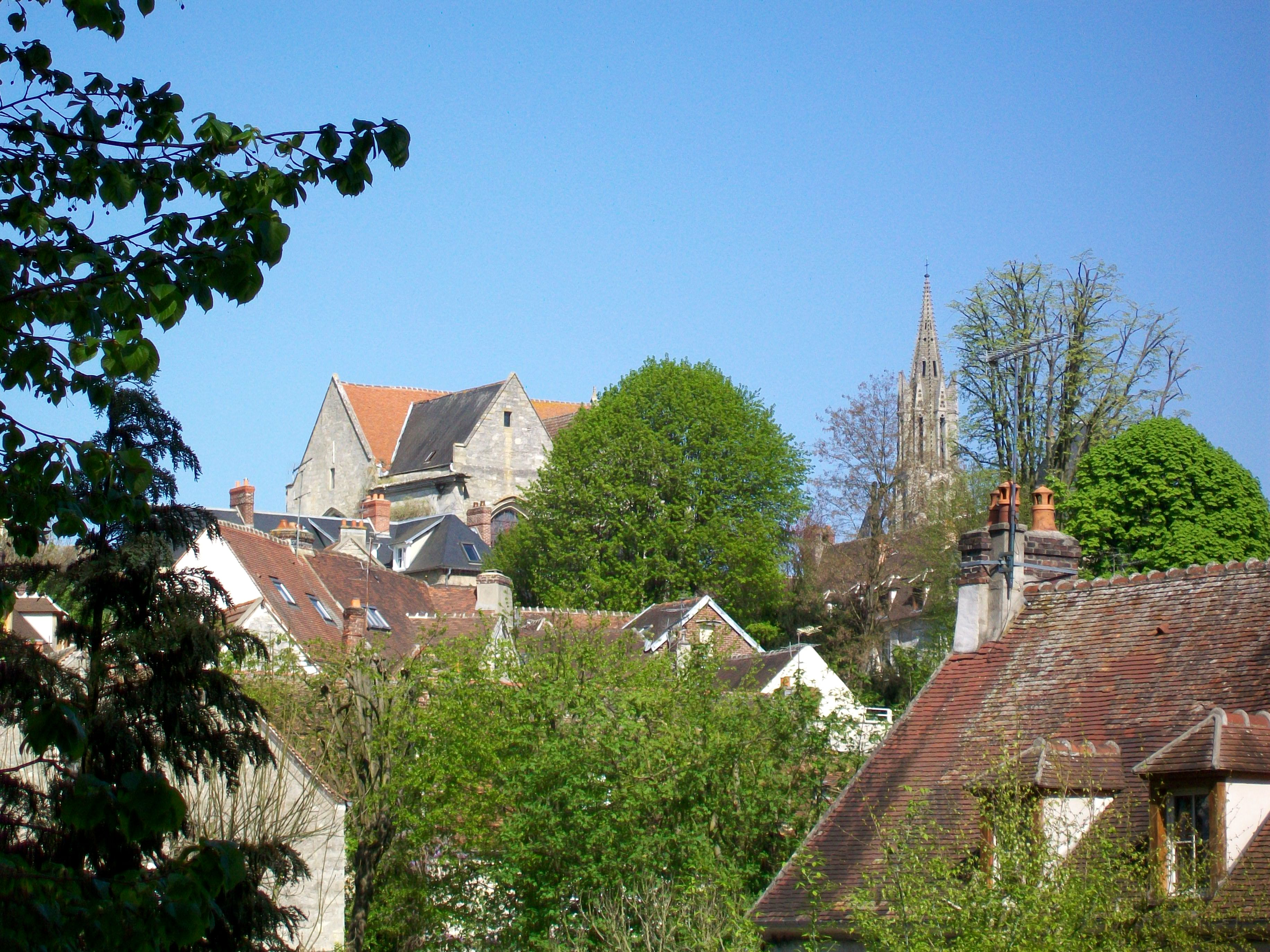
Depuis le boulevard des Otages, l'on voit bien que Senlis est bâtie sur une butte - église Saint-Aignan et tour de Notre-Dame.

Comme la plupart des villes ayant eu une importance considérable sous l'Ancien Régime, Senlis présente des faubourgs d'origine ancienne, datant au moins du XIIIe siècle. Ils sont au nombre de quatre, dont les plus importants sont les faubourgs Saint-Martin, au sud, le long de la route de Paris qui lui donna son impulsion, et le faubourg Villevert, au nord, qui s'apparente à un hameau rural. Deux autres faubourgs sont ceux des Fontaines des Reines, dans la vallée de la Nonette à l'ouest, aujourd'hui devenu le faubourg des Arènes, et Saint-Étienne devant la porte de Meaux au sud-est, aussi connu comme la Bigüe. S'y ajoute un hameau marqué par la présence de plusieurs grandes demeures, Villemétrie (mentionnée dès 1222), au sud-est également, près de l'abbaye de la Victoire.
Les faubourgs Saint-Martin et des Arènes ont connu une expansion considérable, le premier dans la première moitié du XXe siècle et le second dans la période de l'après-guerre. Les autres faubourgs se sont agrandis de quelques pavillons particuliers, mais conservent un caractère semi-rural. Villemétrie ne consiste que d'habitations anciennes. Deux autres grands quartiers sont nés dans la deuxième moitié du XXe siècle, Bon Secours et Brichebay. Ces deux quartiers ainsi que le faubourg des Arènes avec le Val d'Aunette comportent de grands ensembles d'immeubles de logements collectifs, bien que le pavillonnaire reste dominant dans les extensions urbaines de Senlis.
Grâce aux larges promenades plantées aménagées au XVIIIe siècle sur l'emplacement des remparts médiévaux au nord du centre-ville ancien, et grâce au fond humide de la vallée de la Nonette au sud, la vieille ville se démarque encore bien des quartiers plus récents avec lesquels elle ne forme pas une masse diffuse comme c'est le cas dans nombre d'autres villes. Au contraire, les zones vertes intermédiaires mettent en valeur la physionomie extérieure du centre historique, et quand on s'en approche à pied, depuis l'extérieur des remparts des Otages ou Bellevue, la vue sur la ville qui s'offre doit être proche de son aspect voici plusieurs siècles.
Le centre ancien de Senlis a une circonférence de 2 600 m environ, avec une extension maximale est-ouest de 1 000 m et nord-sud de 700 m. Ce périmètre, marqué par les remparts et les boulevards extérieurs (cours Thoré-Montmorency, boulevard Pasteur et boulevard du Montauban) n'a pas été dépassé par l'urbanisation jusqu'à la fin du XIXe siècle, à l'exception des faubourgs déjà mentionnés. La rue de la République percée dans les années 1750 sépare une partie du centre historique du reste ; il s'agit du quartier Saint-Vincent qui représente environ 30 % de la surface globale de la vieille ville. Tout au long de cet axe de circulation, la bataille de Senlis (1914) a détruit de nombreuses maisons. La partie principale du centre ancien englobe le cœur gallo-romain de Senlis, au nord ; ici, la concentration de monuments historiques est la plus grande autour de la cathédrale. Il reste à remarquer que l'arrivée du chemin de fer n'a pas entraîné la création de nouveaux quartiers urbains à la Belle Époque, hormis quelques constructions le long des voies existantes ; c'est surtout dans les rues commerçantes du centre et dans le faubourg Saint-Martin que l'on trouve des édifices de cette époque.

### Logement

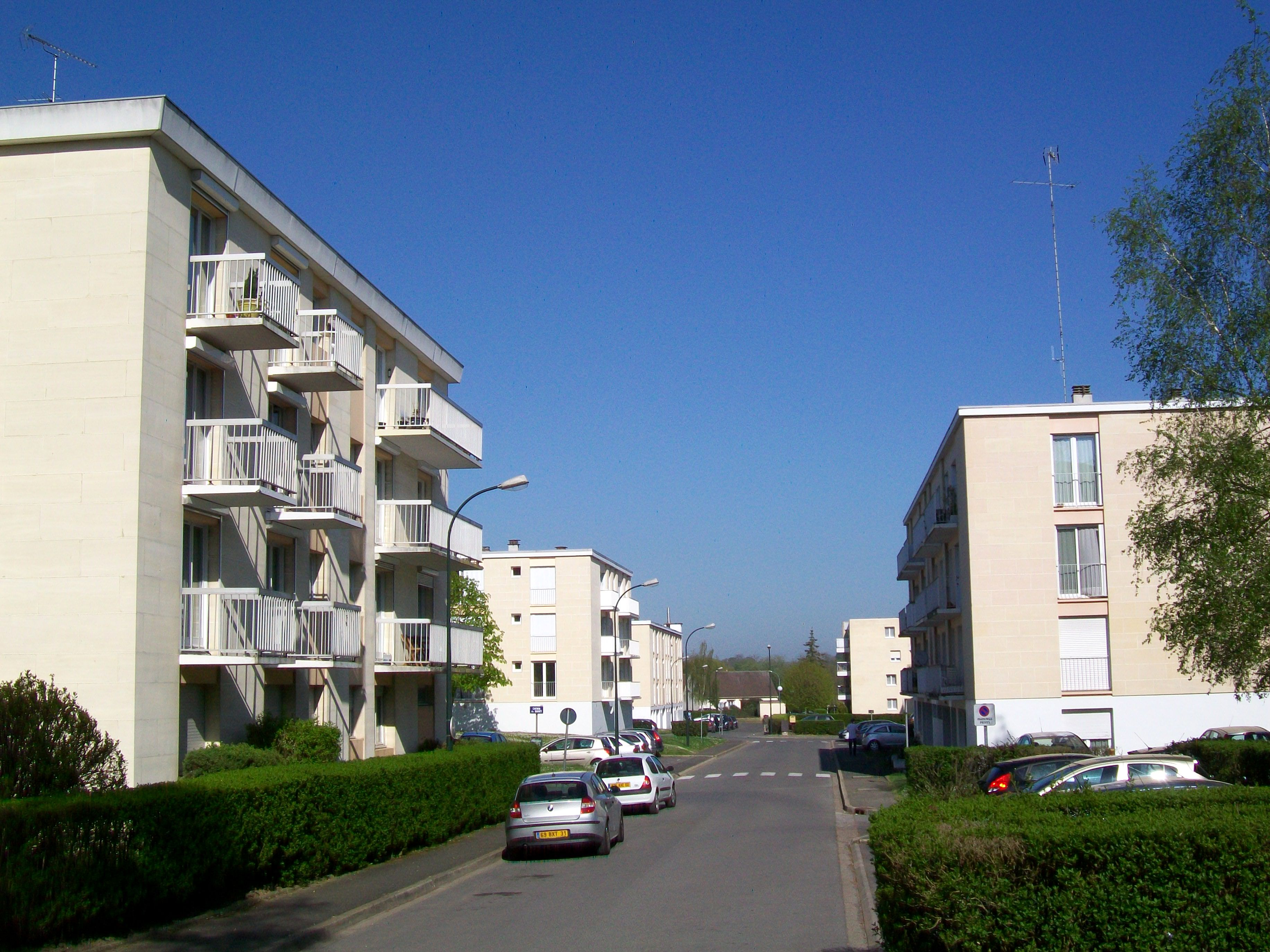
Le Quartier Brichebay, rue du Brocard.

De 1968 à 2007, le nombre des logements recensés à Senlis est passé de 3 109 à 7 251, soit une augmentation de 233 %. Près de 40 % des logements correspondaient à des maisons individuelles en 2007, et plus de 60 % à des appartements; depuis 1999, la part des appartements à légèrement augmenté. Cette évolution tout comme la diminution du taux des résidences secondaires, passant de 4,5 % en 1990 au développement maximum à 1,2 % en 2007, reflète l'augmentation du prix de l'immobilier et la pression immobilière. Ainsi, le taux des logements secondaires est inférieur à la moyenne départementale, qui est de 3 % pour 2007. Parmi les occupants des résidences principales, 41,4 % sont propriétaires, nettement moins que dans l'Oise, où 61,9 % sont propriétaires ; cette différence n'a rien d'étonnant puisque 67,8 % des habitants de l'Oise, département rural, habitent des maisons. Senlis propose aussi un nombre important d'appartements en HLM, qui y correspondent à 29,6 % des résidences principales avec 2 004 appartements sur les 4 401 appartements que compte la commune. Ainsi, Senlis respecte les obligations de la loi SRU en termes de logements sociaux, ce qui n'est pas le cas des communes de l'Oise dans leur ensemble, où seulement 18,9 % des logements sont des HLM.
Environ un logement sur vingt est vacant à Senlis, tout comme dans l'ensemble du département. Pendant les années 1970, un logement sur huit était encore vacant à Senlis, en dépit de la progression démographique pendant cette période ; ce problème était dû au mauvais état de l'immobilier dans le centre ancien. Aujourd'hui, pratiquement tous les logements sont dotés d'une salle de bains (97,9 %, par rapport à 96,4 % dans l'Oise). Contrairement à ce que suggère l'étendue du centre ancien de Senlis, la commune compte moins de logements construits avant 1949 (25,3 %) que l'ensemble de l'Oise (31,2 %) et aussi légèrement plus de logements construits après 1990. Toutefois, les logements construits entre 1949 et 1974, généralement caractérisés par leur médiocre efficience énergétique, sont nettement plus répandus à Senlis (37,2 %) que dans l'Oise (28,9 %). Du fait que les appartements sont prépondérants à Senlis, l'on y rencontre davantage de logements à une ou deux pièces (21,5 %) que dans l'Oise (13,2 %), tandis que les logements de trois pièces sont pareillement représentés que sur le plan départemental (près de 20 %). Logiquement, les logements de quatre pièces ou plus sont moins fréquents à Senlis (59 %) que dans l'ensemble du département (67,5 %).

### Voies de communication et transports

#### Routes

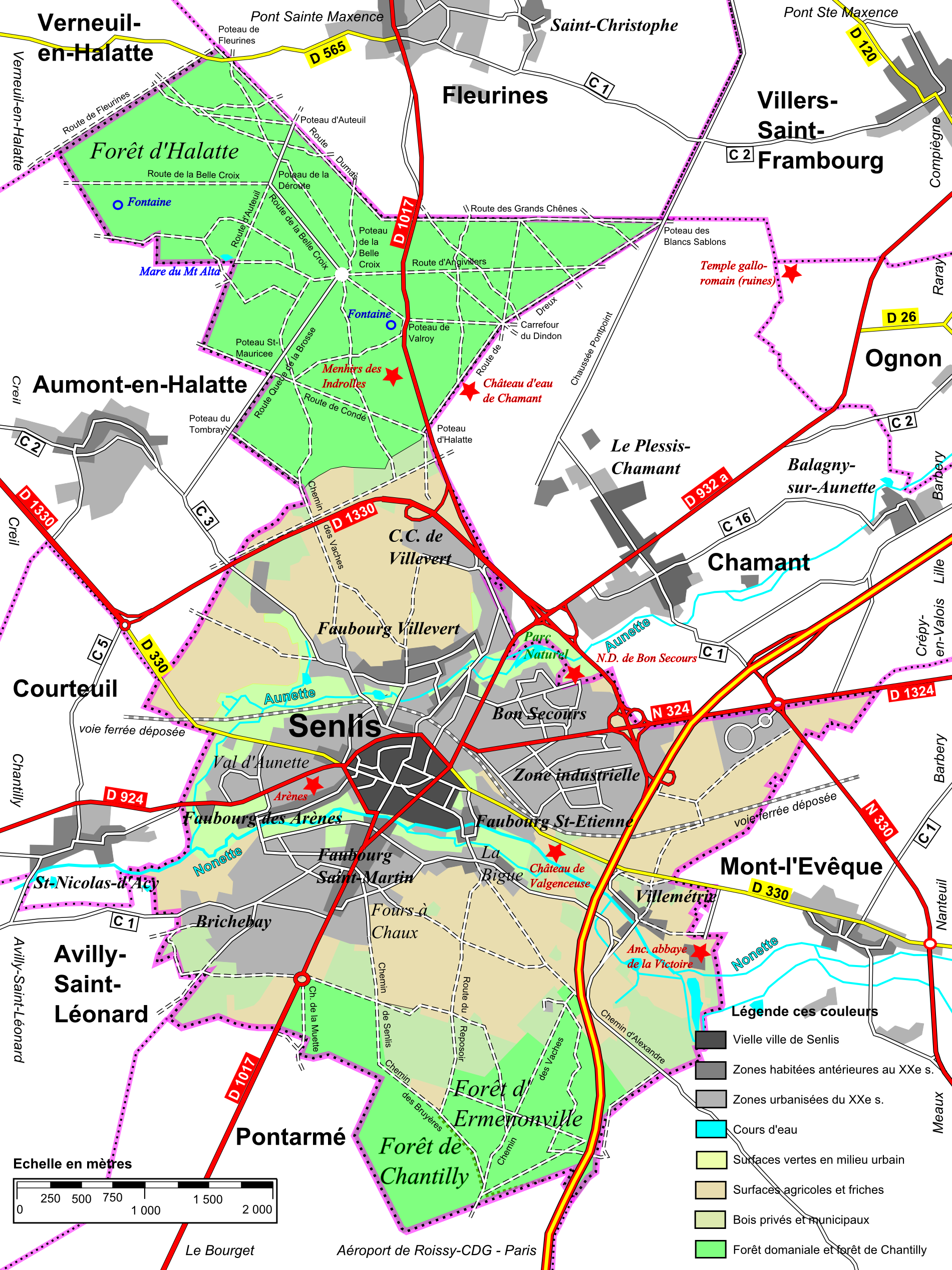
Carte routière et topographique de la commune de Senlis.

Localisée à quarante kilomètres au nord de Paris, la ville se situe au kilomètre 33 de l'ancienne Route nationale 17. Cette route est en fait l'ancienne route royale menant de Paris à Lille, dont le tracé actuel à travers Senlis date des années 1750. Elle traversait initialement le centre ancien gallo-romain par la rue Vieille de Paris, la rue du Châtel et la rue de Villevert. Le remaniement de cette voie importante sur plusieurs sections fut décidé en 1752 et exécuté par la suite, ce qui entraîna notamment le percement de l'actuelle rue de la République, partageant en deux le centre-ville médiéval. Dans le département de l'Oise, l'ancienne RN 17 est devenue la route départementale 1017 à la suite du transfert de la plupart des routes nationales aux départements par décret du 1er janvier 2006.
Senlis se situe près de l'autoroute A1 reliant Paris à Lille. Le tronçon Senlis-Le Bourget est inauguré le 30 décembre 1964. Un an plus tard, l'autoroute est prolongée jusqu'à Roye puis jusqu'à Lille en 1966. Sur le territoire de la ville, se trouve la première barrière de péage depuis Paris qui constitue aussi la sortie numéro 8. Le siège régional de la Société des autoroutes du Nord et de l'Est de la France et un district chargé de l'entretien de l'autoroute entre Roissy-en-France et le nord de Compiègne y sont aussi installés. L'autoroute employait ainsi 1 100 personnes dans la commune en 2005, ce qui en faisait le plus gros employeur de la ville. Senlis se situe à 30 minutes de la Porte de la Chapelle et à 1 h 40 de Lille en voiture.
Carrefour routier d'envergure dès l'antiquité, Senlis est traversée par d'autres routes importantes. L'une est la RN 330 de Meaux à Creil, itinéraire d'évitement de Paris pour les flux de transport entre l'est et le nord du grand bassin parisien. Cet axe n'est pas doublé par une autoroute comme c'est le cas de la D 1017 au sud de Senlis, ainsi a-t-il bénéficié d'un nouveau tracé, partiellement comme voie express sur plusieurs sections, dont le contournement nord de Senlis. Malencontreusement, les déviations de Mont-l'Évêque et Senlis n'ont pas été conçus en continuité et englobent donc une section de la RN 324, dernière section de cette route à ne pas être déclassée en route départementale. - La RD 330 correspond à l'ancien tracé de la RN 330 sur les communes de Mont-l'Évêque et Senlis.
Une troisième route importante traversant Senlis est l'ancienne RN 324, devenu RD 1324 à l'est de Senlis vers Crépy-en-Valois depuis fin 2006, tandis que le déclassement de sa continuation vers Chantilly en RD 924 date déjà de 1972. Reste à mentionner la RD 932 a vers Compiègne, qui a perdu de son importance depuis la construction de l'autoroute A1 parallèle. Cette RD 932 tout comme la RD 1324 et la RD 1017 au nord de Senlis, déjà mentionnées, est connectée au contournement nord-est de Senlis. Ce dernier évite à la ville d'être traversée par le trafic de transit, les deux routes non connectées (la RD 924 vers Chantilly et la RD 1017 vers Paris) ayant surtout une importance régionale.

#### Sentiers de randonnée
Avec sa situation aux bords de trois massifs forestiers majeurs et dans une région d'un grand intérêt culturel et naturel, Senlis entre dans le parcours de trois sentiers de grande randonnée :

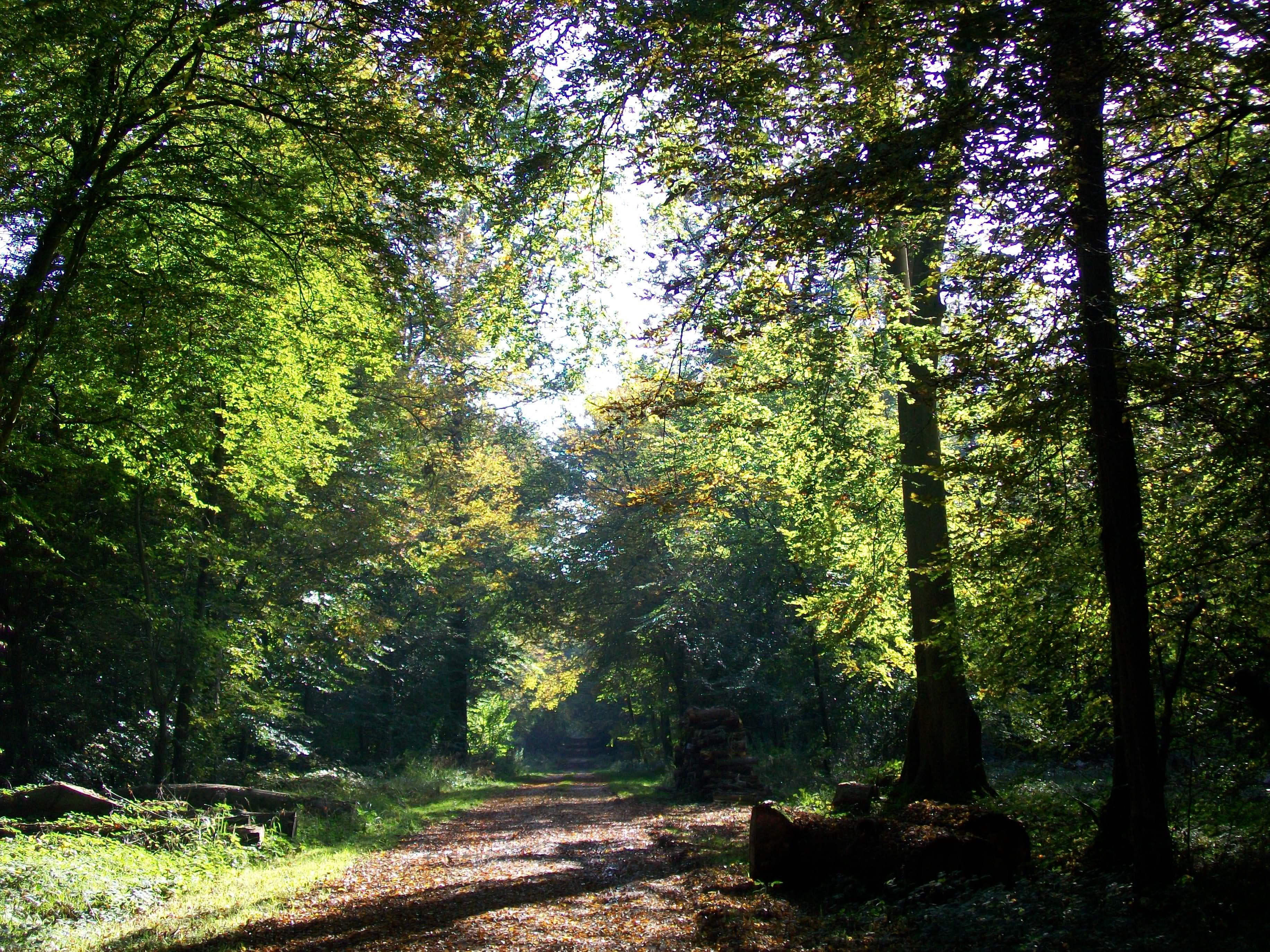
Le chemin des Vaches dans la forêt d'Halatte, sur la commune de Senlis. Emprunté par les GR 12 et 655, c'est l'unique accès piétonnier à la forêt depuis Senlis.

- le GR 11 vient de Chantilly par le parc du château et la bordure de la forêt et atteint Senlis au quartier Brichebay, entre dans la ville par le faubourg des Arènes et la quitte de nouveau par le faubourg Saint-Étienne, cette fois en direction de la forêt d'Ermenonville et de l'abbaye de Chaalis.
- les GR 12 et GR 655 se confondent de part et d'autre de Senlis ; en provenance des étangs de Commelles et de la forêt de Chantilly, ils rejoignent le GR 11 et font tronc commun avec ce dernier à partir de la piste hippique d'Avilly-Saint-Léonard jusqu'à la porte de Villevert au nord de la vieille ville, d'où ils rejoignent la forêt d'Halatte par le chemin des Vaches.
- l'une des variantes du chemin de Compostelle depuis le nord-est de la France, non numérotée et désignée uniquement par l'emblème de la coquille Saint-Jacques jaune sur fond bleu. Ce chemin fait également tronc commun avec les GR 12 et GR 655 au sud-ouest de Senlis, auxquels il reste plus ou moins parallèle à une distance variable à l'est de Senlis. Le chemin quitte Senlis au nord-est vers Chamant et la vallée de l'Aunette ; il a comme inconvénient d'être implanté en accotement routier de la D 932 fortement fréquentée pendant plus d'un kilomètre. Près de Barbery, le sentier rejoint la chaussée Brunehaut qu'il emprunte sur une longue distance.

Hormis ces sentiers balisés, un grand nombre de chemins ruraux et forestiers se prêtent à la randonnée dans les environs de Senlis. Toutefois, les GR 11, 12 et 655 représentent les principaux accès piétonniers aux trois massifs forestiers. À ce titre, il n'est pas sans intérêt de signaler que le contournement nord de Senlis de la RD 1330 a intercepté nombre de chemins ruraux et que le chemin des Vaches (GR 12 et GR 655) constitue l'unique accès direct à la forêt d'Halatte. Le chemin rural de Senlis au Plessis-Chamant est par exemple interrompu en son milieu. De même, le randonneur ne peut suivre le cours de l'Aunette entre Chamant et Senlis ; là aussi, la voie express constitue un obstacle non franchissable. Dans le premier cas, la construction d'une passerelle est prévue par la communauté de communes des Trois Forêts.

#### Transports ferroviaires
Senlis est relié au réseau ferroviaire par la ligne Chantilly - Senlis en 1862 : elle rejoignait la gare de Chantilly - Gouvieux par une bifurcation à niveau située au nord du viaduc de Chantilly, sur la ligne Paris - Lille. Les trains mettaient vingt minutes sur ce parcours de 12 km, et desservaient les gares et haltes de Saint-Maximin, Golf de Chantilly, Vineuil, Saint-Firmin, Aumont, Saint-Nicolas. La ligne est prolongée ultérieurement jusqu'à Crépy-en-Valois, en tronc commun avec la ligne Paris-Laon sur les derniers kilomètres à l'est de la gare d'Ormoy-Villers. Le trajet Senlis-Crépy se fait alors en quarante minutes. Le bâtiment voyageurs de la gare de Senlis, détruit pendant la bataille de Senlis au début de la Première Guerre mondiale, est remplacé par un nouveau bâtiment en 1922.
Perpendiculaire aux principaux flux de transports nord-sud, la ligne est fermée au trafic voyageurs en 1938 entre Senlis et Chantilly, et en 1950 entre Senlis et Crépy. Vers Chantilly, la ligne est totalement désaffectée en 1971, Senlis restant desservi en trafic marchandises pendant une vingtaine d'années encore depuis Ormoy-Villers, jusqu'à ce que la ligne ne soit coupée pour la construction de la LGV Nord en 1991. Cependant, la SNCF continue d'accueillir les voyageurs à la gare de Senlis jusqu'au 3 juin 2003, quand le guichet est fermé et remplacé par une nouvelle « boutique SNCF » en centre-ville. Les billets SNCF sont toujours reconnus dans les autocars de la ligne départementale 15 Chantilly - Senlis.

#### Transports en commun routiers

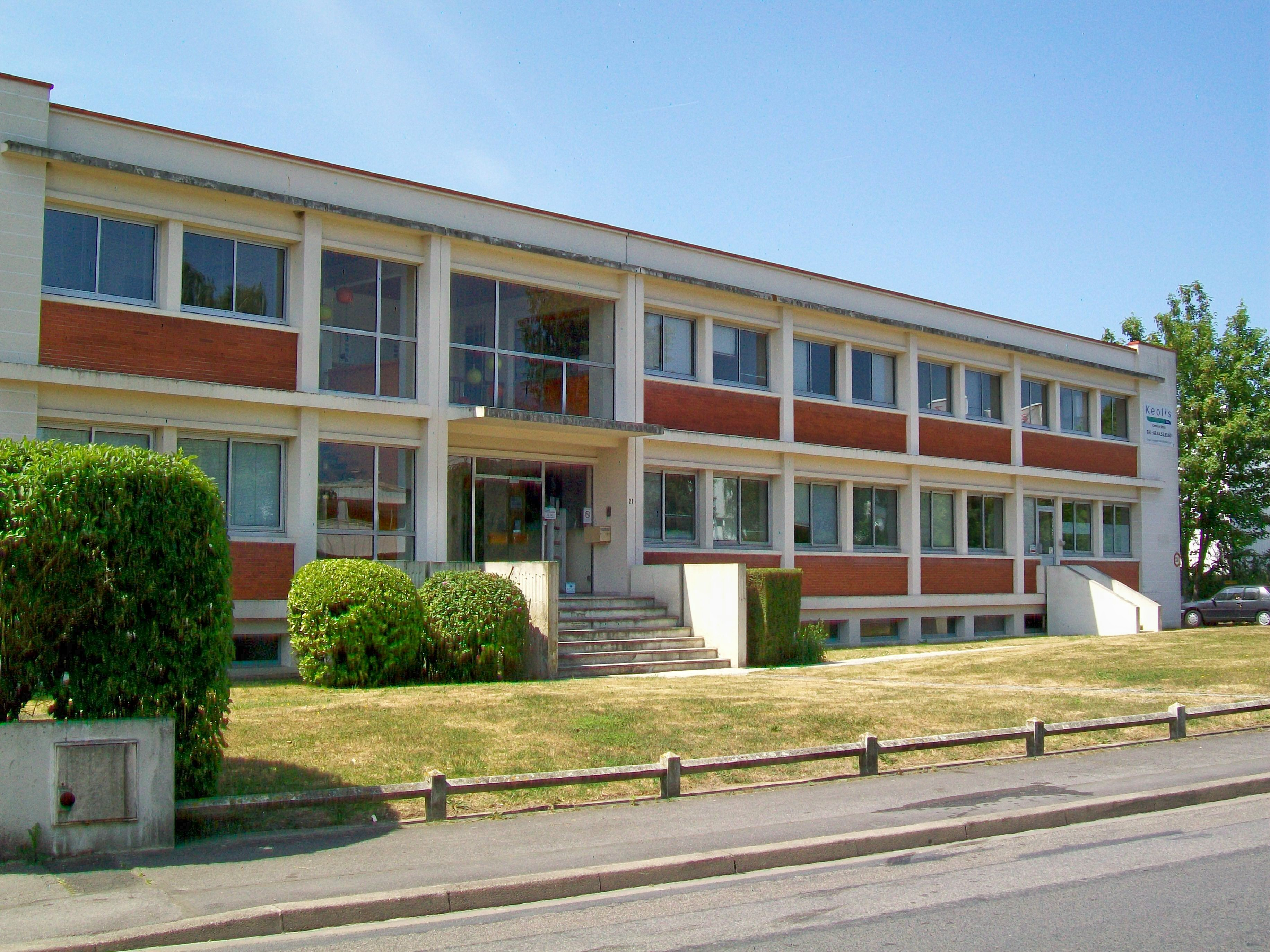
Le siège de Keolis-Oise, avenue Félix-Louat.

Senlis est desservi par des lignes d'autocars interurbains et dispose d'un service d'autobus urbains. Les lignes sont principalement exploitées par des sociétés du groupe Keolis, dont notamment sa filiale Keolis Oise implantée à Senlis. Selon la vocation des différentes lignes, l'on peut distinguer les types de lignes suivants :
- lignes interurbaines, dont l'autorité organisatrice de transports est la région Hauts-de-France[38] ;
- lignes urbaines, dont l'autorité organisatrice de transport urbain est la ville de Senlis, appelées TUS (pour Transports urbains de Senlis) et complètement gratuites.

Toutes les lignes desservent la place de l'ancienne gare qui sert de gare routière, sans pour autant disposer des moindres aménagements dans ce sens (seul l'arrêt des bus urbains, situé à l'écart, dispose d'un abribus). D'autres arrêts plus proches du centre-ville existent et sont desservis par la plupart des autocars.

##### Lignes interurbaines

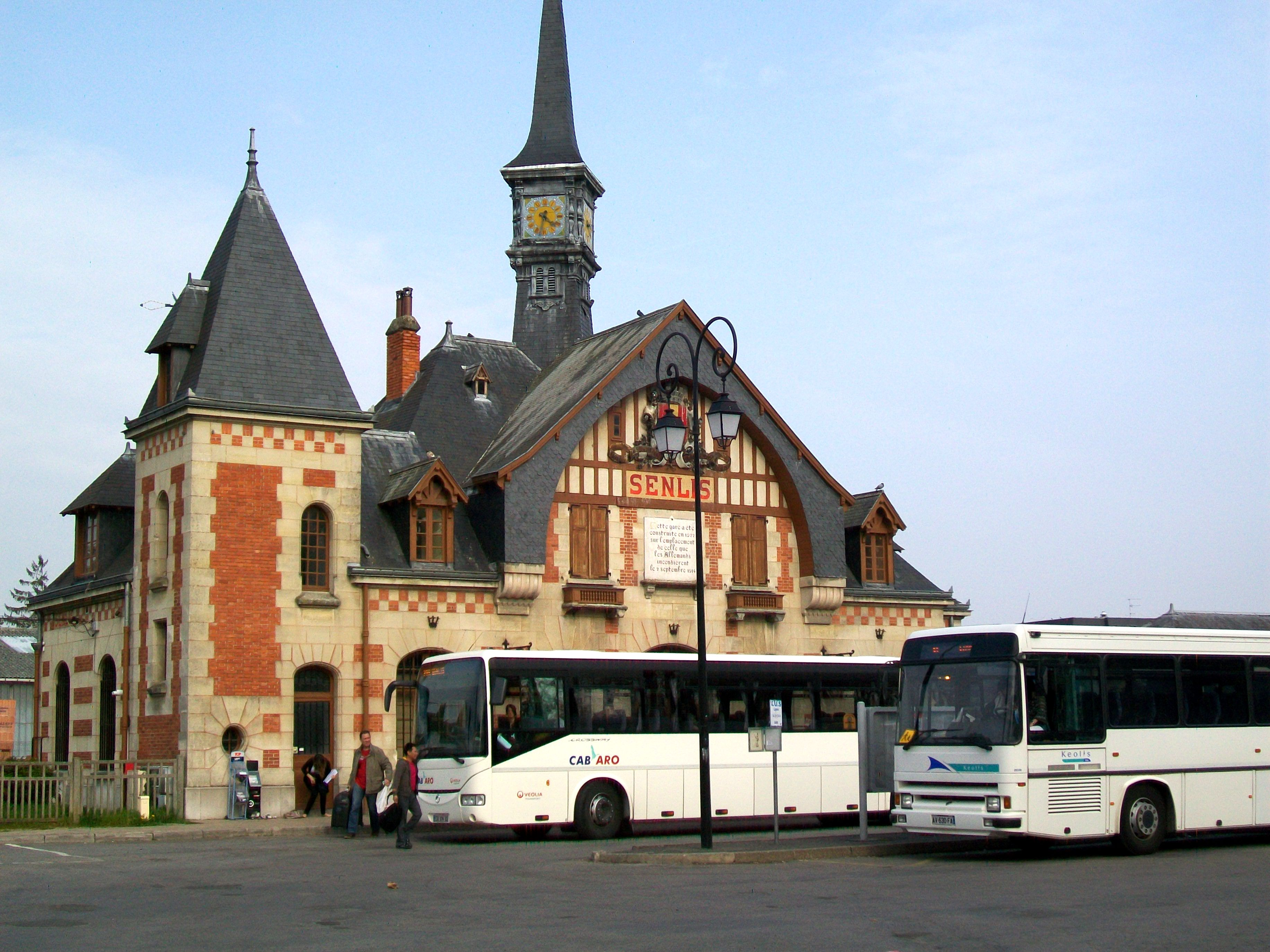
Cars pour Creil (ligne régionale Picardie-Roissy) et pour Chantilly (ligne départementale no 15, en remplacement de la voie ferrée fermée en 1938).

Senlis est un des principaux pôles du réseau interurbain de l'Oise. L'exploitation des lignes circulant autour de Senlis a été confiée dans son ensemble à Keolis début 2009, pour une durée de douze ans. Le Conseil général a mis en place simultanément une tarification particulièrement avantageuse, avec l'aller-retour dans la journée pour € 3,00 quelle que soit la distance, voire pour € 2,50 sur des trajets entre communes voisines. En 2023, le tarif est de 1 € par trajet.
Les lignes les plus importantes sont celles qui relient Senlis au réseau ferré, établissant la correspondance avec les trains à destination et en provenance de Paris :
- ligne 630 Creil - Senlis - Roissypôle, fonctionnant tous les jours de l'année avec une large amplitude horaire ;
- ligne 645 Senlis - Chantilly par la D 924 et le centre de Vineuil-Saint-Firmin, fonctionnant tous les jours de l'année à raison de 21 allers-retours (AR) du lundi au vendredi, 11 AR les samedis et 7,5 AR les dimanches et fêtes ;
- ligne 643 Senlis - Orry-la-Ville par la D 1017 et le centre de La Chapelle-en-Serval en dehors des heures de pointe, fonctionnant du lundi au vendredi à raison de 16 AR. Pendant les heures de pointe, des services semi-directs permettent de couvrir le trajet en 30 min[42].

Les autres lignes régulières concernant Senlis sont les lignes suivantes, fonctionnant principalement du lundi au samedi midi.
- ligne 637 Senlis - Courteuil - Apremont - Creil ;
- ligne 669 Senlis - Compiègne par l'autoroute A 1, en 40 minuntes et sans arrêt intermédiaire ;
- ligne 640 (Compiègne-) Verberie (- Pont-Sainte-Maxence) - Senlis par la RD 1017 ;
- ligne 641 Compiègne - Senlis par les villages ;
- ligne 636 Le Plessis-Belleville - Ermenonville - Senlis ;
- ligne 692 Senlis - Crépy-en-Valois par la RD 1324[42].

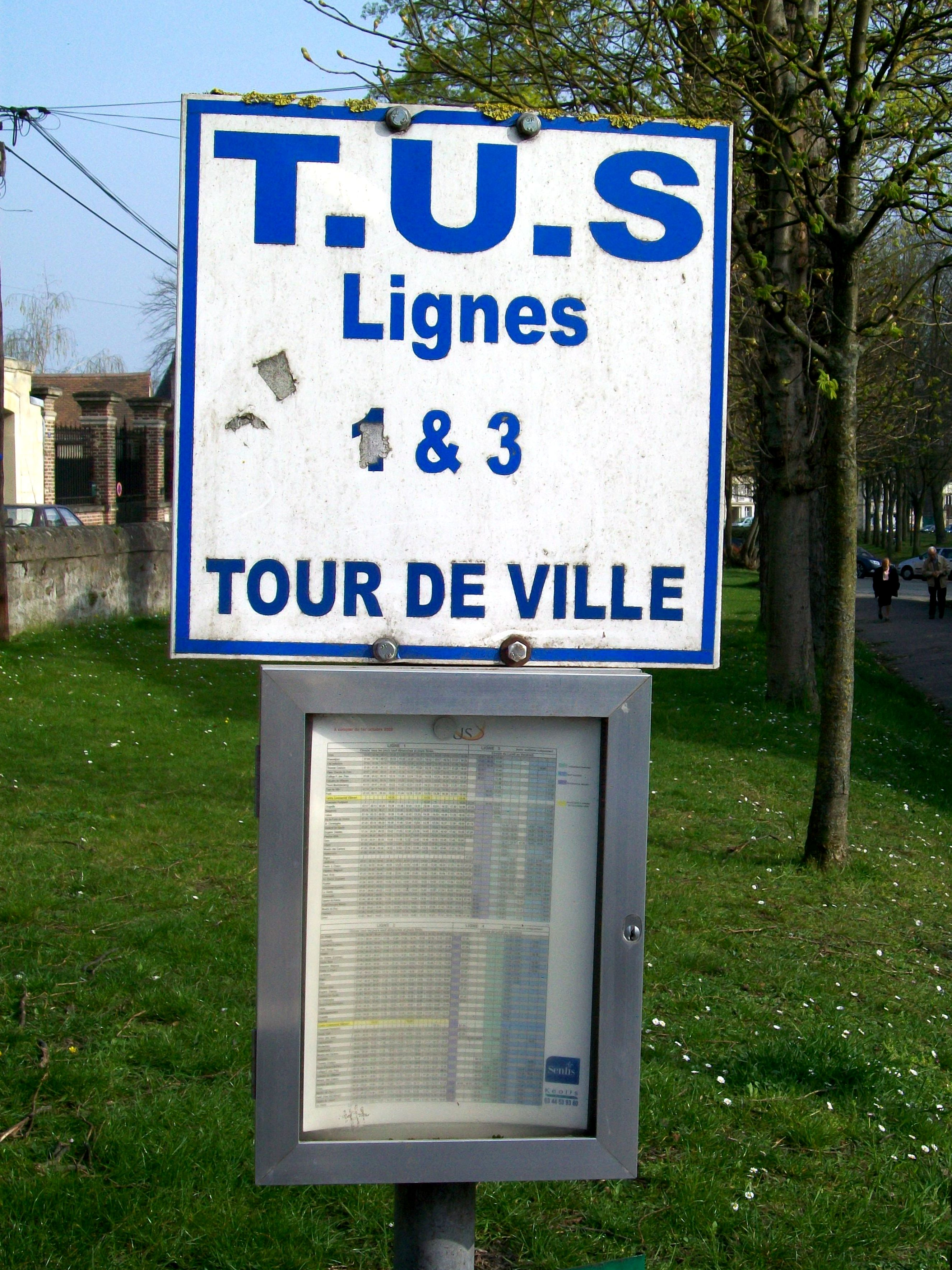
Panneau d'arrêt du « TUS ». L'arrêt « Tour de Ville » sur l'avenue du Maréchal-Foch est proche de la gare routière et directement en face de l'arrêt « Grand Cerf ».

Les autocars interurbains sont utilisés par 5,1 % des Senlisiens travaillant dans une autre commune de l'Oise, et par 16,6 % des Senlisiens travaillant dans une autre région (à priori à Paris et sa proche banlieue, ou sur la plate-forme aéroportuaire de Roissy). La faible utilisation pour les déplacements intra-départementaux ne parle pas en faveur d'une adaptation de l'offre de transport en commun aux besoins des actifs, surtout que le faible niveau des tarifs représente en soi une incitation forte.
La desserte est complétée, en 2023, par les lignes 6221, 6222, 6223, 6224, 6421 et 6422 du réseau interurbain de l'Oise.

##### Lignes urbaines

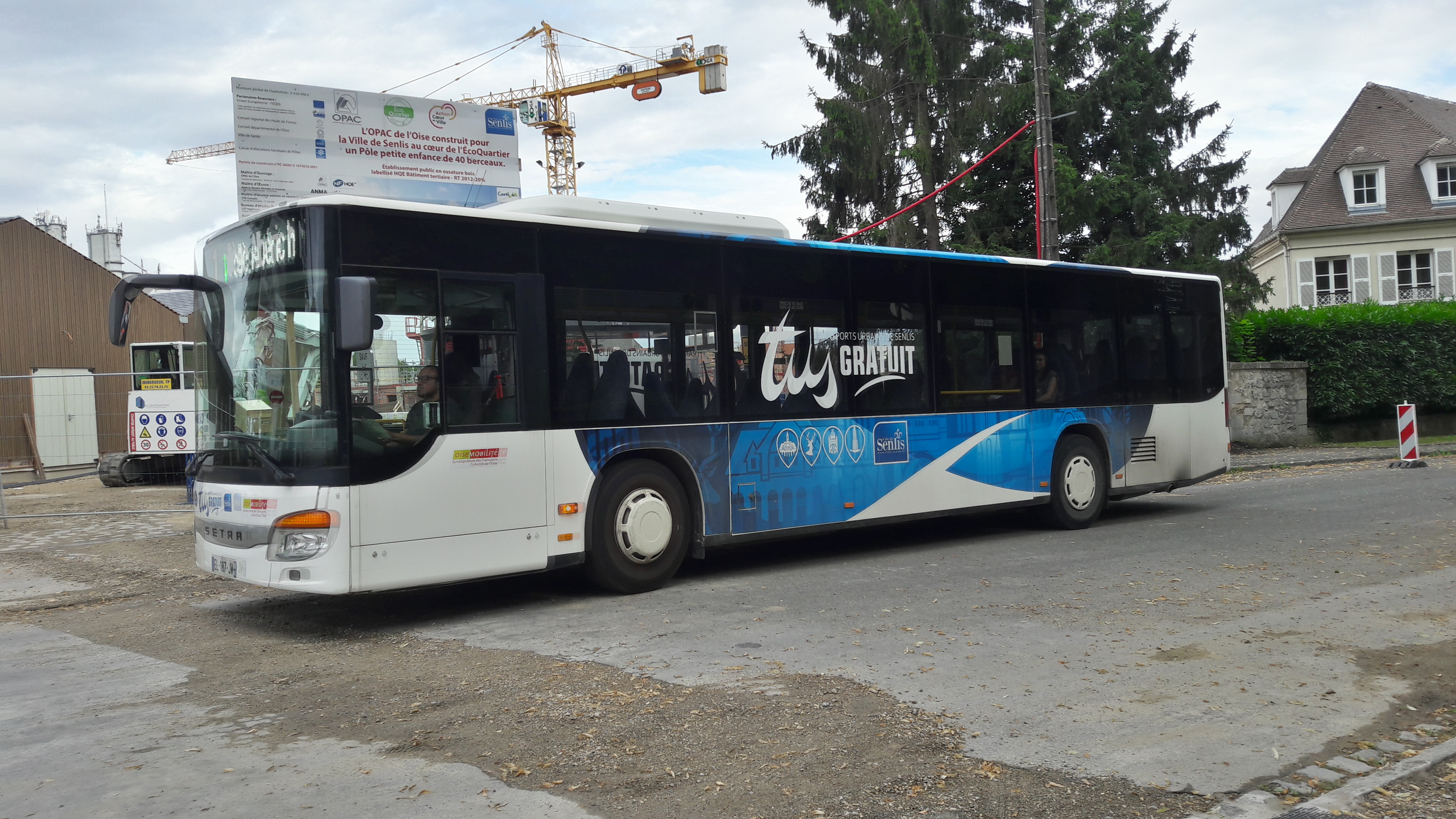
Bus TUS gratuit.

La desserte urbaine est baptisée Transport Urbain Senlisien (TUS) et fonctionne du lundi au samedi de 6 h 30 à 20 h 0. Son utilisation est entièrement gratuite. Alors que le réseau était constitué de deux boucles aux itinéraires complexes jusqu'au 29 septembre 2012, un nouveau réseau simplifié avec une fréquence de desserte accrue est mis en place le 1er octobre 2012. Il se compose de deux lignes principales, les lignes régulières no 1 et 3 ; d'une ligne régulière à vocation scolaire portant le no 4 ; et d'une ligne de transport à la demande (appelée transport sur réservation (TSR)). En outre, les lignes départementales no 637 et no 645 reliant Senlis à Creil et Chantilly peuvent être utilisées gratuitement à l'intérieur de la commune, les horaires étant publiés comme ligne no 2. Au total, sans les services des lignes départementales, le TUS représente quarante-neuf aller-retour assurés du lundi au vendredi en période scolaire, et trente-deux allers-retours le samedi. Le nombre d'arrêts s'élève à vingt-quatre pour les lignes no 1 et 3 (dont trois desservis par les deux lignes), auxquels s'ajoutent neuf arrêts desservis uniquement par le TSR.
La ligne no 1 est une ligne nord-sud reliant les lycées et l'hôpital ainsi que le quartier de Brichebay au quartier Bonsecours, en passant par la gare. Du lundi au vendredi, cette ligne fonctionne toutes les 20 min aux heures de pointe et au minimum toutes les heures pendant le reste du temps, avec toutefois une coupure de deux heures l'après-midi. Le samedi, une desserte cadencée à l'heure est proposé. La ligne no 3 est une ligne ouest-est reliant le quartier du Val-d'Aunette à la zone industrielle et au centre commercial de Villevert, en passant par le centre-ville et la gare. Cinq arrêts ne sont desservis que par une partie des services. La fréquence est à peu près identique que sur la ligne no 1, sauf que la ligne no 3 fonctionne en continu.
Les autobus urbains sont utilisés par 3,7 % des Senlisiens travaillant à Senlis même, tandis que 42,2 % vont à pied, prennent un deux-roues ou n'ont pas à se déplacer.
La ligne R114 du réseau de bus Roissy Ouest dessert également Senlis mais uniquement en période scolaire.
Le service de transport à la demande Flexobus, mis en place par la communauté de communes de l'Aire Cantilienne, permet de relier gratuitement les communes de cette dernière à Senlis.

## Toponymie
La plus ancienne attestation du nom de la ville antique est civitas Sulbanectium en 48 : la « cité des Sylvanectes », le peuple gaulois à l'origine de la cité et dont le nom est issu probablement du gaulois selvanos « possession, propriété », puis « troupeau » qui s'est confondu plus tard avec le latin silvanus « de la forêt », suivi du suffixe gaulois -ecti. La cité est ensuite mentionnée au cours du Ier siècle sous le nom d'Augustomagus Silvanectum, au Ier siècle (Pline l’Ancien), le « marché d'Auguste des Sylvanectes ». La désignation Augustomagus disparaît à la fin du IVe siècle. Au Ve siècle, on trouve Civitas Silvanectum vers 400. Au cours du VIe siècle, le nom évolue phonétiquement en de Silvanectis en 511, au VIIIe siècle Selnectensis en 770, forme semi-savante et devient ensuite Seenlys en 1066, et est enfin attesté sous la forme moderne Senlis en 1388,.

## Histoire

### Préhistoire

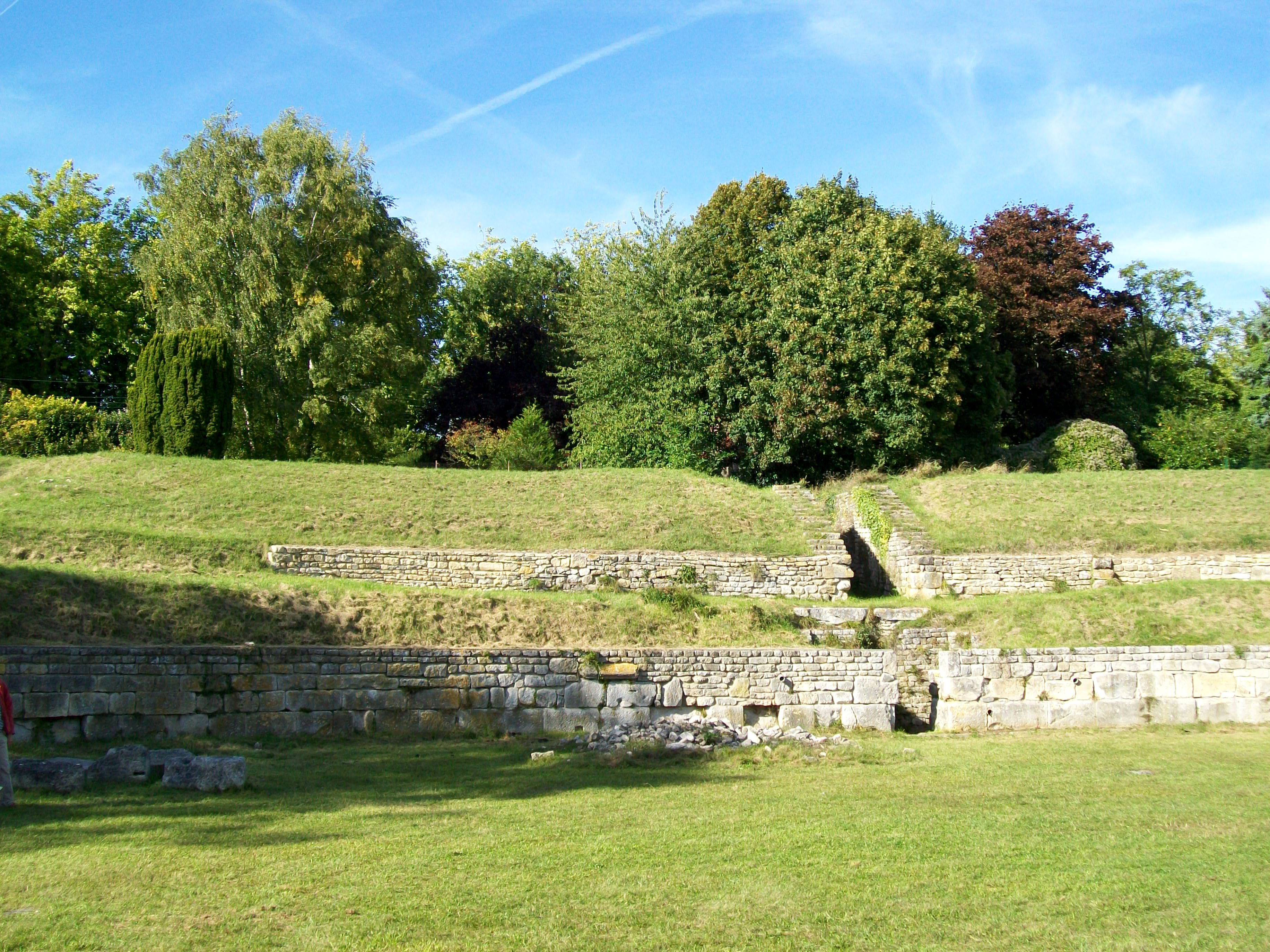
Arènes gallo-romaines du Ier ap. J.-C., situées au bout d'une impasse partant de la place des Arènes.

La préhistoire a laissé des vestiges sur le territoire communal de Senlis, des outils en pierre, des enceintes circulaires en forêt d'Halatte et les menhirs des Indrolles, découvertes par Amédée Margry en été 1869 sur la parcelle 296 dans cette même forêt. Non loin de la route du Chêne à l'Image se trouve un autre roche, la Pierre qui Corne percée de nombreux trous, qui pourrait être un menhir. À Chamant, existait une allée couverte disparue de nos jours.

### Antiquité et haut Moyen Âge
Les origines de Senlis en tant que ville remontent apparemment au IIe siècle avant notre ère quand une tribu gauloise, les Silvanectes, réside dans les environs, sans que l'on sache s'ils possédaient un oppidum.
Vraisemblablement de fondation romaine, la ville est alors appelée Augustomagus — le « marché d'Auguste ». On y a trouvé les traces de temples, de domus et d'un édifice de spectacles antiques, ainsi que d'arènes, seul monument toujours existant de nos jours. Au IIIe siècle ou IVe siècle, Augustomagus s'entoure d'une muraille épaisse de quatre mètres et haute de sept à huit mètres, dotée de vingt-huit tours, pour faire face aux invasions barbares. La superficie enclose est de 6,38 ha, mais la ville s'étend bien au-delà de cette enceinte, comme le démontrent, par exemple, l'emplacement des Arènes et le réseau orthogonal de certaines rues. À la fin du IVe siècle, saint Rieul évangélise la contrée et devient le premier évêque de Senlis. Avec le traité d'Andelot en 587, Senlis est partagé entre Gontran Ier roi de Burgondie et son neveu Childebert II roi d'Austrasie, ce dernier gardant les deux tiers.

### Moyen Âge central
La première mention d'un comté de Senlis date de 823. Plusieurs indices montrent que le château royal existe au plus tard vers le milieu du IXe siècle : en 854, le trésor royal se trouve à Senlis, et Charles le Chauve a daté de nombreuses chartes de Senlis,,.
Le comte Bernard de Senlis n'ayant pas d'héritier, la ville entre dans les possessions d'Hugues Capet au plus tard en 981, où il aurait été élu roi par ses barons en 987 avant d'être sacré à Noyon. La construction de la première cathédrale de Senlis commence à la fin du Xe siècle,,. Sous les Capétiens, Senlis est une ville royale, demeure des rois de France, d’Hugues Capet à Charles X.
Au XIe siècle, Senlis semble être une ville d'une certaine importance, avec son château royal, le siège d'un diocèse, une cathédrale, au moins trois autres églises paroissiales, trois abbayes, dont Saint-Vincent refondée en 1065 par Anne de Kiev. Un Concile s'y tint en mai 1048. La cathédrale Notre-Dame de Senlis nait à partir de 1154 sous l'impulsion du roi Louis VII,,. En 1170, l'ordre de Saint-Jean de Jérusalem établit une commanderie, un hôpital et une église à Senlis. Cet ordre était un gros propriétaire immobilier dans la ville, avec jusqu'à cent-trente maisons dans son actif, qui en partie existent toujours,.

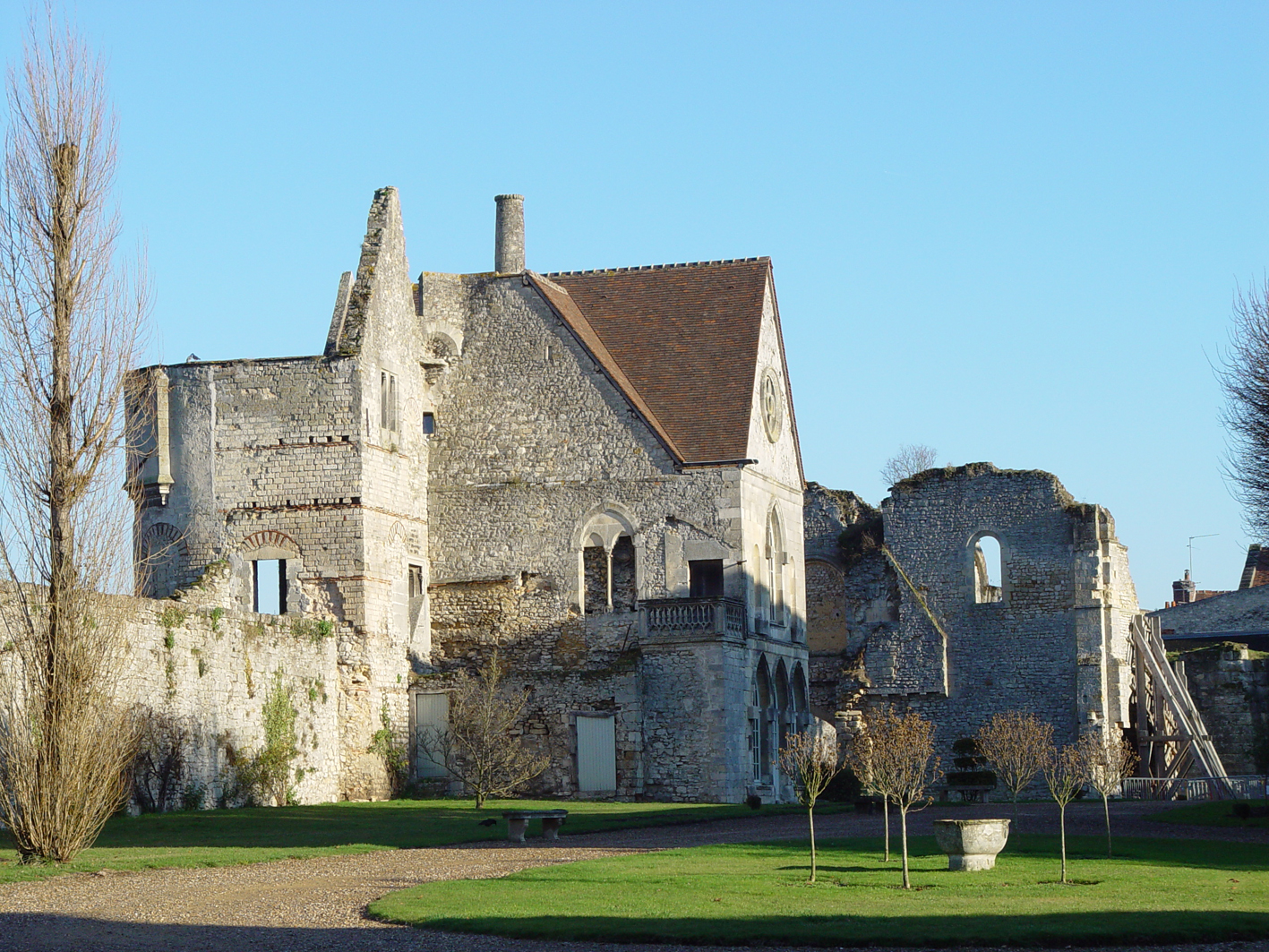
Vestiges du château royal, vue depuis le parc.

Une charte communale est accordée à la ville en 1173 par le roi Louis VII, affranchissant les habitants de la ville et les soumettant à la justice de cette dernière, qui n'a plus de comptes à rendre qu'au roi directement. L'inconvénient est les redevances envers les différents seigneurs locaux dont la municipalité doit désormais s'acquitter afin qu'ils renoncent à leurs droits et respectent la charte. Le statut avantageux des habitants fait que des personnes venues d'ailleurs viennent s'y installer. Les affaires de la ville sont réglées par le maire et les magistrats municipaux ; la confirmation du roi n'est requise que dans des rares cas. Les maires de Senlis sont par ailleurs connus depuis 1184 en continu. Sous Philippe-Auguste, la construction d'une nouvelle enceinte est entamée, entourant les principaux quartiers de la ville à son achèvement en 1287,. En 1232, la chapelle Saint-Étienne est érigée en paroisse, et la ville en compte désormais huit,. Comme symbole de sa liberté, Senlis dispose d'un beffroi, construction mince et élancée, haute de vingt-six mètres, implantée à l'angle de la place de la Halle avec la rue Saint-Jean (démolie en 1802),.
Senlis connaît son apogée aux XIIe et XIIIe siècles. Elle vit du commerce de la laine, du cuir et de la fourrure. Une comparaison des plans de Senlis et de Paris au XIIIe siècle suggère que Senlis est alors plus grande que la capitale. Plusieurs halles spécialisées témoignent d'une intense activité marchande. Les moulins à eau se multiplient sur la Nonette, avec une dizaine de l'abbaye de la Victoire jusqu'à Saint-Nicolas-d'Acy,. La viticulture se développe, le sol sablonneux autour de la ville lui étant jugé favorable. Il paraît même que cette culture était la plus importante dans les environs immédiats de Senlis,. Vers 1265, le bailliage de Senlis est créé, son territoire très vaste recouvre le Beauvaisis et le Vexin français.
Dès la fin du XIIe siècle, la situation financière de la commune devient préoccupante, avec des charges trop importantes, mais aussi des malversations récurrentes, et en 1319, la commune criblée de dettes est supprimée sur la demande de la majorité des habitants. Des attournés remplacent le maire, officiant sous l'autorité du bailli, mais élus annuellement par les habitants en assemblée générale. Dans les faits, fort peu de choses changent, sauf que la ville ne s'autogouverne plus que grâce à la tolérance du bailli qui ne veut pas s'occuper directement des affaires de la ville.

### Bas Moyen Âge

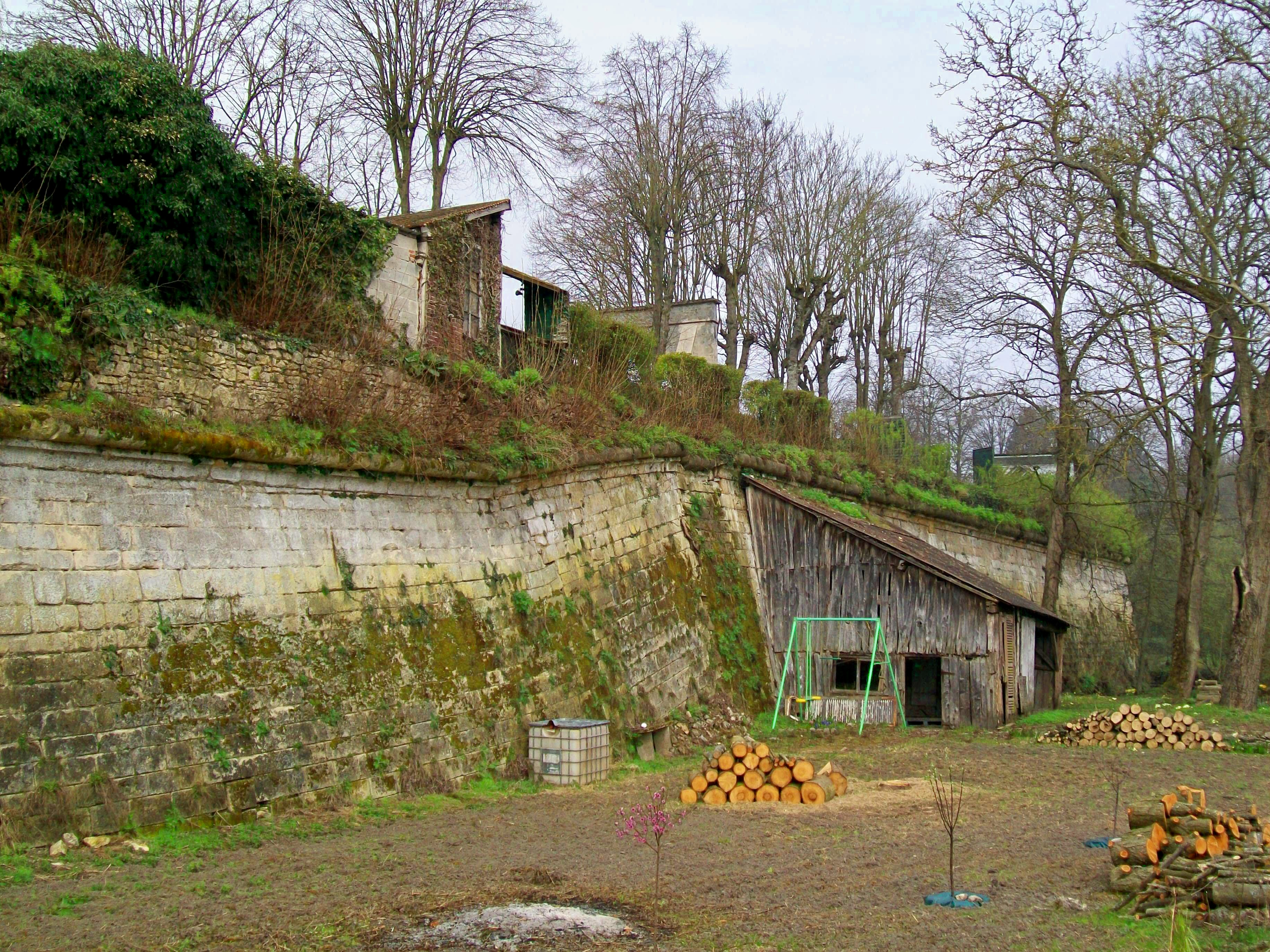
La bastion de la porte de Meaux, ajoutée aux remparts médiévaux en 1544.

Senlis se transforme de plus en plus d'une ville commerçante vers une agglomération d'établissements religieux, le nombre de monastères atteignant les six, sans compter les hôpitaux et les chapitres. Ces établissements occupent beaucoup de place (plus de 30 % de la superficie de la ville à la fin du XVIIe siècle) et rachètent des maisons de particuliers pour s'agrandir.
La Guerre de Cent Ans commence à se ressentir à Senlis avec la grande Jacquerie, et la ville est attaquée par les nobles le 11 juin 1358, mais les habitants se défendent avec succès,.
En septembre 1417, Senlis se fait persuader par le duc de Bourgogne, Jean sans Peur, de rejoindre son camp. Fin 1417, les bourguignons prennent aisément possession de Senlis. L'année suivante, le roi Charles VI confie à Bernard VII d'Armagnac la mission de reconquérir la ville rebelle. Senlis est assiégé fin avril 1418 (Siège de Senlis (1418)) et accepte une reddition moyennant la livraison de six otages volontaires à l'armée attaquante. Mais le secours arrive à la dernière minute. En colère, d'Armagnac fait décapiter quatre otages, et les Bourguignons font de même avec vingt soldats des Armagnacs. Les armées se retirent. Les capitaines des Bourguignons rejoignent le camp du roi, clamant que s'ils ont combattu les Armagnacs, ils seraient toujours fidèles au roi ; tournant donc le dos à leur ancien chef Jean sans Peur qui de toute façon n'était pas présent lors des combats.
Ainsi, la paix peut s'installer à Senlis, toute relative, car autour de la ville, les troubles continuent. Pour fuir les impôts prélevés afin de financer sa reconstruction, de nombreux citoyens s'installent ailleurs. L'économie est ruinée, et les champs ne sont plus labourés. Début 1425, Senlis est rançonné par les Anglais. Du 14 au 15 août 1429, la bataille de Montépilloy a lieu dans les environs. La trêve entre Charles VII et le duc de Bourgogne, Philippe le Bon, est signé en 1431 lors d'états généraux convoqués à Senlis.
En 1475, le traité de Senlis, appelé également « Paix de Senlis », est conclu par François II de Bretagne avec le roi de France Louis XI à l'abbaye royale Notre-Dame-de-la-Victoire près de Senlis.
En 1493, le roi Charles VIII, fils de Louis XI, signe le traité de Senlis avec le duc de Bourgogne Maximilien d'Autriche.

### Époque moderne jusqu'à la Révolution

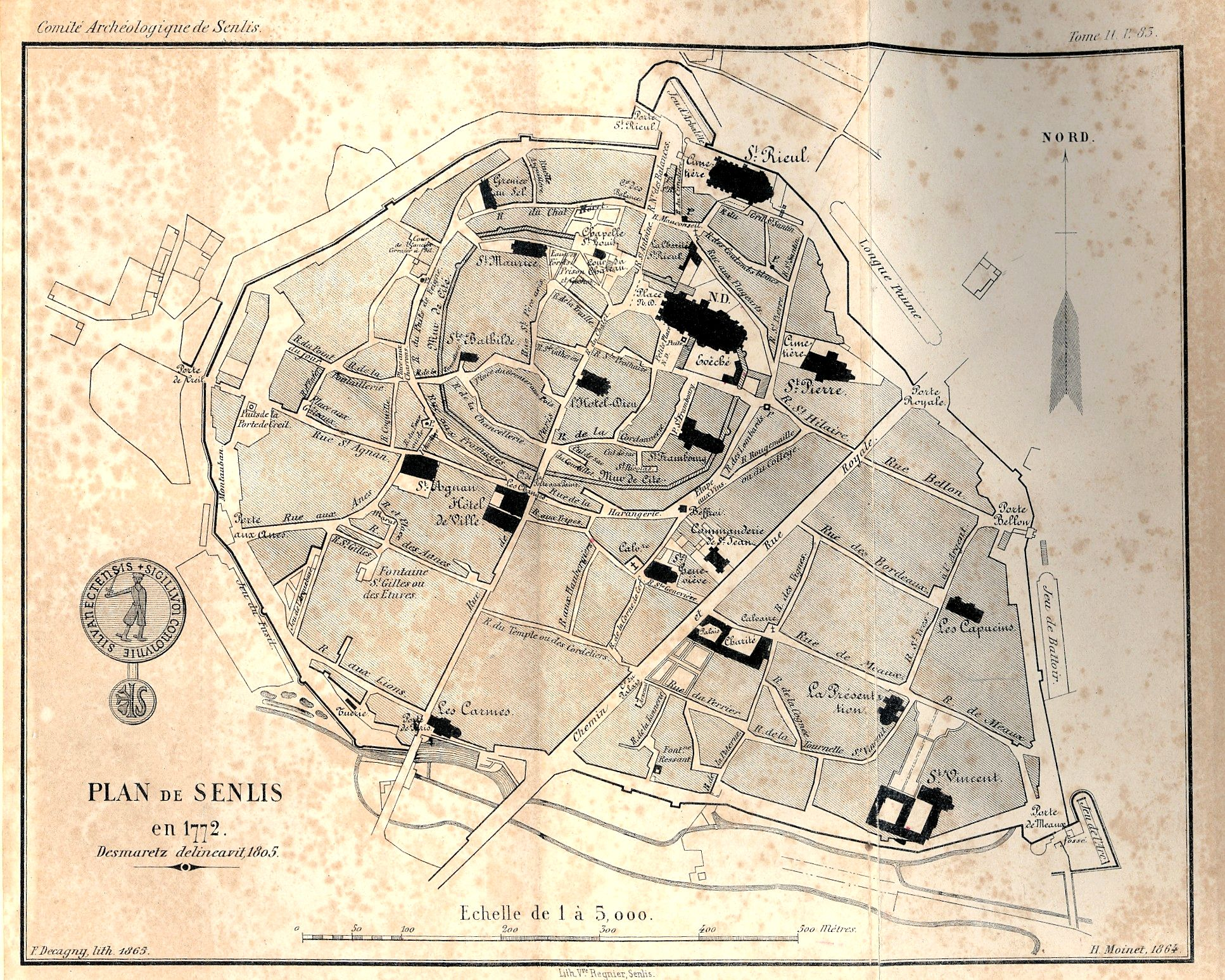
Plan de Senlis en 1772, sans les faubourgs.

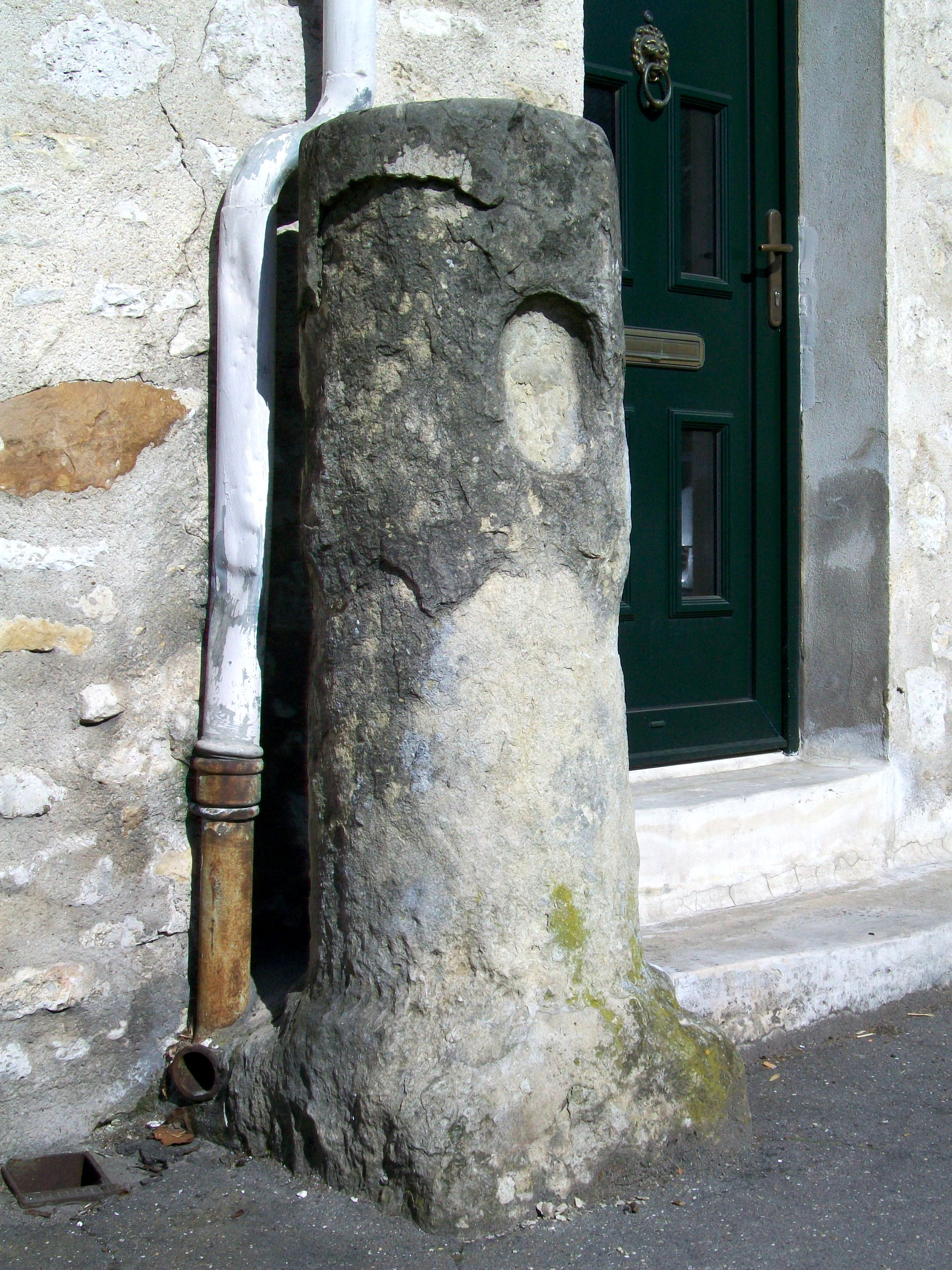
Borne rue du faubourg Saint-Martin, dont la fleur de Lys a été effacée.

Au XVIe siècle, Senlis assure un rôle judiciaire important, accueillant plusieurs juridictions, bailliage, élection, grenier à sel ou eaux et forêts. Mais en 1582, la création du bailliage et présidial de Beauvais, puis les Guerres de Religion donnent un nouveau coup d'arrêt à son redressement. Les épidémies de peste à répétition — en 1564, 1580, 1582, 1583, 1584 et 1585 — mettent la ville à l'épreuve ; pendant le Moyen-Âge, il n'y avait eu qu'une seule épidémie, en 1334 - 1338,. Durant les Guerres de religion, Senlis fait figure de modèle de concorde malgré la présence de protestants et des voisins qui succombent à la violence (massacres à Paris et à Meaux en 1572). En 1567, la ville échappe de peu à une attaque par une armée composée de réformistes français et allemands qui campent à Saint-Denis, Creil et Beaumont-sur-Oise. C'est en commençant par Senlis que Henri IV parvient progressivement à rallier la plupart des villes derrière lui, à plus forte raison depuis son abjuration du protestantisme le 25 juillet 1593, et vide la Ligue de sa substance,.
Durant trois siècles, jusqu'au dernier quart du XIXe siècle, Senlis subit un lent déclin, perdant son rayonnement économique et une part de sa population. Les épidémies de peste avec leur influence néfaste sur le développement se poursuivent depuis 1564 jusqu'à la fin du XVIIe siècle et éclatent en 1624-1626, 1629-1630 ainsi qu'en 1694 et 1695. Le mal ne peut être endigué que par des mesures de quarantaine strictes et par des interdictions de se rendre à des villes où la peste sévit. Hormis ces taches d'ombre, les XVIIe et XVIIIe siècles sont une longue période de tranquillité et de paix, et jusqu'à la Révolution française, aucun événement d'envergure ne se produit,.
À partir de 1753, la rue Royale (l'actuelle rue de la République) est percée dans le cadre de la rectification de la route de Flandre (la future RN 17, actuelle D 1017) et traverse la ville à l'est. C'est le début du démantèlement des fortifications, car les brèches ouvertes dans l'enceinte par la nouvelle route ne sont pas refermées. La porte Saint-Rieul est également démolie, et les esplanades du futur cours Thoré-Montmorency sont aménagées comme promenades pour les habitants. Des XVIIe et XVIIIe siècles, la ville a hérité un certain nombre d'hôtels particuliers, mais avec l'exception de la rue Royale, aucun aménagement urbain d'envergure n'est entrepris.
Le nombre d'habitants stagne autour des 4 672 recensés en 1765. Le bailliage de Senlis comprend encore les châtellenies royales de Senlis, Compiègne, Creil, Pontoise, Chaumont-en-Vexin et la majeure partie du Vexin français. Même si Senlis n'est plus une ville importante à la fin de l'Ancien Régime, elle est décrite comme très propre, avec des vastes maisons, presque toutes dotées d'un jardin. L'aisance y serait générale, on y mangerait des aliments d'une bonne qualité et l'on y jouirait d'une bonne santé, avec beaucoup de personnes atteignant un âge avancé.
Trois mois après la Révolution française, la loi martiale entre en application le 27 octobre 1789. L'événement marquant de la fin de l'année est « l'attentat de Senlis » commis par l'horloger Billon contre un cortège de la Garde nationale, faisant deux morts et puis davantage de victimes encore avant son arrestation. La période révolutionnaire voit la suppression du diocèse de Senlis et des établissements religieux, à l'exception de l'hôpital de la Charité et de l'Hôtel-Dieu. Grâce à une municipalité libérale dans un premier temps, la cathédrale reste ouverte au culte catholique. Dans un deuxième temps, une nouvelle municipalité empreinte de zèle révolutionnaire s'installe, veillant toutefois au maintien de l'ordre, respectant les propriétés privées et évitant les débordements.
Sous la Convention nationale, cette situation change à partir du 1er août 1793 avec le début de la Terreur. La peur règne sous l'influence des dénonciations calomnieuses, et la crise économique se fait sentir. Des fêtes civiques sont ordonnées à maintes occasions en dépit de la pénurie en denrées de tout genre. La cathédrale est transformée en temple de la Raison en février 1794. Senlis doit nourrir des dizaines de milliers de soldats et leurs chevaux en passage. Au mois de mai, il n'y a plus de provisions que pour dix jours. La fête de l'Être suprême est toutefois pompeusement célébrée du 4 au 8 juin, avec l'inauguration d'un nouveau lieu de culte, la Sainte Montagne. À la veille du Directoire, la situation se normalise à partir du mois de mai 1795.

### LeXIXesiècle
Au début du XIXe siècle, l'infrastructure de la ville est timidement modernisée. L'éclairage public est instauré en 1808, et la numérotation des maisons débute en 1815 puis est interrompue, pour n'être reprise qu'en 1837. Mais avec les bulletins de victoire qui s'arrêtent, la crise morale puis économique s'installe en 1812. Fin mars 1814, la Campagne de France s'achève, mais non sans une dernière péripétie dans la région : Senlis est brièvement occupé par les Prussiens du 1er au 2 avril, sans subir des violences. L'invasion se répète le 28 juin 1815 quand le maréchal Blücher séjourne pendant quelques jours dans les environs. Cette invasion durera jusqu'en début novembre, et la ville souffre des lourdes réquisitions, mais il n'y a pas de représailles.
Une usine de chicorée est ouverte dans l'ancien Hôtel-Dieu, ainsi que plus tard, une féculerie. Elles emploient jusqu'à cent, respectivement deux cents ouvriers. L'abbaye Saint-Vincent est transformée en filature de coton, donnant du travail jusqu'à cinq cents personnes, surtout femmes et enfants. Dans les environs, des carrières de calcaire pour la construction occupent un nombre important d'ouvriers. Huit fours à chaux sont actifs. Mais l'économie périclite bientôt de nouveau, et l'industrie textile disparaît progressivement ; seule l'industrie du cuir restant active,. Les foires ont perdu leur ancien éclat, et des jusqu'à quatre foires annuelles, ne subsiste en 1835 que la foire Saint-Rieul, se tenant chaque printemps pendant huit jours à partir du 23 avril. Au propos des marchés, il est intéressant de signaler que les marchés hebdomadaires ont déjà lieu les mardi et vendredi, comme à l'époque actuelle. La circulation routière est à son apogée en ce début de la Révolution industrielle ; de nombreux services de diligences, voitures de postes, messageries et roulages transitent par Senlis, et avec la circulation individuelle et les cavaliers qui s'y ajoutent, encombrent la rue Royale.
L'année 1832 marque les annales de Senlis pour son épidémie de choléra, touchant quatre cents personnes des deux sexes et de toutes classes et conditions sociales, faisant cent-quatre-vingt-huit victimes,. L'année 1838 voit la naissance de l'Hôpital Général, actuel centre hospitalier, à l'emplacement du très ancien hôpital Saint-Lazare, dont la chapelle subsiste toujours.
Le Second Empire voit un brusque déclin de la circulation routière à Senlis, avec l'essor du chemin de fer débutant. Selon Félix Louat, c'est une « période d'atonie pour Senlis ». Délaissé par le chemin de fer du Nord en raison de l'opposition de la municipalité à son passage, voulant protéger ses commerçants et industriels vivant de la route,, Senlis n'est reliée au chemin de fer qu'en 1862 par Chantilly puis par Crépy-en-Valois en 1870. Senlis reste une petite sous-préfecture provinciale, la plus petite de l'Oise, et perd son statut de centre régional,, fréquentée par la bonne société parisienne.
La guerre de 1870-71 apporte à Senlis la troisième invasion prussienne de ce XIXe siècle. Elle ne dure que vingt-quatre heures, aucune lutte n'ayant eu lieu à Senlis ou dans ses environs. Mais parfois, des troupes passent par la ville ou y séjournent. En 1871, la censure et les mesures de sécurité deviennent très contraignantes. L'attitude de la population reste très digne, et aucunes représailles ne sont à déplorer.
La proclamation de la Troisième République ne suscite pas d'émotion particulière à Senlis. Grâce aux efforts du conseil municipal, l'installation d'un régiment à Senlis est enfin obtenue en 1874. Il s'agit du 6e régiment de cuirassiers, qui prend quartier dans l'ancien relais de poste au faubourg Saint-Martin, aménagé en caserne, ainsi que dans l'annexe de l'ancien couvent des Carmes. Au bout de vingt ans, le 2e régiment de hussards avec siège à Meaux prend le relais.

### LeXXesiècle
Depuis une quinzaine d'années, Senlis a atteint les sept mille habitants et gardera cette taille jusqu'au lendemain de la Deuxième Guerre mondiale. La sécurité publique semble être facile à assurer à cette époque, puisque la police municipale ne compte qu'un agent en 1900 et deux agents à partir de 1901, ainsi que deux gardes champêtres. Subsistent encore quelques activités économiques anciennes, comme notamment le lavage de laines, avec quatre laveries disparaissant vers 1914. Les métiers liés à la forêt, tels que bûcherons, charbonniers, négociants en bois et scieries, sont nombreux à Senlis.

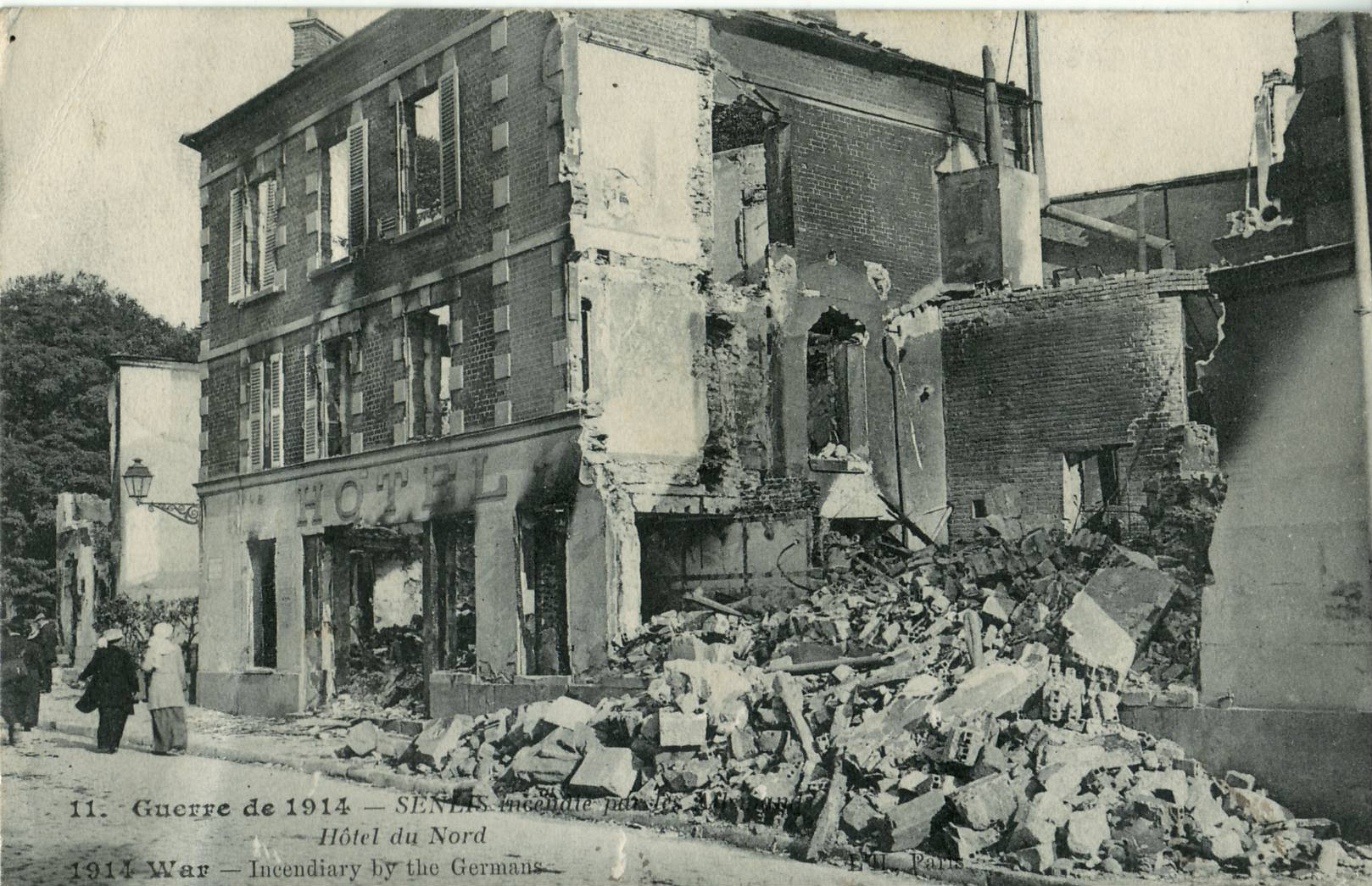
Ruines de l'Hôtel du Nord.

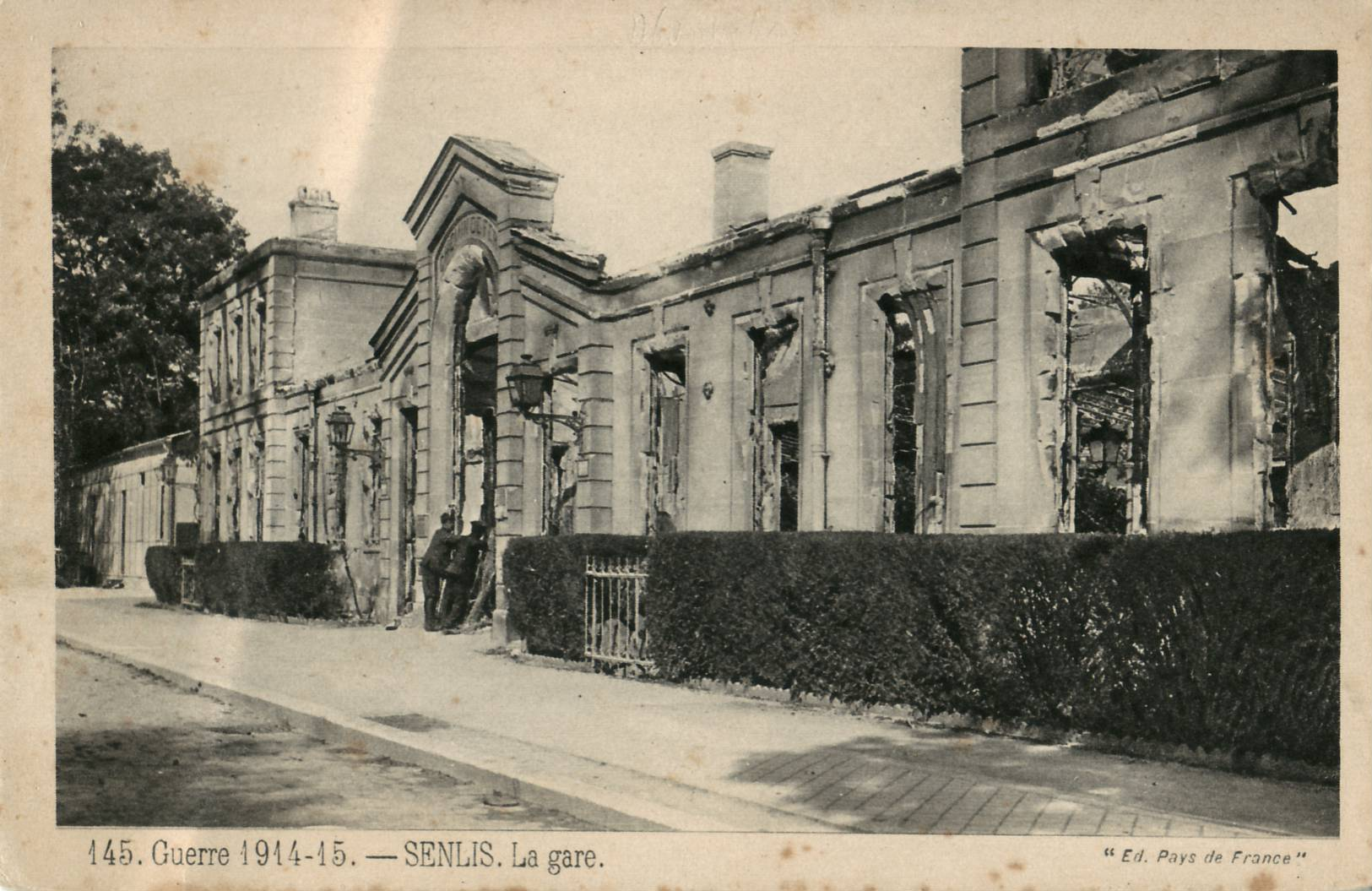
Ruines de la gare de Senlis.

Au début de la Première Guerre mondiale, et plus précisément le 2 septembre 1914, Senlis subit les représailles allemandes en 1914 à la suite de tirs de l'arrière-garde française contre les troupes d'occupation : cent-dix maisons de la rue de République et de la rue Bellon sont incendiées, dont le palais de justice, ainsi que la gare. Par ailleurs, 6 otages sont fusillés dont le maire de la commune, Eugène Odent.
En juin 1918, un hôpital militaire fut créé dans la ville, en octobre 1918, le maréchal Foch établit son quartier général à l'hôtel Dufresnes et d'où il dirige les dernières opérations alliées. Puis, le 5e régiment de chasseurs à cheval emménage dans les casernes, en remplacement du 3e régiment de hussards.
Le 11 juillet 1920, la ville reçoit la Croix de guerre avec citation pour les « mérites et souffrances » endurées pendant la guerre,.
La nouvelle municipalité encourage la fondation d'une société d'Habitation à bon marché au début des années 1920, finançant la construction de coquettes maisons ouvrières dans les faubourgs. En 1927, le 24e régiment de spahis marocains est le premier régiment colonial à prendre ses quartiers à Senlis. Les Spahis seront fidèles pendant trente-cinq ans à la ville, et un monument ainsi qu'un musée conserve leur mémoire vivante. Le 15 avril 1931, le nouveau bâtiment de l'hôpital général est inauguré ; c'est le principal aménagement dont bénéficie la ville dans l'entre-deux-guerres. Également au début des années 1930, le transport de voyageurs par autocar prend une nouvelle ampleur avec la création de deux services concurrents Senlis - Paris par la RN 17, par les sociétés Renault et Citroën. Dès le 15 mai 1939, le trafic voyageur est supprimé de Senlis à Crépy-en-Valois.
Pendant la Seconde Guerre mondiale, quelques combats ont lieu à l'entrée de la ville puis la ville est occupée pendant quatre années. Une Kreiskommandantur y est installée pendant quelque temps. La commune est libérée par les troupes américaines en août 1944.
À partir des années 1950, le développement économique de l'agglomération parisienne, la création de l'autoroute du Nord qui dessert Senlis à partir décembre 1964 et enfin la mise en service de l'Aéroport Paris-Charles-de-Gaulle en 1974 apportent une conjoncture favorable au développement économique de la ville. De nouveaux quartiers sont créés dans les faubourgs pour une population en extension rapide. En 1969, une zone d'activité économique et commerciale est aménagée le long de l'autoroute du Nord. Plusieurs nouveaux établissements scolaires sont créés dont le lycée Hugues Capet en 1987. En 1962, l'institution de la loi Malraux sur la préservation du patrimoine permet la création d'un secteur sauvegardé de quarante-deux hectares dans la ville ancienne. Les maisons particulières et les monuments sont progressivement restaurés et quatre musées sont. Le cadre ancien de la ville attire des artistes comme Georges Cziffra qui restaure l'ancienne église Saint-Frambourg, ainsi que les tournages cinématographiques, qui y trouvent un décor idéal proche de Paris pour des films comme "Le Roi de cœur" de Philippe de Broca dont l'action se passe en 1918.
Le 4 juin 2009 marque un tournant dans l'histoire récente de Senlis, notamment sur le plan économique : avec le départ définitif du 41e régiment de transmissions, la caserne « quartier Ordener » est dissoute, et Senlis cesse d'être une ville de garnison. En automne 2010, la mairie a présenté ses idées pour la reconversion du site laissé en friche, avec 11 ha de terrain et 22 000 m2 de bâtiments, sans compter des hangars dont la démolition est prévue. Il s'agirait essentiellement de transférer des institutions municipales sur l'ancienne caserne et d'y créer des logements.

## Politique et administration

### Rattachements administratifs et électoraux
La commune est le chef-lieu de l'arrondissement de Senlis du département de l'Oise. Pour l'élection des députés, elle fait partie de la quatrième circonscription de l'Oise.
Elle était également depuis 1793 le chef-lieu du canton de Senlis. Dans le cadre du redécoupage cantonal de 2014 en France, la commune est désormais le bureau centralisateur de ce canton, dont le nombre de communes est réduit de 17 à 14 communes.

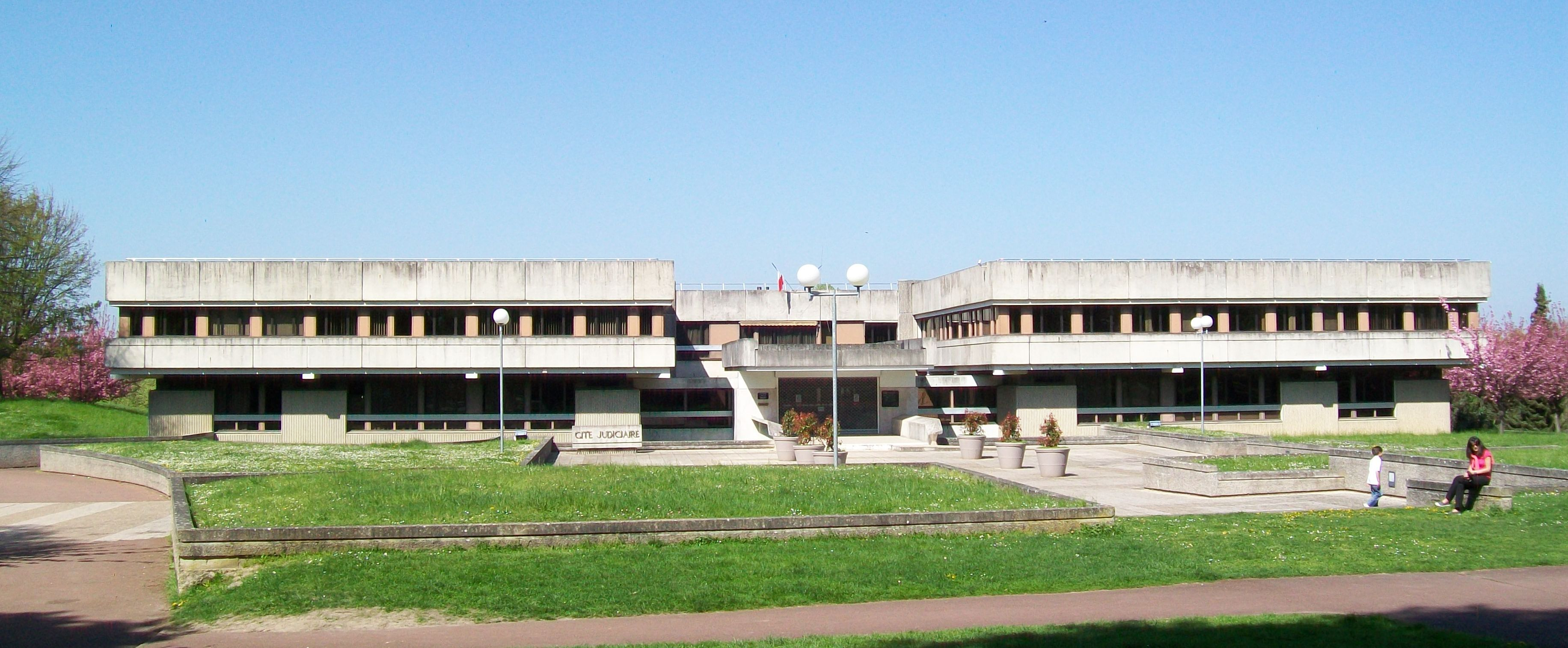
La cité judiciaire de Senlis, qui réunit le tribunal de grande instance, le tribunal d'instance et le tribunal pour enfants, mise en service en 1981.

Senlis est le siège de plusieurs juridictions, regroupées dans la cité judiciaire située au nord du centre-ville, boulevard Pasteur. Ce complexe héberge les tribunaux suivants :
- grande instance ;
- tribunal d'instance ;
- tribunal pour enfants.

Concernant les autres juridictions, Senlis dépend :
- du conseil de prud'hommes de Creil,
- du tribunal de commerce de Compiègne,
- de la cour d'appel et du tribunal administratif d'Amiens,
- de la cour administrative d'appel de Douai.

En tant que chef-lieu d'arrondissement, la ville accueille une filiale du Trésor public, localisée rue de la République. Senlis dépend par ailleurs du centre des impôts, de la caisse d'allocations familiales et de la caisse primaire d'assurance maladie de Creil.

### Intercommunalité
Jusqu'au début de l'année 2009, Senlis appartenait à la Communauté de communes du Pays de Senlis qui regroupait 19 communes.
À la suite de désaccords profonds entre élus des communes membres, le préfet a décidé de dissoudre l'Établissement public de coopération intercommunale (EPCI) le 30 avril 2009. Treize communes ont souhaité se regrouper dans un nouvel EPCI appelé communauté de communes Cœur Sud Oise, créé par arrêté préfectoral du 30 décembre 2009. Parallèlement, il crée la Communauté de communes des Trois Forêts (CC3F) autour de Senlis, avec les quatre autres communes souhaitant y participer que sont Aumont-en-Halatte, Courteuil, Chamant et Fleurines.
Orry-la-Ville, plutôt liée à Senlis, mais n'ayant aucune continuité avec la CCTF, s'est retrouvée isolée, et a rejoint la communauté de communes de l'aire cantilienne au 1er janvier 2014.
Dans le cadre des dispositions de la loi portant nouvelle organisation territoriale de la République (Loi NOTRe) du 7 août 2015, qui prévoit que les établissements publics de coopération intercommunale (EPCI) à fiscalité propre doivent avoir un minimum de 15 000 habitants,, le schéma départemental de coopération intercommunale approuvé par le préfet de l'Oise le 24 mars 2016 prévoit notamment la fusion de la communauté de communes des Trois Forêts et de la communauté de communes Cœur Sud Oise.
Après consultation des conseils municipaux et communautaires concernés, la nouvelle intercommunalité, recréant de fait l'ancienne communauté de communes du Pays de Senlis (sans Orry-la-Ville), dont la scission en 2010 avait créée ces deux intercommunalités, est constituée au 1er janvier 2017 par un arrêté préfectoral du 14 novembre 2016 sous le nom de communauté de communes Senlis Sud Oise, dont la commune est désormais le siège.

### Tendances politiques et résultats
Les résultats des différentes élections depuis 2002 illustrent bien que Senlis est une ville bien ancrée à droite, avec un électorat donnant la préférence à la droite citoyenne, de sorte que deux listes différentes de ce courant peuvent se maintenir à un second tour dans certains cas. Les Verts et le Front national ont tous les deux une clientèle fidèle à Senlis, qui est pratiquement aussi importante que celle du Parti socialiste, très loin ici de son rôle de deuxième parti le plus important qu'il détient sur le plan national.
À l'issue des élections législatives de 2012, le député de la quatrième circonscription de l'Oise, Éric Woerth (UMP) est confirmé dans son mandat avec 59,23 % des suffrages au second tour. Son adversaire Patrick Canon d'Europe Écologie Les Verts recueille 40,77 % des voix, avec un taux d'expression de 50,57 % seulement. Au 1er tour, où le PS est déjà absent, les deux candidats précités obtenant respectivement 40,17 % et 27,24 %, suivis par Mylène Troszczynski du FN avec 20,77 %. Au 1er tour des législatives de 2007, le taux d’expression des électeurs inscrits de Senlis est encore un peu plus élevé avec 53,9 %. Le député UMP de la circonscription, Éric Woerth, est confirmé avec 62,3 % des voix, si bien qu'il n'y a pas de 2e tour. Loin derrière lui, la candidate PS Martine Charles doit se contenter de 15,3 % des voix ; un seul autre candidat dépassant par ailleurs la barre des 5 %.
L'élection présidentielle de 2012 montre les mêmes tendances, puisque Nicolas Sarkozy obtient 39,62 % des suffrages au 1er tour, plus que le double de François Hollande avec 18,62 %, suivi de près par Marine Le Pen avec 18,48 %. Au 2e tour, le président sortant réunit 64,27 % des voix exprimées, 35,73 % revenant donc à François Hollande. Le taux de participation est de 79,02 % pour un taux d'expression de 75,05 %. À la présidentielle de 2007, le taux d’expression est encore de 78,1 %, soit pratiquement deux fois plus que pour les élections régionales et européennes. Au 2e tour, Nicolas Sarkozy enregistre 67,9 % des suffrages, et Ségolène Royal 32,1 %. Au 1er tour, François Bayrou avait encore obtenu davantage de suffrages que la candidate du PS, avec 19,20 % par rapport à 16,6 %. Jean-Marie Le Pen du FN avait obtenu 10,2 %, occupant la quatrième place du classement.
Aux élections cantonales de mars 2011, quatre candidats de la droite dépassent les dix pour cent des suffrages lors du 1er tour, tandis que le candidat du PS, Jean-Mari Mariani, n'arrive qu'à la cinquième place avec 12,1 % des voix. Le 2e tour devient un duel entre le candidat UMP, Jérôme Bascher, et la candidate FN, Mylène Troszczynski. Les élections sont remportées par Jérôme Bascher avec 62,81 des voix, avec un taux d'expression extrêmement faible de 33,8 % ; 37,8 % des citoyens inscrits sur la liste électorale ayant voté, mais 4 % des inscrits ayant voté blanc ou nul.
Lors des élections régionales de 2010, 43,5 % des inscrits se sont exprimés au 2e tour : 50,3 % pour Caroline Cayeux (UMP, liste de la majorité présidentielle), 35,3 % pour Claude Gewerc (PS, liste des unions de la gauche), et 14,4 % pour Michel Guiniot (FN). Au 1er tour, les Verts avaient encore obtenu 14,0 %, plus que le FN avec 12,2 %. Lors des précédentes élections régionales de 2004, le PS avait rencontré encore moins de succès, et l'avantage de l'UMP avait été plus importante à Senlis.
Les élections européennes de 2009, avec un très faible taux d’expression de 39,2 % à Senlis, montrent des résultats de plus ou près de dix pour cent pour quatre listes : Dominique Riquet (UMP) – 40,1 % ; Hélène Flautre (Verts) – 15,3 % ; Corinne Lepage (MoDem) - 9,83 % ; Gilles Pargneaux (PS) – 9,6 %. En 2004, le taux d’expression fut encore plus faible, et les préférences des électeurs senlisiens n'allaient pas dans le même sens, puisque la candidate UMP Tokia Saïfi n'obtint que 24 %, les candidats PS et UDF obtenant respectivement 19,1 % et 17,8 %.
Aux élections municipales de 2008, deux listes de droite se sont disputé l'essentiel des suffrages, l'une représentant l'UMP, l'autre étant classée divers droite. La liste du PS s'est maintenue au 2e tour, mais n'a obtenu que 14,9 % des votes, par rapport à la liste de l'UMP avec 40,7 % et la liste divers droite avec 44,4 %, conduite par Jean-Christophe Canter élu maire de Senlis. Il a démissionné fin 2010 après la mise sous tutelle de la commune en avril et sa mise en examen dans une affaire de marchés publics douteux et d'abus la carte bleue de la régie municipale. De ce fait, des nouvelles élections ont dû être organisés les 16 et 23 janvier 2011, desquelles Pascale Loiseleur (divers droite - liste « Senlis Alternative ») est sortie vainqueur, avec 55,2 % des suffrages. Le maire sortant n'avait toutefois pas hésité de se représenter, obtenant tout de même 40,0 % des voix, ce qui est relativisé par le taux d'abstention de 48 %.

### Administration municipale
Après son échec à devenir la présidente de la nouvelle communauté de communes Senlis Sud Oise, Pascale Loiseleur prive de leurs délégations plusieurs maires-adjoints, membres de la majorité municipale suspectés de ne pas avoir votés pour elle au conseil communautaire, risquant ainsi de « fragiliser une majorité municipale déjà marquée par de précédents départs ou retraits de délégation ».

### Liste des maires

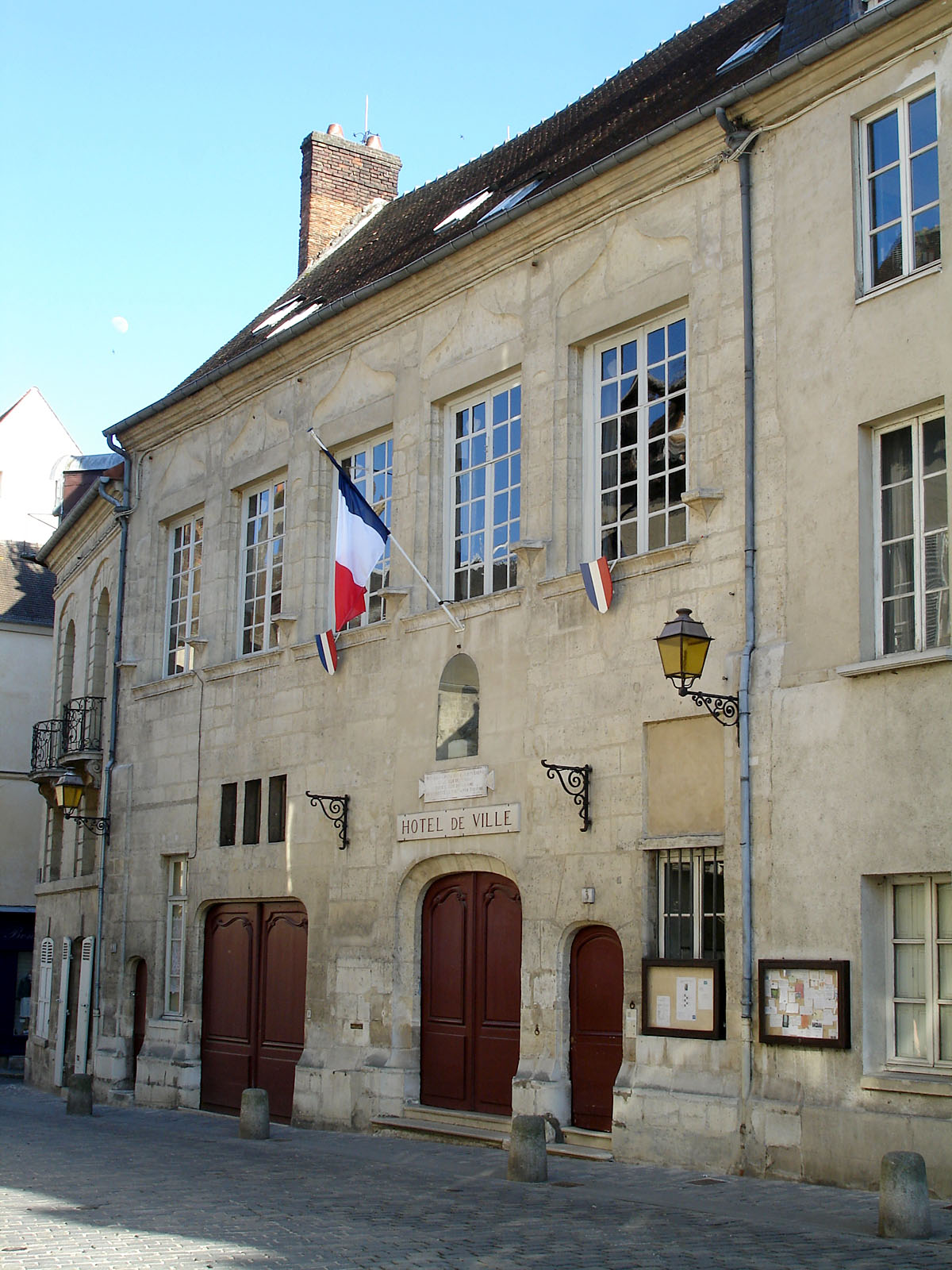
L'hôtel de ville.

| Période      | Période                       | Identité               | Étiquette    | Qualité |
| ------------ | ----------------------------- | ---------------------- | ------------ | --- |
| 1944         | 1945                          | Eugène Gazeau          |              | |
| 1945         | 1946                          | Étienne Audibert       |              | Président d'Électricité de France (1947 → 1949)                                                                     |
| 1946         | 1953                          | Eugène Gazeau          |              | |
| 1953         | 1959                          | Jean Davidsen          |              | |
| 1959         | 1964                          | Jean Fretay            |              | |
| 1964         | 1971                          | Yves Carlier           |              | |
| 1971         | 1974                          | Jean-Émile Reymond     |              | |
| 1974         | 2008                          | Arthur Dehaine         | RPR puis UMP | Expert-comptable Député de l'Oise (1976→ 1981 et 1986 → 2002) Président de la CC Pays de Senlis (? → 2008)          |
| 2008         | 2010                          | Jean-Christophe Canter | UMP          | Patron de presse Président de la CC Pays de Senlis (2008 → 2010) Démissionnaire                                     |
| janvier 2011 | En cours (au 19 octobre 2021) | Pascale Loiseleur      | DVD          | Présidente de la CC des Trois Forêts (2014 → 2016) Réélue pour le mandat 2014-2020 Réélue pour le mandat 2020-2026, |

### Démocratie participative
La ville dispose d'un conseil municipal des jeunes ouverts aux élèves des écoles élémentaires et collèges de la ville. Il est composé en 2011 de vingt-neuf de membres et organisé en quatre commissions: sports et loisirs, environnement, sécurité et solidarité.

### Finances locales
Cette sous-section présente la situation des finances communales de Senlis.
Pour l'exercice 2013, le compte administratif du budget municipal de Senlis s'établit à 30 346 000 € en dépenses et 30 591 000 € en recettes :
En 2013, la section de fonctionnement se répartit en 24 978 000 € de charges (1 481 € par habitant) pour 26 380 000 € de produits (1 564 € par habitant), soit un solde de 1 402 000 € (83 € par habitant), :
- le principal pôle de dépenses de fonctionnement est celui des charges de personnels[Note 7] pour une somme de 11 025 000 € (44 %), soit 654 € par habitant, ratio voisin de la valeur moyenne de la strate. Depuis 5 ans, ce ratio fluctue et présente un minimum de 641 € par habitant en 2011 et un maximum de 654 € par habitant en 2013 ;
- la plus grande part des recettes est constituée des impôts locaux[Note 8] pour un montant de 14 454 000 € (55 %), soit 857 € par habitant, ratio supérieur de 32 % à la valeur moyenne pour les communes de la même strate (650 € par habitant). Sur les 5 dernières années, ce ratio fluctue et présente un minimum de 748 € par habitant en 2010 et un maximum de 857 € par habitant en 2013.

Les taux des taxes ci-dessous sont votés par la municipalité de Senlis. Ils ont varié de la façon suivante par rapport à 2012 :
- la taxe d'habitation égale 23,28 % ;
- la taxe foncière sur le bâti constante 23,05 % ;
- celle sur le non bâti constante 53,28 %.

La section investissement se répartit en emplois et ressources. Pour 2013, les emplois comprennent par ordre d'importance :
- des dépenses d'équipement[Note 10] pour une valeur de 3 472 000 € (65 %), soit 206 € par habitant, ratio inférieur de 54 % à la valeur moyenne pour les communes de la même strate (450 € par habitant). Sur la période 2009 - 2013, ce ratio fluctue et présente un minimum de 124 € par habitant en 2010 et un maximum de 296 € par habitant en 2009 ;
- des remboursements d'emprunts[Note 11] pour une valeur de 1 894 000 € (35 %), soit 112 € par habitant, ratio supérieur de 19 % à la valeur moyenne pour les communes de la même strate (94 € par habitant).

Les ressources en investissement de Senlis se répartissent principalement en :
- fonds de Compensation pour la TVA pour un montant de 594 000 € (14 %), soit 35 € par habitant, ratio inférieur de 10 % à la valeur moyenne pour les communes de la même strate (39 € par habitant). Sur les 5 dernières années, ce ratio fluctue et présente un minimum de 18 € par habitant en 2011 et un maximum de 100 € par habitant en 2009 ;
- subventions reçues pour un montant de 373 000 € (9 %), soit 22 € par habitant, ratio inférieur de 65 % à la valeur moyenne pour les communes de la même strate (63 € par habitant).

L'endettement de Senlis au 31 décembre 2013 peut s'évaluer à partir de trois critères : l'encours de la dette, l'annuité de la dette et sa capacité de désendettement :
- l'encours de la dette pour une valeur totale de 17 157 000 €, soit 1 017 € par habitant, ratio voisin de la valeur moyenne de la strate. Sur la période 2009 - 2013, ce ratio fluctue et présente un minimum de 989 € par habitant en 2011 et un maximum de 1 242 € par habitant en 2009[A2 5] ;
- l'annuité de la dette pour une valeur de 2 341 000 €, soit 139 € par habitant, ratio voisin de la valeur moyenne de la strate. Pour la période allant de 2009 à 2013, ce ratio fluctue et présente un minimum de 136 € par habitant en 2012 et un maximum de 173 € par habitant en 2010[A2 5] ;
- la capacité d'autofinancement (CAF) pour une somme de 2 140 000 €, soit 127 € par habitant, ratio inférieur de 31 % à la valeur moyenne pour les communes de la même strate (183 € par habitant). En partant de 2009 et jusqu'à 2013, ce ratio fluctue et présente un minimum de 114 € par habitant en 2009 et un maximum de 195 € par habitant en 2011[A2 6]. La capacité de désendettement est d'environ 8 années en 2013. Sur une période de 14 années, ce ratio présente un minimum d'environ 4 années en 2002 et un maximum élevé d'un montant de 20 années en 2008.

### Politique environnementale
La gestion des déchets est confiée à la Communauté de communes des Trois Forêts. Le tri sélectif concerne les emballages, les journaux / magazines et les déchets verts, qui sont collectés séparément des ordures ménagères. Aucune déchèterie n'existe sur le territoire de la Communauté de communes ; les déchèteries les plus proches étant situées à Barbery (7 km) et Creil (9 km). L'assainissement de l'eau, en liaison avec la distribution de l'eau potable, est confié par contrat d'affermage à la Société des Eaux et de l’Assainissement de l’Oise (SEAO), filiale du groupe Veolia.
Sur le plan de la protection de la nature et de l'environnement, Senlis est concerné par deux zones naturelles d'intérêt écologique, faunistique et floristique (ZNIEFF) de type 1, quatre sites naturels classés et douze sites inscrits (dont cinq portent uniquement sur le patrimoine architectural et urbain). Les ZNIEFF sont celles du massif forestier d'Halatte (n° national 220005064, n° régional 60VAL102) et du massif forestier de Chantilly / Ermenonville.
Les sites classés sont ceux du domaine de Chantilly ; de la forêt d'Halatte et ses glacis agricoles ; des Forêts d'Ermenonville, de Pontarmé, de Haute-Pommeraie, clairière et butte de Saint-Christophe ; et du parc du château de Valgenceuse. Les trois principaux sites naturels inscrits sont les promenades, remparts et leurs abords ; la vallée de la Nonette et la « plantation routière de l'avenue de Compiègne et les propriétés boisées situées de part et d’autre ». Les quatre autres sites naturels inscrits sont les parcs du château royal et de trois hôtels particuliers : Hôtel Dufresne de Saint-Leu, hôtel Saint-Germain et pavillon Saint-Martin (voir le chapitre Monuments et sites touristiques).

### Jumelages
Jumelages en vigueur en 2011 :
- Langenfeld (Rheinland) (Allemagne) depuis 1969 ;
- Petchersk, Kiev (Ukraine) depuis 1998, pacte d'amitié signé avec ce quartier historique de Kiev ;
- Montale (Italie) depuis le 27 septembre 2003[127].

Coopération décentralisée :
- New Richmond (Canada) depuis 1981[128].

## Population et société

### Démographie

#### Évolution démographique
L'évolution du nombre d'habitants est connue à travers les recensements de la population effectués dans la commune depuis 1793. Pour les communes de plus de 10 000 habitants les recensements ont lieu chaque année à la suite d'une enquête par sondage auprès d'un échantillon d'adresses représentant 8 % de leurs logements, contrairement aux autres communes qui ont un recensement réel tous les cinq ans,.

En 2022, la commune comptait 15 238 habitants, en évolution de +4,44 % par rapport à 2016 (Oise : +0,87 %, France hors Mayotte : +2,11 %).
| 1793  | 1800  | 1806  | 1821  | 1831  | 1836  | 1841  | 1846  | 1851  |
| ----- | ----- | ----- | ----- | ----- | ----- | ----- | ----- | ----- |
| 4 429 | 4 312 | 4 665 | 4 662 | 5 066 | 5 016 | 5 320 | 5 768 | 5 802 |

| 1856  | 1861  | 1866  | 1872  | 1876  | 1881  | 1886  | 1891  | 1896  |
| ----- | ----- | ----- | ----- | ----- | ----- | ----- | ----- | ----- |
| 5 881 | 5 831 | 5 229 | 5 336 | 6 545 | 6 888 | 7 127 | 7 116 | 7 207 |

| 1901  | 1906  | 1911  | 1921  | 1926  | 1931  | 1936  | 1946  | 1954  |
| ----- | ----- | ----- | ----- | ----- | ----- | ----- | ----- | ----- |
| 7 115 | 7 126 | 7 006 | 6 472 | 6 673 | 7 253 | 7 549 | 6 764 | 7 992 |

| 1962  | 1968   | 1975   | 1982   | 1990   | 1999   | 2006   | 2011   | 2016   |
| ----- | ------ | ------ | ------ | ------ | ------ | ------ | ------ | ------ |
| 9 371 | 11 169 | 13 639 | 14 514 | 14 439 | 16 327 | 16 452 | 15 845 | 14 590 |

| 2021   | 2022   | - | - | - | - | - | - | - |
| ------ | ------ | - | - | - | - | - | - | - |
| 15 255 | 15 238 | - | - | - | - | - | - | - |

Senlis se démarque légèrement de la moyenne départementale en ce qui concerne les taux de natalité - 14,9 ‰, et de mortalité - 6,8 ‰, qui sont de 13,9 ‰ et de 7,6 ‰ respectivement dans l'Oise. Ce taux de natalité supérieur à moyenne laisse supposer une proportion importante de couples avec enfant, mais le contraire est le cas : il ne représentent que 28,5 % des ménages à Senlis, comparé à 35,8 % dans l'Oise. Toutefois, le nombre d’enfants par famille n’est pas plus élevé à Senlis qu’ailleurs, en ne regardant que les couples avec enfant : 81 % entre eux ont un ou deux enfants de moins de vingt-cinq ans, et seulement 2,5 % ont quatre enfants ou plus. En revanche, les ménages d’une personne seule sont d'autant plus nombreux à Senlis (33,5 %) que dans l'Oise (26,3 %), ce qui résulte peut-être de la proportion plus élevée de logements d’une ou deux pièces à Senlis (21,5 %) que dans l’Oise (13,2 %).[Passage à actualiser]
Le recensement de la population de 2007 montre que 5 % des habitants de Senlis et 4 % des actifs ayant un emploi n'ont pas la nationalité française, et que 7,7 % des Senlisiens sont des immigrés. À titre de comparaison, la commune de Creil compte 21,1 % d'étrangers parmi ses habitants, 15,6 % des actifs ayant un emploi y sont des étrangers, et 25,7 % des Creillois sont issus de l'immigration.[Passage à actualiser]

#### Pyramide des âges
La population de la commune est relativement jeune.
En 2018, le taux de personnes d'un âge inférieur à 30 ans s'élève à 34,8 %, soit en dessous de la moyenne départementale (37,3 %). À l'inverse, le taux de personnes d'âge supérieur à 60 ans est de 25,0 % la même année, alors qu'il est de 22,8 % au niveau départemental.
En 2018, la commune comptait 7 110 hommes pour 7 781 femmes, soit un taux de 52,25 % de femmes, légèrement supérieur au taux départemental (51,11 %).
Les pyramides des âges de la commune et du département s'établissent comme suit.
| Hommes | Classe d’âge | Femmes |
| ------ | ------------ | ------ |
| 0,6    | 90 ou +      | 1,4    |
| 8,0    | 75-89 ans    | 9,8    |
| 14,0   | 60-74 ans    | 16,2   |
| 21,5   | 45-59 ans    | 20,8   |
| 19,1   | 30-44 ans    | 19,0   |
| 17,1   | 15-29 ans    | 14,5   |
| 19,7   | 0-14 ans     | 18,4   |

| Hommes | Classe d’âge | Femmes |
| ------ | ------------ | ------ |
| 0,5    | 90 ou +      | 1,4    |
| 5,5    | 75-89 ans    | 7,6    |
| 15,6   | 60-74 ans    | 16,3   |
| 20,8   | 45-59 ans    | 20     |
| 19,4   | 30-44 ans    | 19,4   |
| 17,6   | 15-29 ans    | 16,2   |
| 20,6   | 0-14 ans     | 19,1   |

### Revenus et catégories socio-professionnelles
La population active de Senlis est de 8 105 personnes, soit un taux d'activité de 76,0 % pour les habitants de quinze à soixante-quatorze ans qui étaient au nombre de 10 661 en 2007. (Rappelons que les élèves, étudiants et stagiaires non rémunérés comptent aussi parmi la population inactive ; ils représentaient 9,0 % à Senlis en 2007.) Ce taux d'activité est légèrement supérieur à celui de l’Oise, qui est de 72,8 %. En 2007, la population active se répartissait comme suit selon les catégories socio-professionnelles:
Senlis - Population active selon la catégorie socio-professionnelle (y inclus les chômeurs)
et salaire net horaire moyen, données pour 2007
|                            |                            | Agriculteurs exploitants | Artisans, commerçants, chefs d'entreprise | Cadres et professions intellectuelles sup. | Professions intermédiaires | Employés | Ouvriers | Ensemble |
| -------------------------- | -------------------------- | ------------------------ | ----------------------------------------- | ------------------------------------------ | -------------------------- | -------- | -------- | -------- |
| Senlis                     | Part de la catégorie       | 0,1 %                    | 3,5 %                                     | 22,2 %                                     | 24,7 %                     | 30,7 %   | 18,3 %   | 100,00 % |
|                            | Salaires dans la catégorie | non renseigné            | non renseigné                             | 31,70 €                                    | 14,80 €                    | 10,30 €  | 10,10 €  | 16,60 €  |
| Oise                       | Part de la catégorie       | 0,9 %                    | 4,4 %                                     | 11,8 %                                     | 24,2 %                     | 29,2 %   | 28,5 %   | 100,00 % |
|                            | Salaires dans la catégorie | non renseigné            | non renseigné                             | 24,60 €                                    | 14,00 €                    | 9,80 €   | 10,00 €  | 12,80 €  |
| Source des données : Insee |                            |                          |                                           |                                            |                            |          |          |          |

Il est important de rappeler que les présentes données ne correspondent pas aux personnes travaillant à Senlis, mais aux actifs habitant Senlis, qu'ils travaillent dans la commune même ou ailleurs. - L'on constate que les cadres sont deux fois plus représentés à Senlis qu'ailleurs dans le département, au détriment des ouvriers. Les salaires dont bénéficient les Senlisiens dépassent la moyenne départementale pour toutes les catégories sauf pour les ouvriers ; pour le groupe des cadres, la différence du niveau de salaire est éclatante.
Ces différences se reflètent également dans le niveau de formation. En effet, seulement 23,3 % des Senlisiens non scolarisés de quinze ans ou plus n'ont aucun diplôme ou seulement l'ancien Certificat d'études primaires ; dans l’Oise, 34,6 % des habitants se trouvent dans cette situation. En même temps, 19,5 % des Senlisiens disposent d'un niveau supérieur au bac +2, niveau qu'atteignent seulement 8,7 % des habitants de l’Oise. En revanche, les détenteurs d’un CAP ou d’un BEP sont plus rares à Senlis (18,1 %) que dans l’ensemble du département (25,2 %), ce qui peut expliquer qu’en dépit d’un niveau de salaire au-dessus de la moyenne départementale, les ouvriers senlisiens ne gagnent pas davantage que leurs homologues des autres communes de l’Oise.

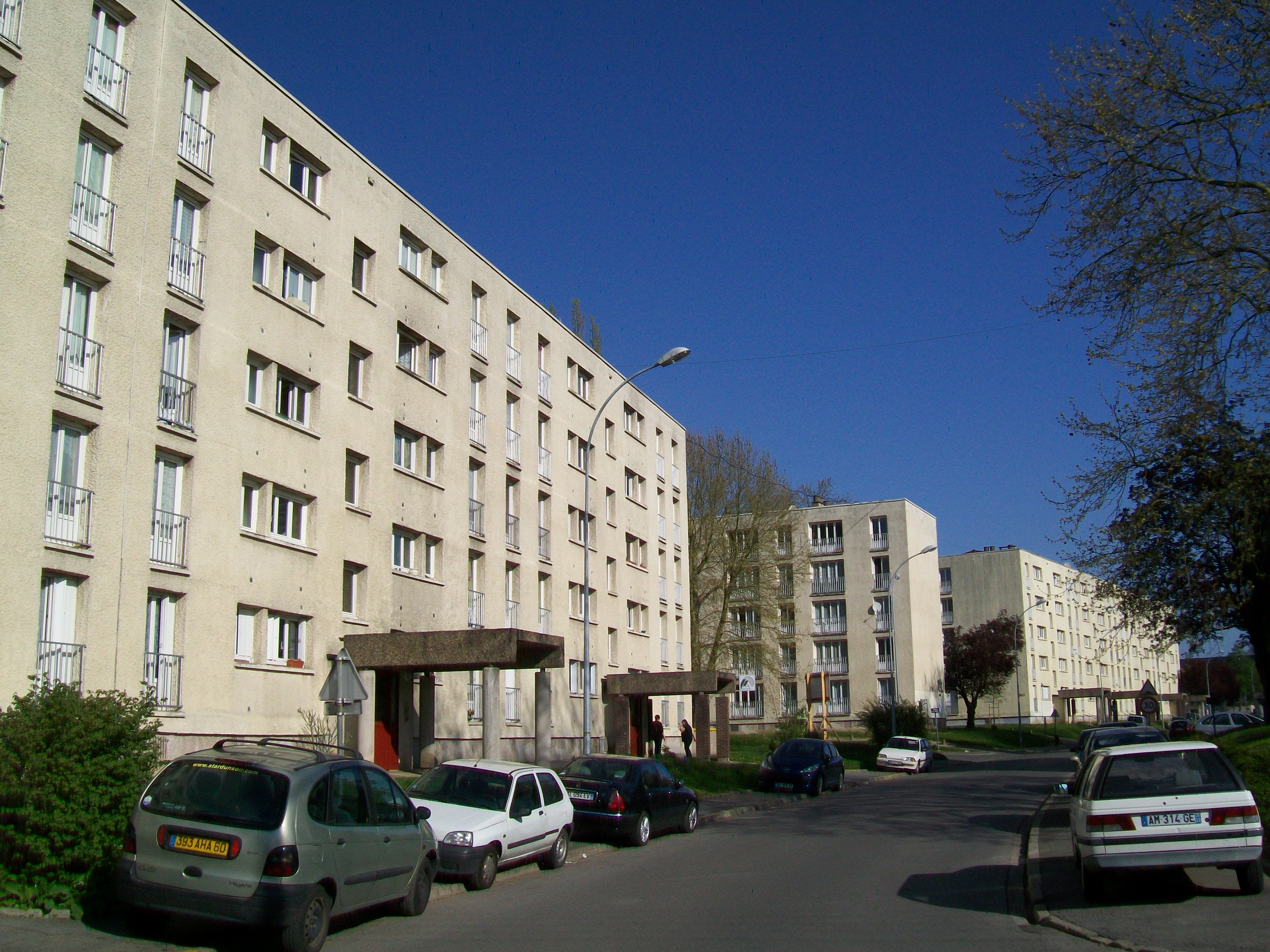
L'avenue d'Orion dans le quartier du Val d'Aunette, premier grand quartier à logements collectifs, construit pendant les années 1960.

La part des ménages non imposés était de 32,0 % en 2008, soit un cinquième moins que dans l’Oise, où ce chiffre atteint les 39,7 %. Au 31 décembre 2009, le nombre des chômeurs des catégories A, B et C était de 766, ce qui équivaut à un taux de chômage de 9,45 % par rapport au nombre des actifs recensés en 2007. Sur le plan départemental, ce même taux était alors de 13,2 % ; chômage structurel dans un département qui ne présentait qu’un indicateur de concentration d’emploi (rapport entre le nombre d’emplois et le nombre d’actifs) de 81,6 en 2007. Sur le plan du développement pluriannuel du chômage, Senlis ne se distingue pas de la tendance globale dans l’Oise, avec une baisse de 2004 à 2007 et une hausse depuis, et un chômage touchant largement plus les femmes que les hommes, et plus les jeunes jusqu’à vingt-cinq ans que les personnes de cinquante ans ou plus.
En 2010, le revenu fiscal médian par ménage était de 34 065 €.
Les retraités représentent 28,4 % de la population totale de Senlis, soit 1 927 personnes ; ce qui correspond à la situation globale dans l’Oise où les retraités représentent 29,4 % de la population. La différence est toutefois importante par rapport au département proche du Val-d'Oise, qui ne compte que 18,2 % de retraités, connu pour la jeunesse de sa population.

### Enseignement

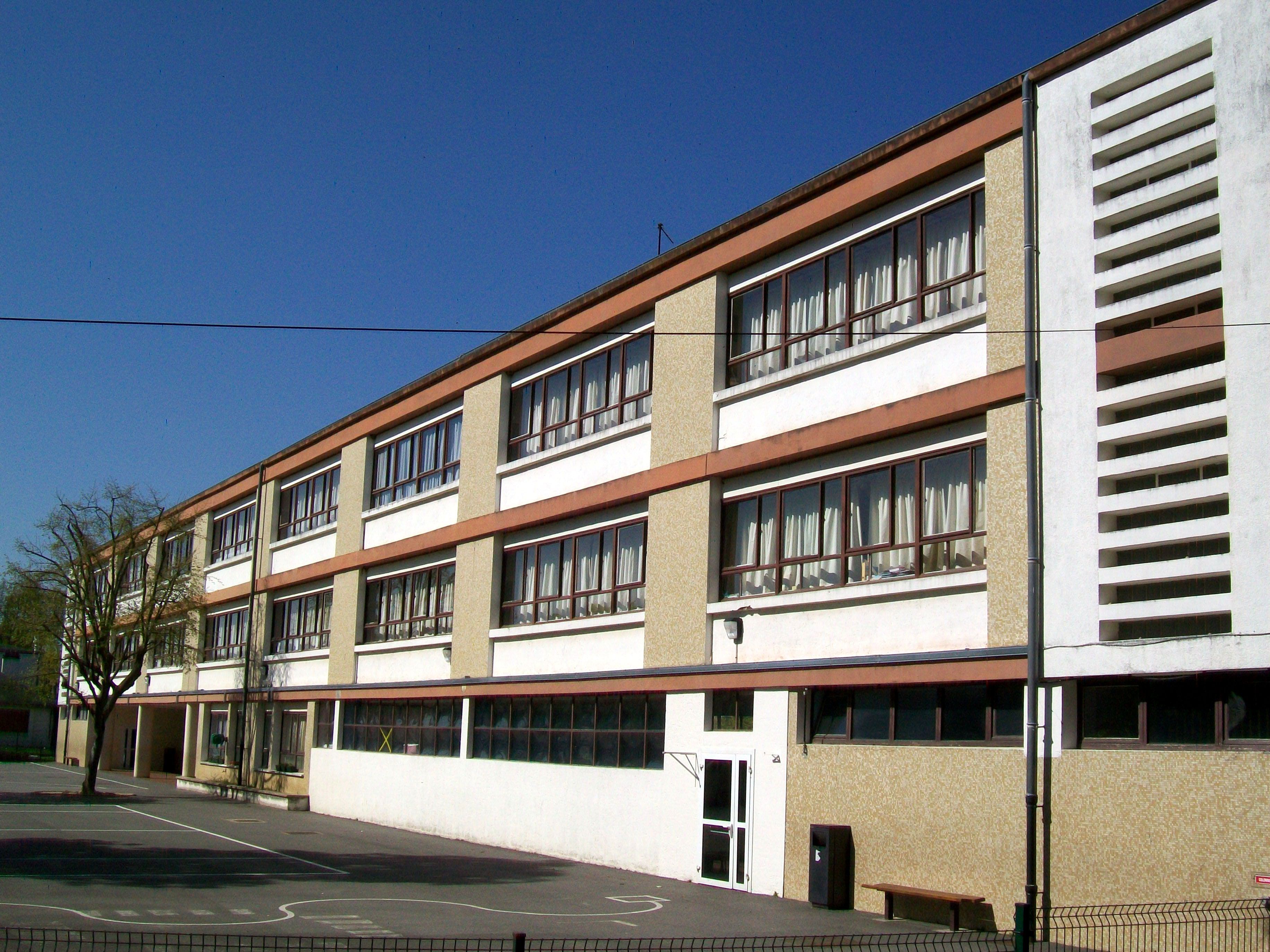
L'école municipale Anne-de-Kiev, dans le faubourg des Arènes.

Senlis dépend de l'académie d'Amiens et constitue le siège d'une circonscription pédagogique. On compte les établissements d'enseignement public suivants :
- 7 écoles maternelles : Beauval (94 élèves en 2023), Orion (45 élèves en 2023), Saint-Péravi (79 élèves en 2023), Brichebay (133 élèves en 2023)
- 5 écoles élémentaires : Brichebay, L'Argilière (169 élèves en 2023), Séraphine Louis (164 élèves en 2023), Anne de Kiev (148 élèves en 2023) (depuis 2010, anciennement Val d'Aunette) ;
- 2 collèges : collège Albéric Magnard (depuis 2010, anciennement Bon-Secours) (450 élèves en 2023, 39 enseignants), collège de la Fontaine des Prés (442 élèves en 2023, 45 enseignants) ;
- 1 lycée d'enseignement général et technologique : lycée Hugues Capet (769 élèves en 2023, 73 enseignants)[140] ;
- 1 lycée professionnel : lycée Amyot d'Inville (641 élèves en 2023, 95 enseignants).

Plusieurs établissements privés catholiques sont implantés à Senlis :
- 1 école primaire : école Notre-Dame du Sacré-Cœur (604 élèves en 2023, 27 enseignants) ;
- 1 collège : collège Anne-Marie Javouhey (979 élèves en 2023, 57 enseignants) ;
- 1 lycée : lycée Saint-Vincent (780 élèves en 2023, 58 enseignants).

### Santé

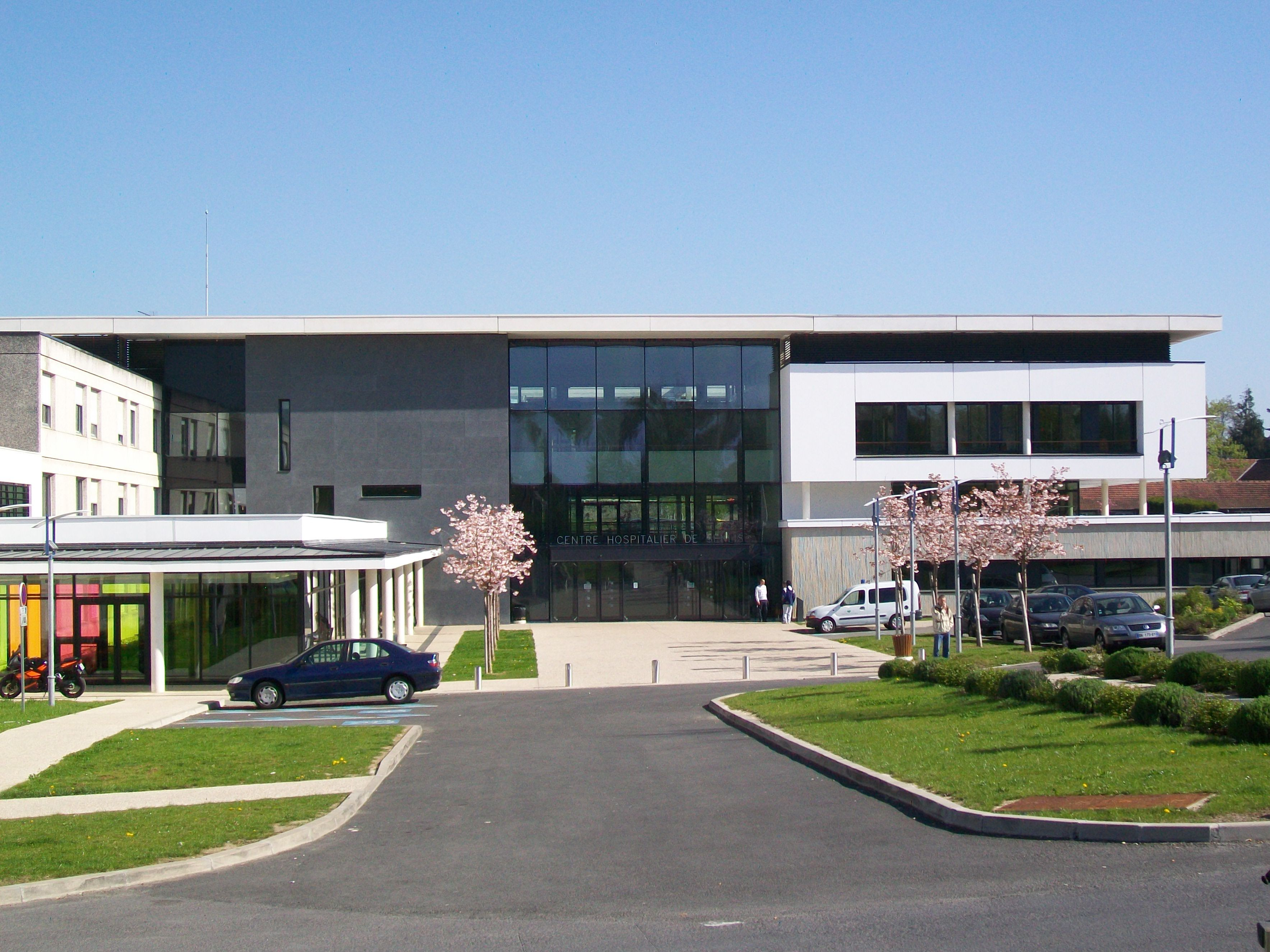
Centre hospitalier de Senlis, nouveau bâtiment de 2008, entrée principale.

Plusieurs établissements de santé sont installés dans la commune :
- le centre hospitalier de Senlis : il est situé à l'emplacement d'une ancienne maladrerie fondée en 1025 par Robert Le Pieux qui est transformée en « hospice des pauvres enfermés » en 1651 puis en hôpital général en 1839 avec la fusion des divers établissements de santé de la ville. Un nouveau bâtiment a été mis en service en juin 2008 au bout de deux ans de travaux[142]. L'établissement actuel possède quatre cent quarante-huit lits répartis dans sept pôles, dont un service d'urgence. L'hôpital dispose d'un scanner et d'un IRM[143] ;
- la polyclinique Saint-Joseph (rachetée par la clinique du Valois au 1er janvier 2009[144]) : comprend cinquante-neuf lits et possède douze spécialités médicales[145] ;
- la clinique du Valois : établissement autonome du secteur privé ouvert en novembre 2007 dans l'enceinte du centre hospitalier. La clinique est spécialisée dans les soins apportés aux personnes âgées, et dispose de quarante lits en médecine et de quarante lits pour les soins de suite[146].

Outre les médecins recevant uniquement dans les consultations des hôpitaux et cliniques, cinquante-trois médecins spécialistes sont établis à Senlis, représentant toutes les spécialités de la médecine. Ce chiffre n'inclut pas les dix-huit chirurgiens-dentistes et orthodontistes. Le nombre des médecins généralistes est d'une vingtaine.

### Sécurité

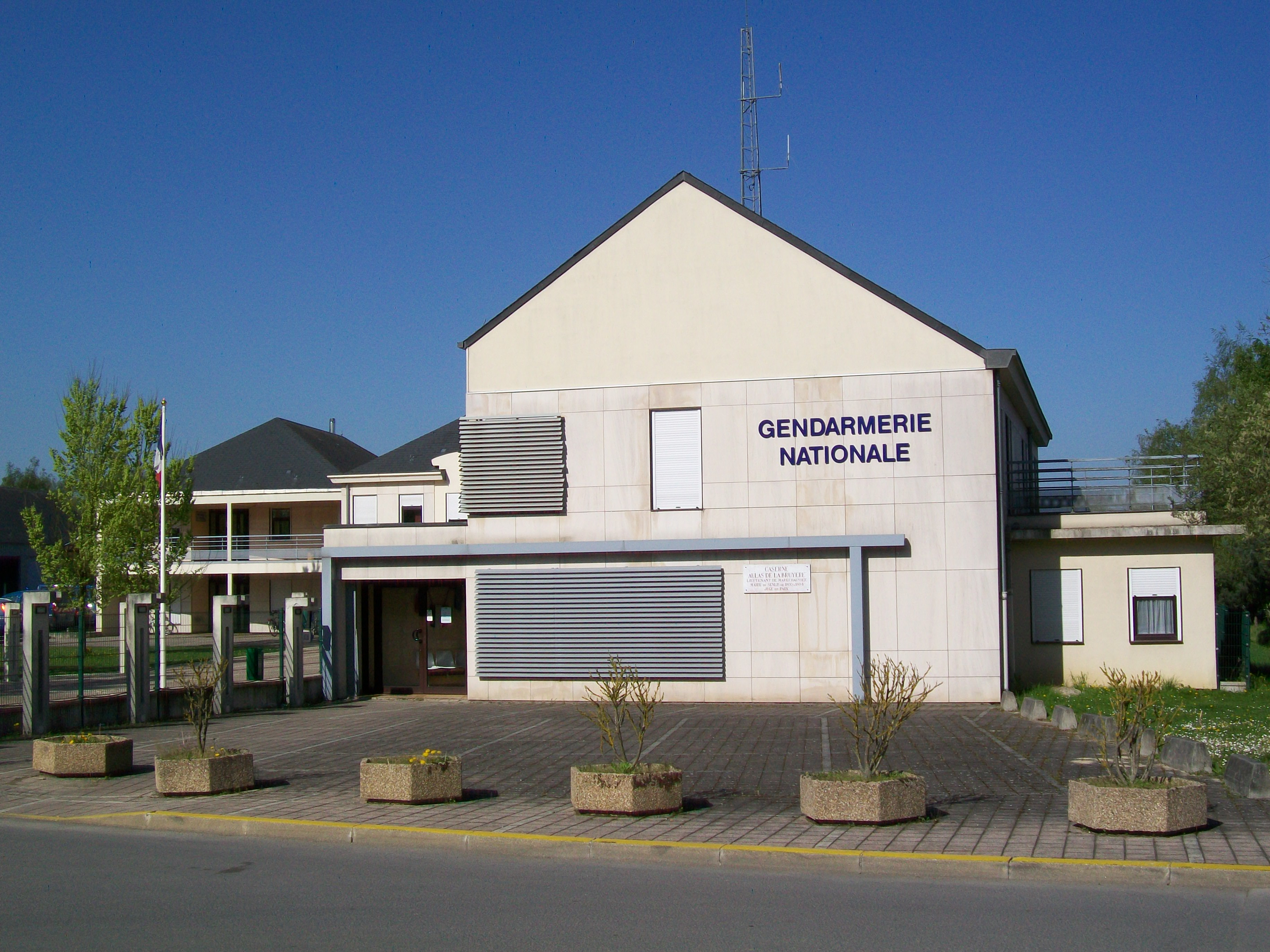
La gendarmerie de Senlis.

Senlis abrite le siège d'une compagnie de la Gendarmerie nationale dont dépendent les unités de Betz, Creil, Crépy-en-Valois, Nanteuil-le-Haudouin, Pont-Sainte-Maxence et Verberie. La compagnie est composée de cent-soixante-douze militaires au total. La brigade de Senlis comporte un poste permanent à cheval et une brigade canine. Senlis est également le siège d'une police autoroutière, affiliée à l'escadron départemental de sécurité routière de la Gendarmerie.
La ville dispose d'une police municipale, composée de dix-huit agents, chargée surtout de la surveillance des espaces publics et de faire respecter les arrêtés municipaux. Elle est dotée d'un pouvoir contraventionnel en matière d'urbanisme, de circulation, de stationnement, d'hygiène et de salubrité. La police municipale intègre une brigade canine et une brigade VTT.
Le centre de secours de Senlis, pour sa part, couvre un secteur de quinze communes autour de la ville pour le premier appel et douze communes pour les renforts. Il comprend soixante-huit sapeurs-pompiers, dont vingt-et-un sapeurs-pompiers professionnels et deux sapeurs-pompiers du Service de Santé et de Secours Médical. Ils ont effectué 2 106 sorties de secours en 2010, chiffre qui correspond à la moyenne des dernières années ; avec 211 missions ayant pour objet des incendies,.

### Cultes

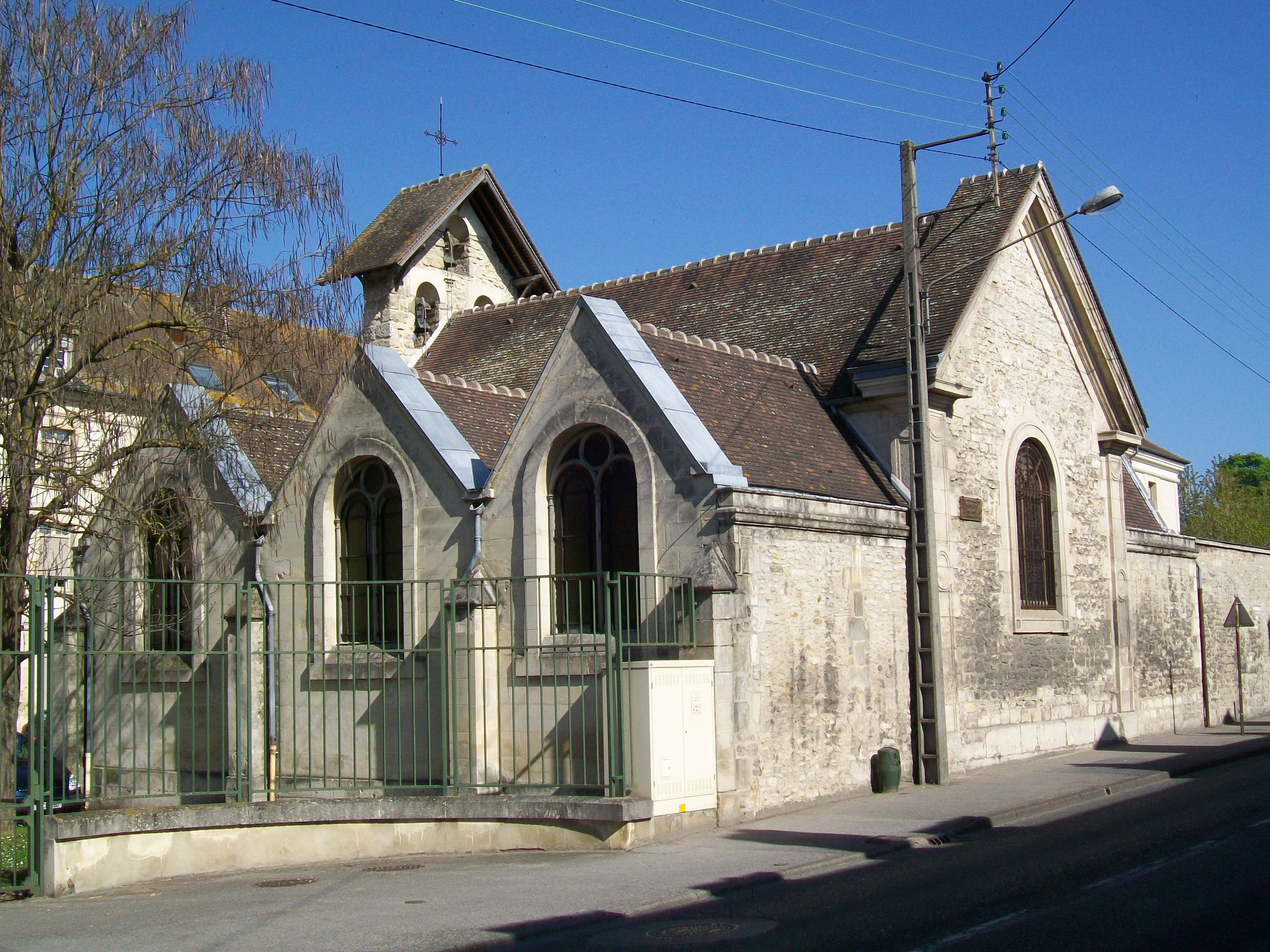
La chapelle Saint-Lazare du centre hospitalier, en face de l'ancienne entrée, rue de la République. En cet endroit, une maladrerie a été fondée probablement en 1025, ancêtre direct de l'hôpital général puis du centre hospitalier.

La paroisse catholique Saint-Rieul regroupe dix-sept communes : outre Senlis, Rully, Montépilloy, Raray, Villers-Saint-Frambourg, Villeneuve-sur-Verberie, Brasseuse, Ognon, Borest, Fontaine-Chaalis, Montlognon, Chamant, Barbery, Mont-l'Évêque, Avilly-Saint-Léonard, Courteuil, Aumont-en-Halatte. Elles sont réparties en six communautés.
Quatre lieux sont encore utilisés à Senlis pour le culte catholique dans la commune :
- la cathédrale Notre-Dame, place du Parvis ;
- l'église Saint Borys et Hlib (ancienne chapelle de la charité), rue de Meaux. Elle devint propriété de l'éparchie catholique ukrainienne lorsque cette dernière la racheta en 2013.
- la chapelle Saint-Lazare du centre hospitalier, rue de Faubourg Saint-Martin ;
- la chapelle du monastère des sœurs, Clarisses, rue du Moulin Saint-Étienne ;
- la chapelle Notre-Dame du Bon Secours, rue Notre-Dame de Bon Secours, en réalité sur la commune de Chamant.

Saint Rieul, patron de Senlis, avait jadis son église à Senlis, située au nord de la cathédrale, entre les rues Afforty, Saint-Rieul et cours Thoré-Montmorency, sur le terrain de l'actuelle école Notre-Dame ; ce fut l'une des huit églises paroissiales de Senlis, et la plus grande après la cathédrale. Elle fait partie des trois églises paroissiales disparues à la Révolution, avec Sainte-Geneviève et Saint-Étienne. Les autres paroisses étaient Saint-Martin (jusqu'à la démolition de son église en 1589 lors de la guerre de la Ligue), Saint-Hilaire (rattachée à Saint-Pierre en 1706), Saint-Pierre et Saint-Aignan.
Une communauté protestante évangélique est par ailleurs présente dans la commune.

### Sports
Associations sportives

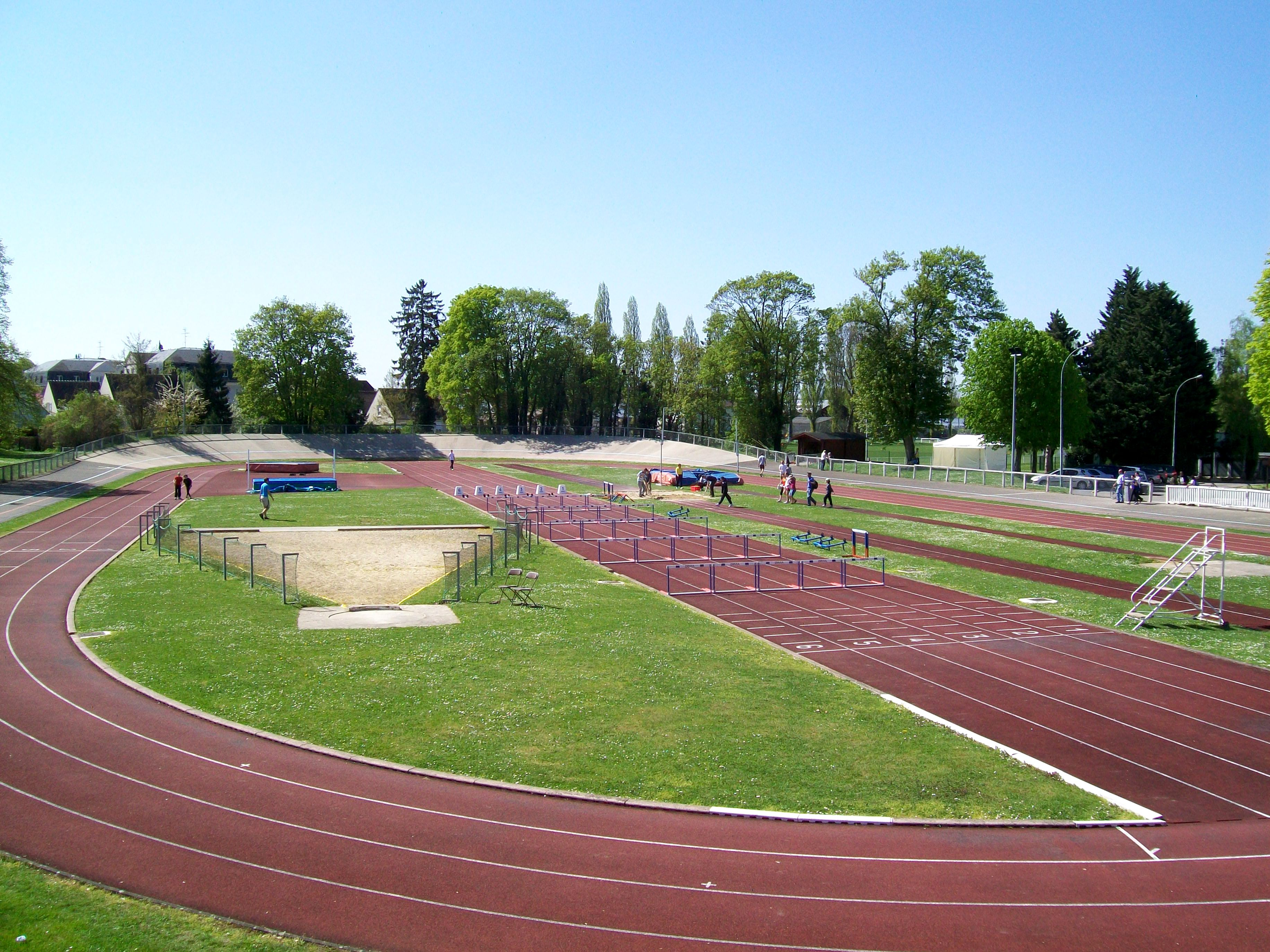
Le vélodrome Turquet de la Boisserie, nom du mécène qui permit sa construction en 1896, est le plus ancien encore en service en France. Il sert aussi de stade d'athlétisme. La piste est longue de 333.33 m.

La vie sportive de Senlis est animée par un grand nombre d'associations, au nombre d'une trentaine : « A.U.Q.S. », club d'Aïkido, « Amicale Laïque Senlisienne », « Amicale Pétanque de Senlis », « Association Rythmique de Senlis » (A.R.S.), « Association Sportive des Fours à Chaux », « Badminton Club Senlisien » (BCS), club de basket-ball, « Bei Long Quan » (Wushu), « Billard Club Senlisien », Centre Equestre de Senlis, « Cercle des Nageurs de Senlis », « Cercle d'Échecs de Senlis », « Compagnie d'Arc du Bastion de la Porte de Meaux », « Compagnie d'Arc du Montauban », Escrime « Les 3 Armes de Senlis », « Groupe Sportif Senlisien », « Gymnastique Féminine », « Haltérophilie-Musculation-Force athlétique-Culturisme », club de handball, club de judo, « L'Étoile de mer Senlisienne » (EDMS, club de plongée sous-marine affilié à la FFESSM), « Rugby-Club », « Shoto Karaté Senlis », Taekwondo PPW Senlis, « Tennis Club Municipal de Senlis », club de tennis de table, « Union Sportive Municipale Senlisienne » (USM) (football), « Vélo Club de Senlis », club de volley-ball.
La commune compte 4 426 licenciés dans 44 disciplines différentes. 14 équipes et 25 individuels jouent au niveau national, 16 équipes et 49 individuels jouent au niveau régional.
Équipements sportifs
La ville dispose de trois complexes sportifs qui regroupent plusieurs équipements. Le plus important, nommé « Yves Carlier », se trouve près du centre-ville, au nord-ouest. Ce complexe est également proche des faubourgs Val-d'Aunette et Villevert. Il comprend notamment le vélodrome Turquet de la Boisserie avec une piste d'athlétisme, une piscine couverte, un gymnase et trois courts de tennis couverts, ainsi qu'une salle d'escrime, une salle d'haltérophilie, une salle de tennis de table, des courts de tennis extérieurs et un skate-parc.
Un deuxième grand complexe se situe à l'extrémité sud de la ville, au quartier Brichebay. Il comprend également un gymnase, mais est orienté surtout vers le football (3 terrains), le rugby (2 terrains) et l'équitation, avec un centre équestre. Un parcours de santé extérieur a également été aménagé à Brichebay.
Le troisième complexe, nommé « les Trois Arches », se situe dans la zone industrielle et regroupe les salles pour les arts martiaux (judo, karaté, kung-fu). Il propose aussi une salle de gymnastique, mais pas de gymnase.
Quatre gymnases, autre ceux du complexe Yves-Carlier et de Brichebay, sont en outre réparties dans la ville : un près des lycées Hugues-Capet et Amyot-d'Inville ; un près du collège de la Fontaine-des-Prés à Villevert ; un près du collège Bon-Secours ; et un au quartier Val-d'Aunette, près de l'école primaire Anne-de-Kiev. L'école du Centre n'a aucun gymnase à proximité.
Senlis possède une piscine découverte, connue comme la piscine d'été, à l'est de la ville. Reste à mentionner les deux stands de tir à l'arc, qui ont par ailleurs plusieurs siècles d'existence, sur la bastion de la porte de Meaux (1619) et au pied de la tour du Jeu d'arc (1730), où existe également un stand de tir sportif. Un deuxième stand de tir existe au nord-ouest de la ville, à l'endroit de l'ancien Clos de la Santé. En conclusion, la plupart des sports peuvent être exercés à Senlis et chaque quartier dispose d'équipements sportifs, mais les équipements pour un même sport sont presque toujours concentrés en un unique endroit, exception faite des gymnases.

## Économie

### L'emploi à Senlis

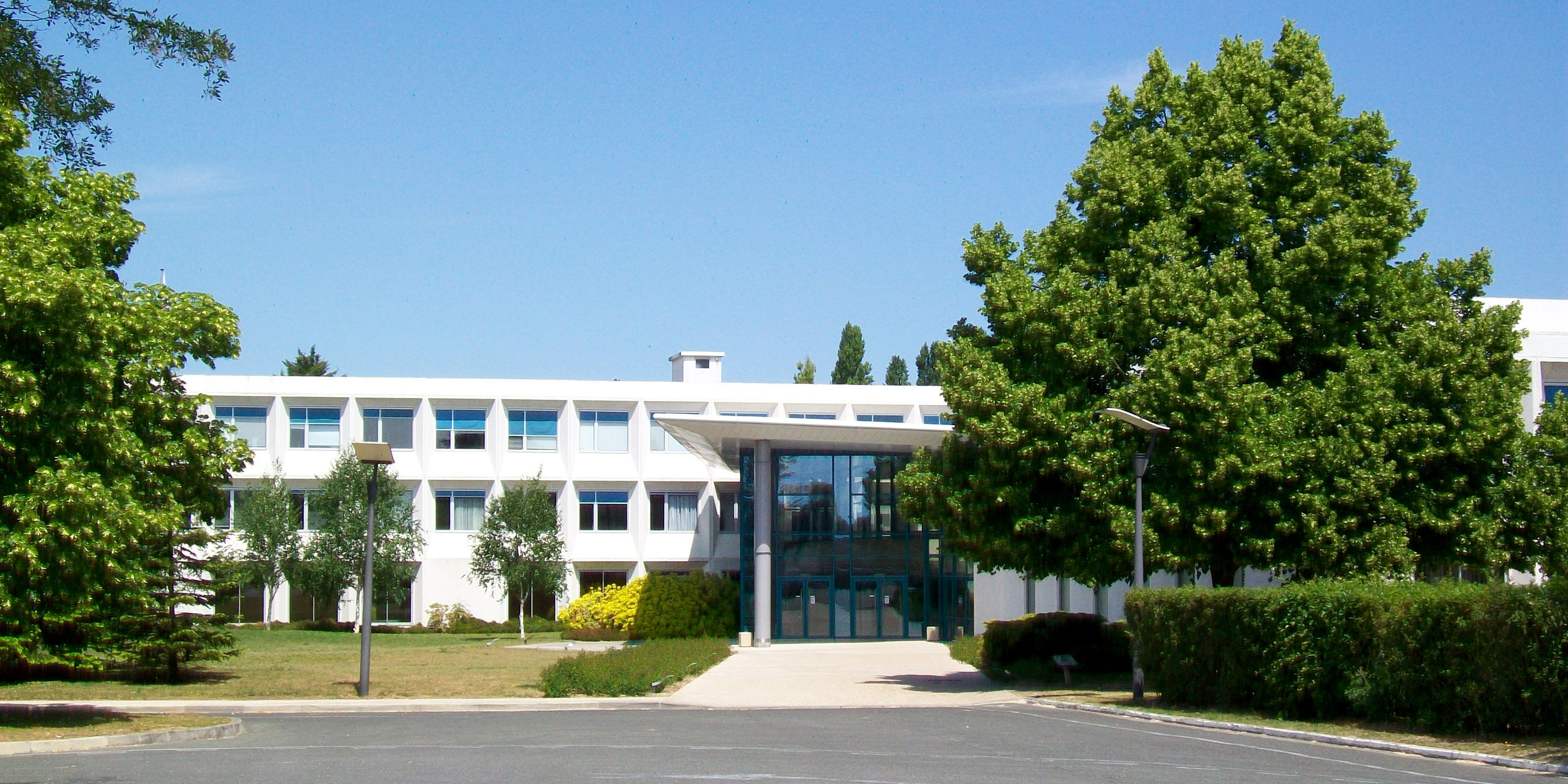
Le CETIM, avenue Félix-Louat.

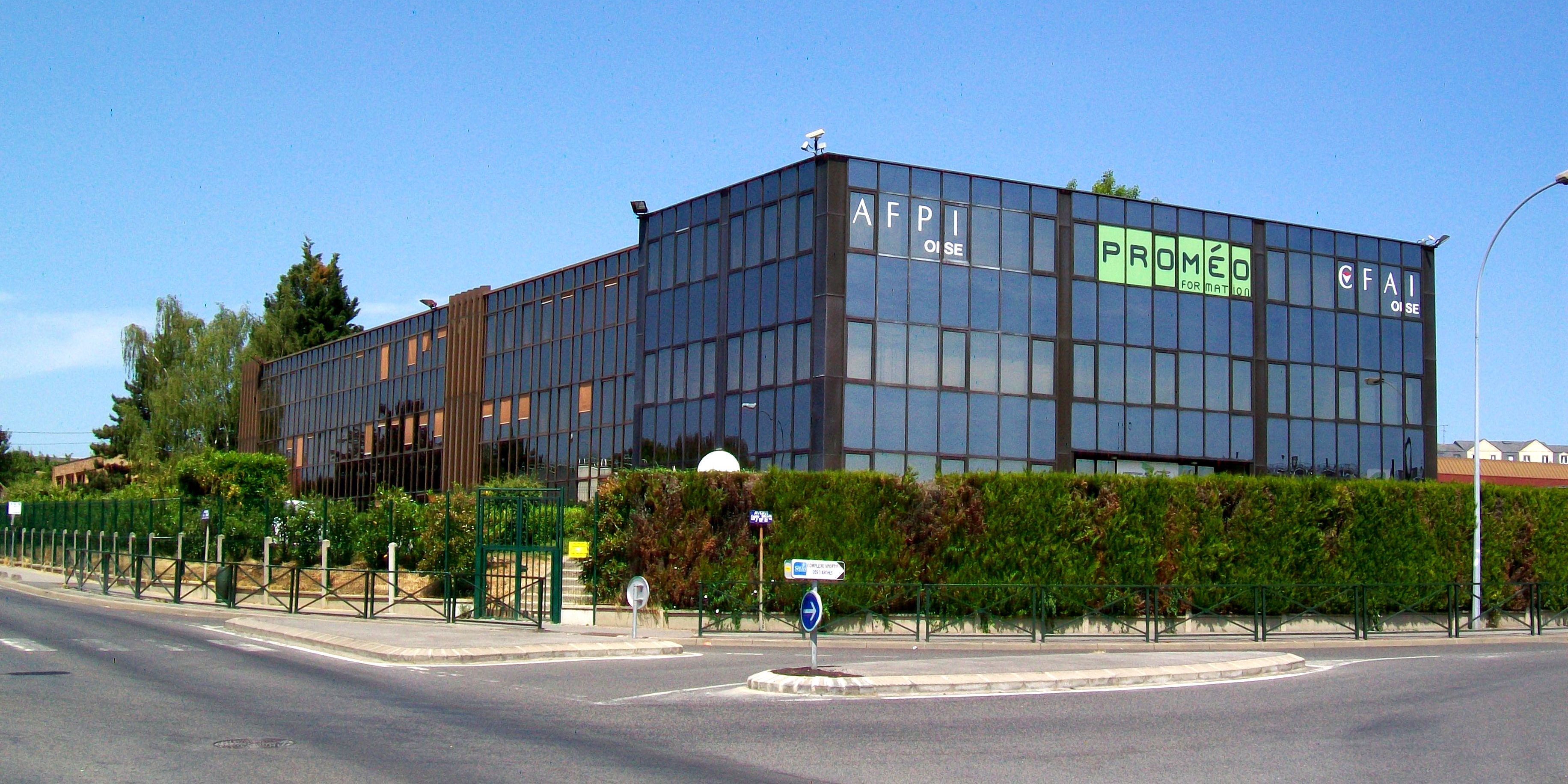
Le centre de formation Proméo, avenue Étienne-Audibert.

En juin 2009, la dissolution du 41e régiment de transmissions a coûté plus de six cents emplois militaires et civils à la ville.
En 2007, les différents employeurs de Senlis, tous secteurs confondus, pourvoient 8 864 postes salariés, ce qui représente 3,67 % des postes salariés de l’ensemble du département de l’Oise. Le nombre de postes salariés dépasse la population active de la commune, 8 106 en 2007, de 9,4 %. Outre les postes salariés, ont été recensés 1 703 autres emplois (chefs d’entreprises ou indépendants notamment), si bien que le nombre d’emplois à Senlis dépasse de 30,4 % le nombre des actifs parmi les habitants. Ne tenant pas compte des chômeurs parmi les actifs, l’indicateur de concentration d’emploi atteint ainsi 141, comparé à 81,6 seulement sur le plan départemental.
Ces constats mettent en relief la fonction centrale et le dynamisme de l’économie de Senlis, qui contraste très fortement avec l’ensemble de l’Oise, département qui ne pourvoit que 281 243 emplois pour 384 922 actifs (qu’ils aient un emploi ou non). La fonction centrale de Senlis est également soulignée par la proportion extraordinaire des habitants travaillant dans la ville même : 42,6 % des actifs ont un emploi à Senlis par rapport aux 24,9 % des actifs du département de l’Oise travaillant dans leur commune de résidence. Cependant, comparé au chef-lieu de Beauvais, qui présente un indicateur de concentration d’emploi de 183,5 avec 72,8 % des habitants travaillant dans la ville même, ou à Compiègne, Senlis s’en sort moins bien. Comparé à Creil, considéré comme centre économique majeur de l’Oise, Senlis est mieux positionné (sans oublier qu’une comparaison avec la commune de Creil est problématique, car la ville forme une agglomération homogène avec trois autres communes, qu’il faut analyser dans son ensemble). En somme, Senlis ne peut être considéré comme étant particulièrement dépendant du bassin d'emploi de Paris et sa proche banlieue, mais du fait que de nombreuses petites communes voisines ont une importance économique négligeable, beaucoup de postes à Senlis sont occupés par des habitants des environs, si bien que 30,3 % des actifs senlisiens travaillent en Île-de-France ou dans une autre région.
Senlis comptait au total 886 entreprises et 1 305 établissements au 1er septembre 2009, soit 419 employeurs qui ne sont pas des entreprises (professions libérales, indépendants, succursales d’entreprises sises ailleurs, administrations et établissements publics).

### Structure de l’économie senlisienne

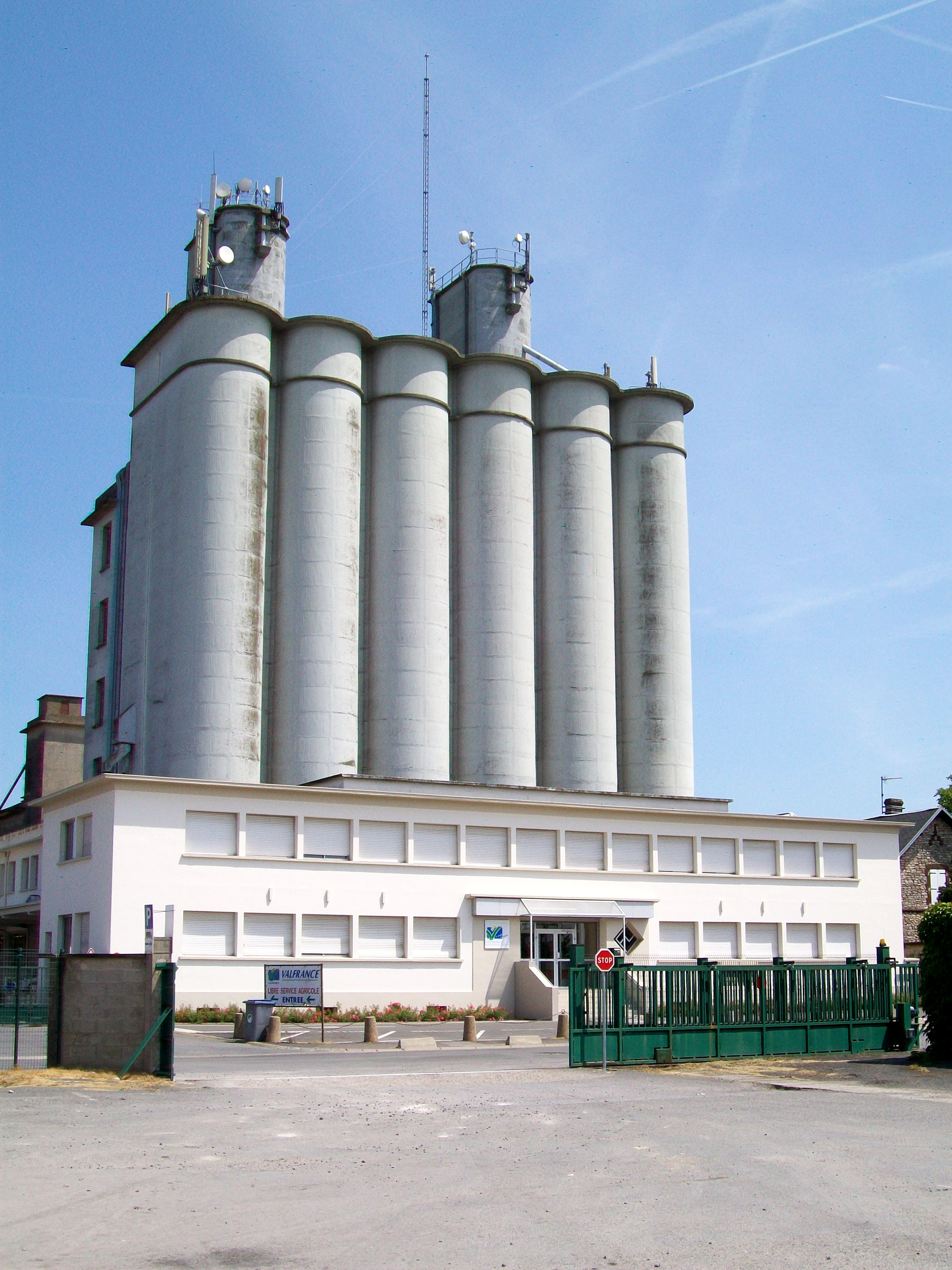
La coopérative agricole Valfrance, avenue Georges-Clemenceau : silos et administration.

Quand on analyse l’importance des différents secteurs de l’économie à Senlis en fonction de leur contribution à l’emploi, l’on remarque que l’industrie est trois fois moins importante à Senlis que dans l’Oise (7,1 % contre 22,7 %). Le même constat s’impose pour le secteur de la construction (3,1 % contre 10,4 % des emplois dans l’Oise). Sur le plan du secteur tertiaire (hors fonction publique, enseignement, santé et action sociale), Senlis se démarque de la moyenne départementale avec 52,2 % des emplois dans ce secteur, qui ne contribue qu’à 39,0 % des emplois sur le plan départemental. Senlis ne détient pas tout à fait à tort sa réputation de ville administrative, puisque le secteur de l’administration publique, de l’enseignement, de la santé et de l’action sociale représente 37,2 % des emplois, par rapport à 30,3 % dans l’Oise. Quant au secteur primaire, il ne joue qu’un rôle marginal à Senlis, avec 0,5 % des postes salariés (1 % dans l’Oise), et l’agriculture proprement dite, limitée à la culture, ne disposait plus que de 184 ha de terres labourables en 2000 (encore 277 ha en 1988), soit 7,7 % du territoire communal.
Concernant la structure des établissements, ceux avec cent salariés ou plus pourvoient 50,6 % des postes salariés à Senlis, ce qui est davantage que dans l’Oise, avec 40,1 %. Les établissements de cinquante à quatre-vingt-dix-neuf salariés pourvoient 12,9 % des postes salariés à Senlis, ce qui correspond à la moyenne départementale, avec 13,0 %. Dans l’ensemble, les soixante-huit établissements d’au moins cinquante postes implantés à Senlis représentent seulement 5,2 % des établissements, mais correspondent à 62,4 % des postes.
Ce sont les établissements de vingt à quarante-neuf postes salariés qui se font plus rares à Senlis, avec 11,9 % des postes, comparés à 16,2 % des postes dans l’Oise. De même, les établissements de dix à dix-neuf postes ne pourvoient que 7,7 % des postes salariés à Senlis, comparé à 10,4 % dans l’Oise ; par ailleurs, les 684 salariés travaillant dans des établissements de cette taille à Senlis sont moins nombreux que les 732 indépendants et chefs d'entreprise. Curieusement, les salariés dans les petits établissements de moins de dix postes sont environ deux fois plus nombreux, et l’on peut faire le même constat pour l’Oise. Comme le démontre le tableau ci-dessous, les établissements de moins de dix salariés pourvoient trois emplois en moyenne). Alors que l’on peut constater les mêmes difficultés pour les petites entreprises de dépasser cette taille sur le plan départemental, les entreprises de dix à quarante-neuf postes semblent rencontrer des conditions moins favorables à Senlis, ce qui est vraisemblablement lié à la cherté de l’immobilier, car des surfaces d’implantation économique sont disponibles.
Le tableau ci-dessous présente le nombre d’établissements (entreprises et autres) implantés à Senlis, selon le secteur d’activité et la catégorie de taille de l’établissement. Le tableau indique également le nombre des postes salariés en dessous du nombre d’établissements.
Senlis - Nombre d'établissements actifs par secteur d'activité et par taille de l'établissement (selon le nombre de salariés)

Nombre de postes salariés par secteur d'activité et par taille de l'établissement - 
Nombre d'emplois par secteur d'activité
| | Nombre d'établissements | %     | Sans salariés | 1 à 9 salariés     | 10 à 19 salariés | 20 à 49 salariés  | 50 salariés ou plus | 100 salariés ou plus     | Nombre d'emplois (salariés ou pas) |
| --- | ----------------------- | ----- | ------------- | ------------------ | ---------------- | ----------------- | ------------------- | ------------------------ | ---------------------------------- |
| Agriculture, sylviculture et pêche | 25                      | 1,9   | 14 …          | 10 18 salariés     | 0 …              | 1 23 salariés     | 0 …                 | 0 …                      | 55                                 |
| Industrie | 44                      | 3,4   | 15            | 14 42 salariés     | 6 75 salariés    | 6 187 salariés    | 0 …                 | 3 328 salariés           | 647                                |
| Construction | 73                      | 5,6   | 37            | 30 90 salariés     | 5 63 salariés    | 0 …               | 0 …                 | 1 120 salariés           | 310                                |
| Commerce et réparation auto | 237                     | 18,2  | 106 …         | 109 321 salariés   | 6 77 salariés    | 8 255 salariés    | 8 317 salariés      | non rens. 1375 salariés  | 2 582                              |
| Transports et services divers | 656                     | 50,3  | 393 …         | 244 828 salariés   | 20 264 salariés  | 8 176 salariés    | 1 65 salariés       | 3 945 salariés           | 2 671                              |
| Administration publique, enseignement, santé, action sociale | 269                     | 20,6  | 167           | 56 195 salariés    | 15 205 salariés  | 14 417 salariés   | 17 760 emplois      | non rens. 1 718 salariés | 3 462                              |
| TOTAL | 1305                    | 100,0 | 732           | 453 1 494 salariés | 52 684 salariés  | 35 1 058 salariés | 33 1 142 salariés   | non rens. 4 486 salariés | 9 596                              |
| Sources des données : Insee - au 31 décembre 2008 Des 10 567 emplois à Senlis en 2007, 971 emplois échappent aux définitions statistiques du présent tableau, ne pouvant être attribués à des établissements. |                         |       |               |                    |                  |                   |                     |                          |                                    |

### Les entreprises

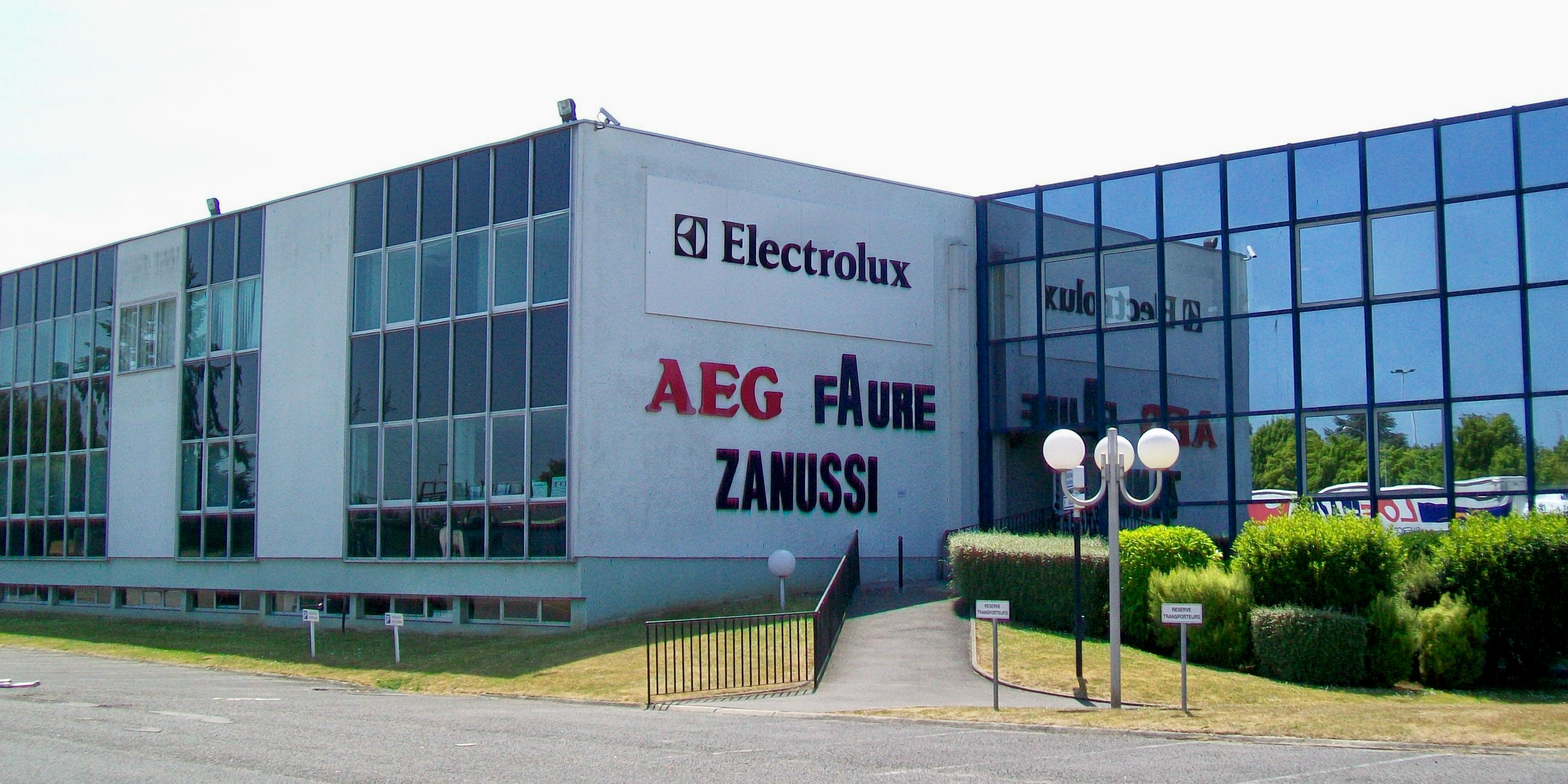
Electrolux, avenue Félix-Louat : entrée principale.

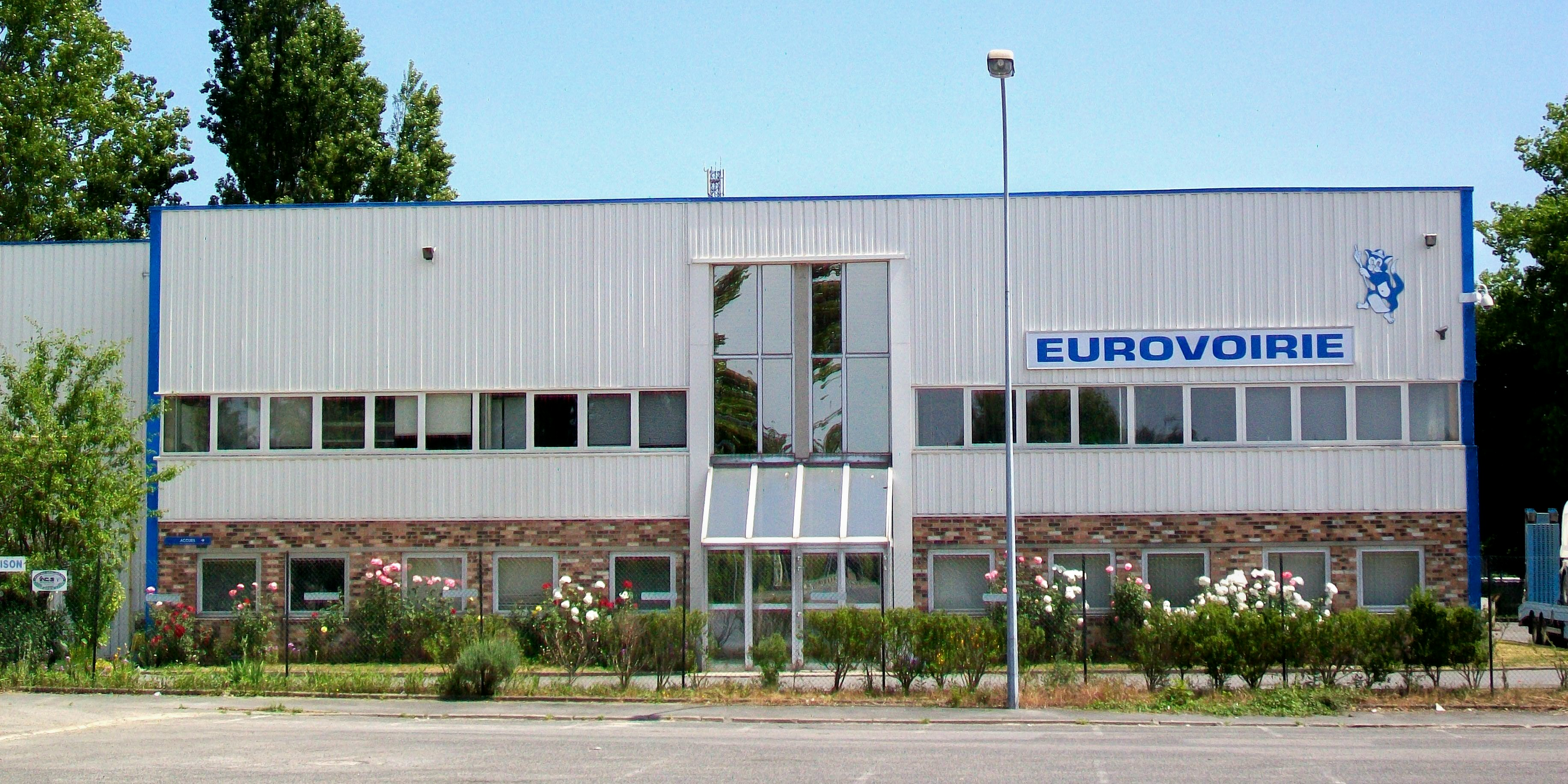
Eurovoirie, avenue Eugène-Gazeau.

Les grandes entreprises de Senlis sont implantées pour la plupart dans la zone industrielle dans le triangle entre la RD 330 et la RD 1324, à l’est de la ville (60 entreprises environ). Elle a été aménagée à la fin des années 1960. S’y ajoute une zone d’activités tertiaires, la ZAC des Rouliers, créée en 1991 au carrefour de la RN 330 avec la RD 1324, dont la création fut un échec : l'on n'y trouve qu'un immeuble d'affaires vacant. Finalement, deux entreprises du domaine du commerce sont implantées au nord de Villevert, au coude de la RD 1330 (déviation nord-est de Senlis) ; il s’agit du centre commercial Intermarché et d’Office Depot, anciennement Guilbert (fournitures de bureau, siège social).
La commune héberge une unité de méthanisation agricole qui transforme des cultures intermédiaires à vocation énergétique et des déchets de l'industrie agroalimentaire en biométhane injecté dans le réseau de gaz naturel à raison de 200 Nm3/h.
Sur le plan de l’industrie, les principales entreprises présentes à Senlis sont :
Office Depot (fournitures de bureau).
Electrolux (fabrication d’appareils électroménagers, distribution / commerce de gros pour le groupe et logistique, 870 salariés),
Fermod (ferrures et accessoires pour l’industrie du froid, l’un des deux sites de production, 120 salariés), et
Planet-Wattohm (systèmes de canalisations électriques, 115 salariés).
S’y ajoute, dans le secteur de la construction, Arcelor construction France (constructions métalliques).
Sur le plan des services, il faut citer en premier lieu la SANEF (centre d'exploitation régional), employeur le plus important de Senlis du secteur privé, mais aussi le CETIM (Centre technique des industries mécaniques, direction générale) et le centre de formation professionnelle Proméo. D’autres entreprises importantes sont Electrolux (voir ci-dessus, pour les activités distribution et logistique), Keolis Oise (transport routier de voyageurs, siège de la filiale et centre d’exploitation, 220 salariés), Valfrance (coopérative agricole, commerce de gros de produits agricoles, 130 salariés environ) et Eurovoirie (entretien, distribution et location de camions-bennes à ordures, de balayeuses et de laveuses, siège social, près de 100 salariés).
Le secteur des services est également marqué par les quatre-vingt-deux commerces sur la commune (en 2007, sur les 237 établissements recensés par l’INSEE sur le domaine du commerce et de la réparation auto au 1er janvier 2009). Ces commerces sont essentiellement situés en centre-ville et dans le faubourg Saint-Martin, Senlis ayant échappé à la délocalisation des principales activités de commerce de détail vers de zones en dehors du centre-ville, avec la proximité de la zone commerciale régionale de Saint-Maximin (Oise) qui draine toutefois une partie de la clientèle senlisienne.
Sur le plan du secteur de l’administration publique, de l’enseignement, de la santé et de l’action sociale, Senlis compte plusieurs établissements importants, dont en premier lieu le centre hospitalier de Senlis avec 1 000 emplois (personnels de santé et administratifs confondus), et les différentes administrations que Senlis doit à sa fonction de chef-lieu d’arrondissement.

### Recherche et innovation en biomimétique
En 2015, alors qu'une cinquantaine d'entreprises seraient déjà engagées dans la biomimétique en France, avec près d'une centaine de projets de recherche en cours[réf. souhaitée], un Centre européen d’excellence en biomimétisme (Ceebios) s'est implanté à Senlis. Il est présidé par Gilles Bœuf, président du Muséum national d'histoire naturelle, et vise à associer la recherche fondamentale d’État, la recherche appliquée, des entreprises et des ONG intéressées par le sujet, au sein d'un projet de développement économique et scientifique de cette science et technique émergente, en favorisant la transdisciplinarité. Il organise aussi des formations. Il est organisé en quatre pôles (recherche, congrès / conférences, formation et Business Campus (ouvert aux startup, PME et TPE, avec des bureaux, services associés et centre de télétravail).

## Culture locale et patrimoine

### Lieux et monuments
Aux XIXe et XXe siècles, Senlis s'était fait une spécialité du « recyclage utilitaire » de ses anciens édifices religieux : église Saint-Pierre transformée en marché couvert, collégiale Saint-Frambourg convertie en atelier de réparation automobile, église Saint-Aignan utilisée comme théâtre puis comme cinéma, couvent des Carmes aménagé comme caserne… Certains de ces vénérables monuments ont depuis lors retrouvé une affectation plus conforme à leur valeur historique. D'autres se trouvent dans un état de dégradation ne permettant plus l'accueil du public sans que des travaux de restauration aient été engagés.
En raison de la richesse exceptionnelle du patrimoine de Senlis, le présent chapitre ne reprend que les monuments classés ou inscrits Monuments historiques, à l'exception toutefois de ceux qui ne sont pas ou seulement très partiellement visibles depuis le domaine public. Ces monuments sont traités dans un article détaillé, qui fournit également de plus amples informations sur les bâtiments décrits ci-dessous et ne possédant pas d'article consacré.

#### Monuments classés

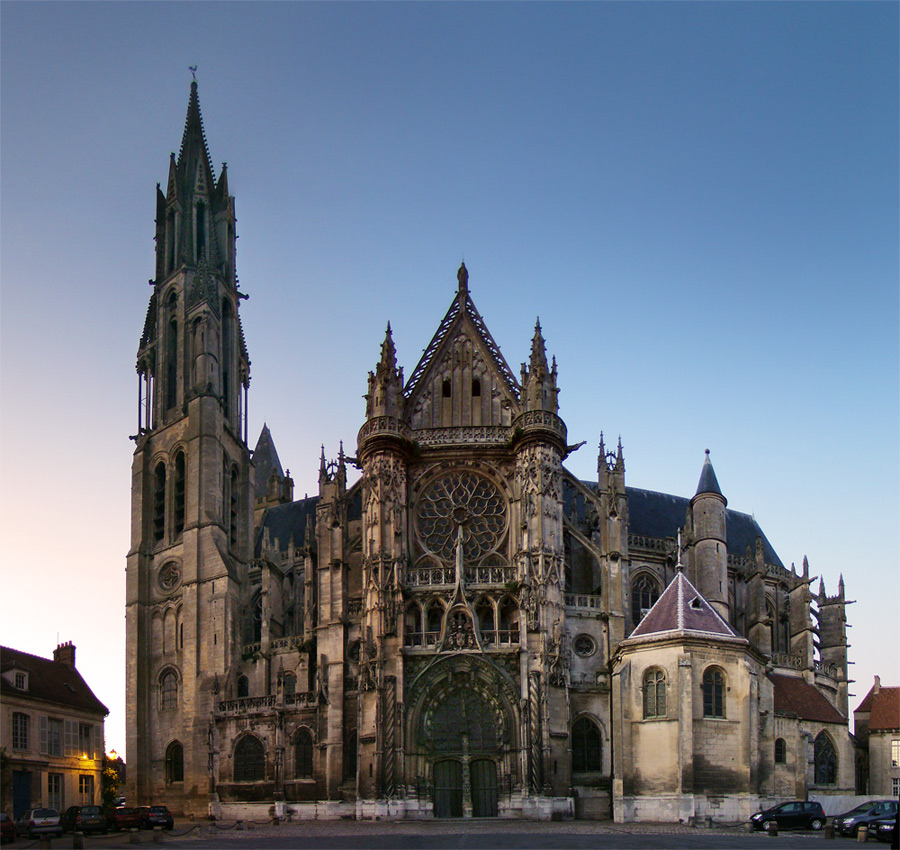
Cathédrale Notre-Dame de Senlis, portail sud sur la place Notre-Dame.
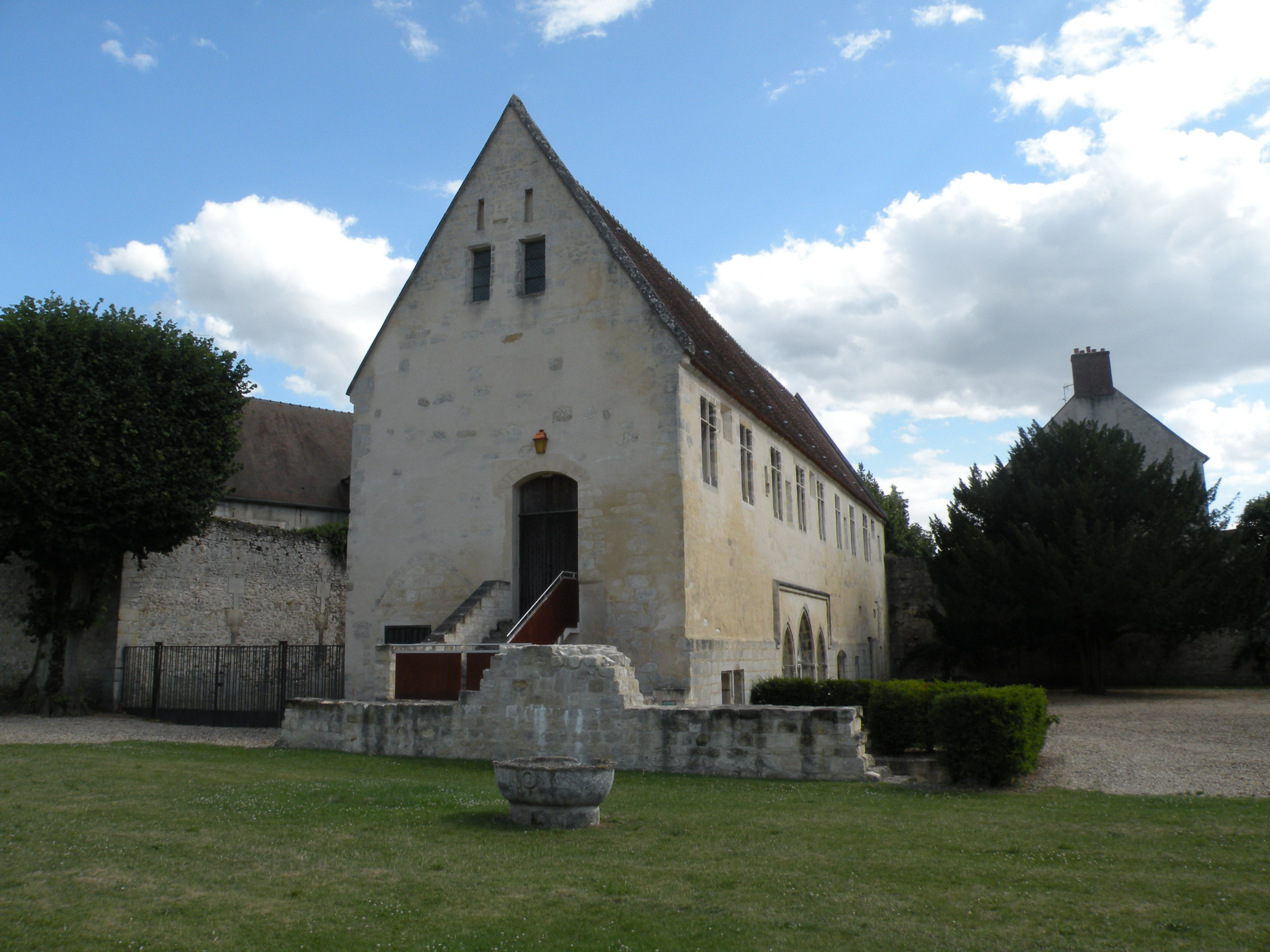
Prieuré Saint-Maurice fondé en 1262 par Saint Louis, dortoir des moines.
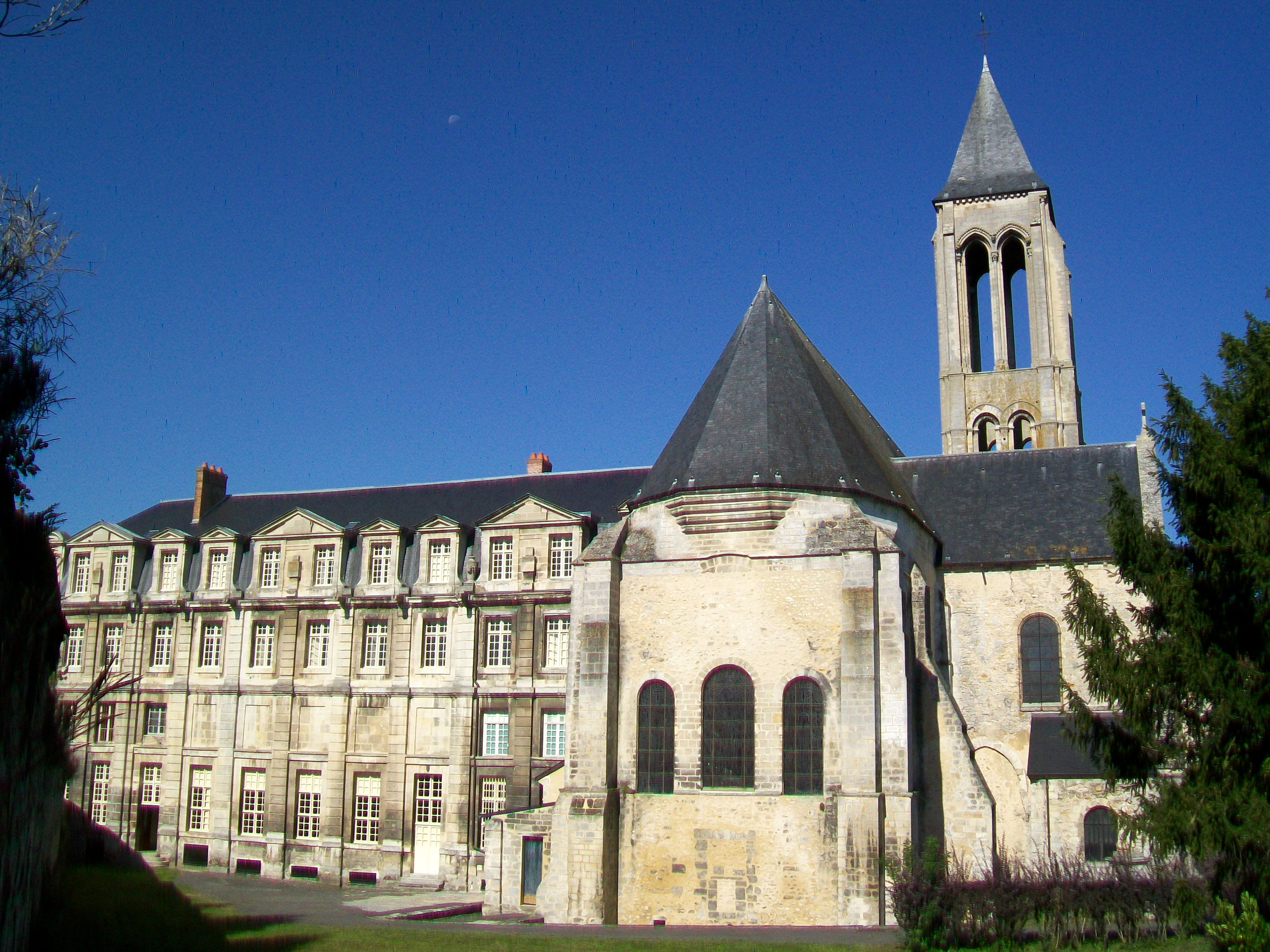
Abbaye Saint-Vincent, bâtiment conventuel et chevet de l'église.
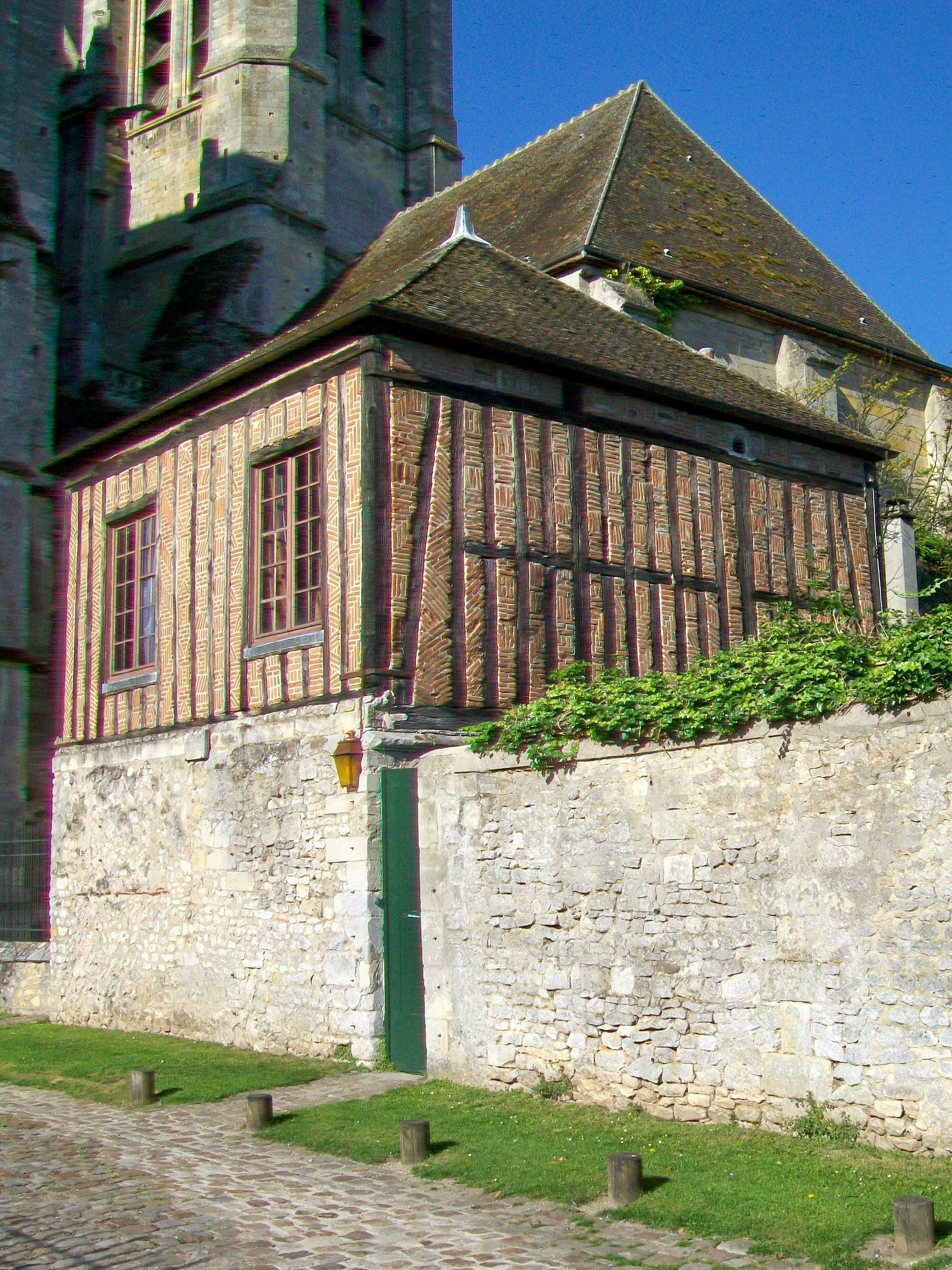
L'ancienne bibliothèque du chapitre Notre-Dame, au nord de la cathédrale.
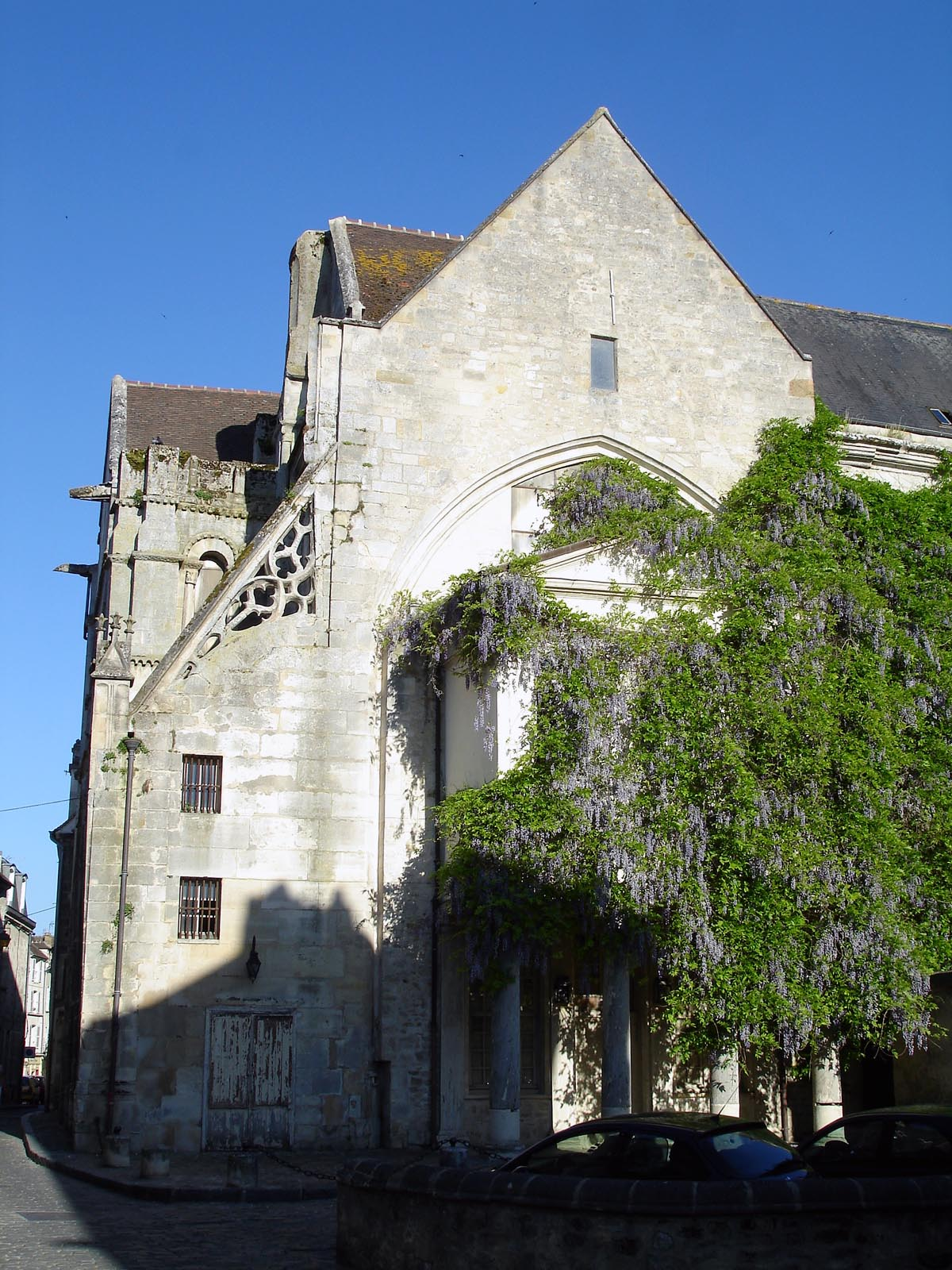
L'ancienne église Saint-Aignan, amputée de sa nef, façade ouest.

- Cathédrale Notre-Dame[179] : édifiée aux XIIe et XIIIe siècles, c'est le plus important monument du Moyen Âge que renferme la cité. Cette petite cathédrale bâtie sur l'enceinte gallo-romaine fait partie du groupe des cathédrales du premier art gothique, sur le modèle de la basilique Saint-Denis. Son portail occidental du XIIe siècle possède la plus ancienne représentation du thème du Couronnement de la Vierge, qui a servi de modèle à de nombreux édifices postérieurs. Le portail méridional flamboyant du XVIe siècle, œuvre de Martin et Pierre Chambiges, marque l'évolution de l'art gothique. La haute flèche de l'édifice, de soixante-dix-huit mètres, la rend visible de loin à travers la plaine du Valois.
- Ancienne bibliothèque du chapitre, devant le portail nord de la cathédrale[180] : étage à colombages au remplissage en briques rouges, construit sur la base de la tour no 2 de l'enceinte gallo-romaine, dite « tour de la Bibliothèque ». Contrairement à l'inscription sur la plaque, la bibliothèque a été construite entre 1390 et 1410 sous Pierre l'Orfèvre, et non en 1528.
- Arènes gallo-romaines[181] : L'édifice de spectacle antique date du Ier siècle apr. J.-C. et mettait en scène des combats d'animaux essentiellement, mais également des spectacles de théâtre, danse et chant. L'arène forme une ellipse dont la longueur des axes est 34 m et 41 m, ce qui la classe parmi les petits exemplaires. Les gradins sont creusés dans la roche jusqu'à mi-hauteur, et prolongés par une structure en bois, permettaient de recevoir au minimum neuf mille spectateurs. L'abandon est intervenu au plus tard au début VIe siècle[a 6]. Des visites guidées sont proposées par l'Office de tourisme, le premier dimanche du mois de février à décembre[182].
- Château royal et prieuré Saint-Maurice, impasse Beaume[183] : Le corps de logis et la chapelle Saint-Denis sont édifiés avant 1137. Les bâtiments sont remaniés plusieurs fois jusqu'au XVIe siècle, Henri IV étant le dernier roi à y résider[184]. Le prieuré voisin est fondé vers 1260 par Saint-Louis pour accueillir les reliques de Saint-Maurice. Le cloître est détruit au XVIIIe siècle et un logis pour le prieur est construit (actuel bâtiment du musée de la vénerie). Du prieuré d'origine, subsiste notamment le dortoir des moines avec une magnifique charpente qui date de l'époque autour de l'an 1500. Le parc avec les ruines du château royal se visite tous les jours sauf le mardi, aux mêmes heures que le musée de la Vénerie et le musée des Spahis (billet combiné uniquement)[185].
- Ancienne abbaye Saint-Vincent, Rempart Bellevue[186] : relevée de ses ruines en 1065 par la reine Anne de Kiev et confiée aux moines génovéfains. En 1138, l'abbaye est rattachée à Saint-Victor de Paris, mais revient aux Génovéfains alors que le cardinal de La Rochefoucauld en est l'abbé commendataire. Les bâtiments sont reconstruits au XIIIe siècle puis au XVIIe siècle[g 12]. En 1791, l'abbaye est supprimée avec l'ensemble des établissements religieux de Senlis, et abrite un lycée privé depuis 1837[187]. L'église et le cloître sont ouverts à la visite les week-ends et pendant les vacances scolaires[188].
- Église Saint-Aignan, rue de Beauvais (vestiges)[189] : construite dans la première moitié du XIe siècle, l'église est reprise au cours du XIIIe siècle. Elle est vendue comme bien national en 1792 et une partie de la nef est détruite en 1806. Le bâtiment a servi depuis comme théâtre, cinéma et espace culturel privé, mais est aujourd'hui désaffecté[a 7],[190] et ne se visite pas.

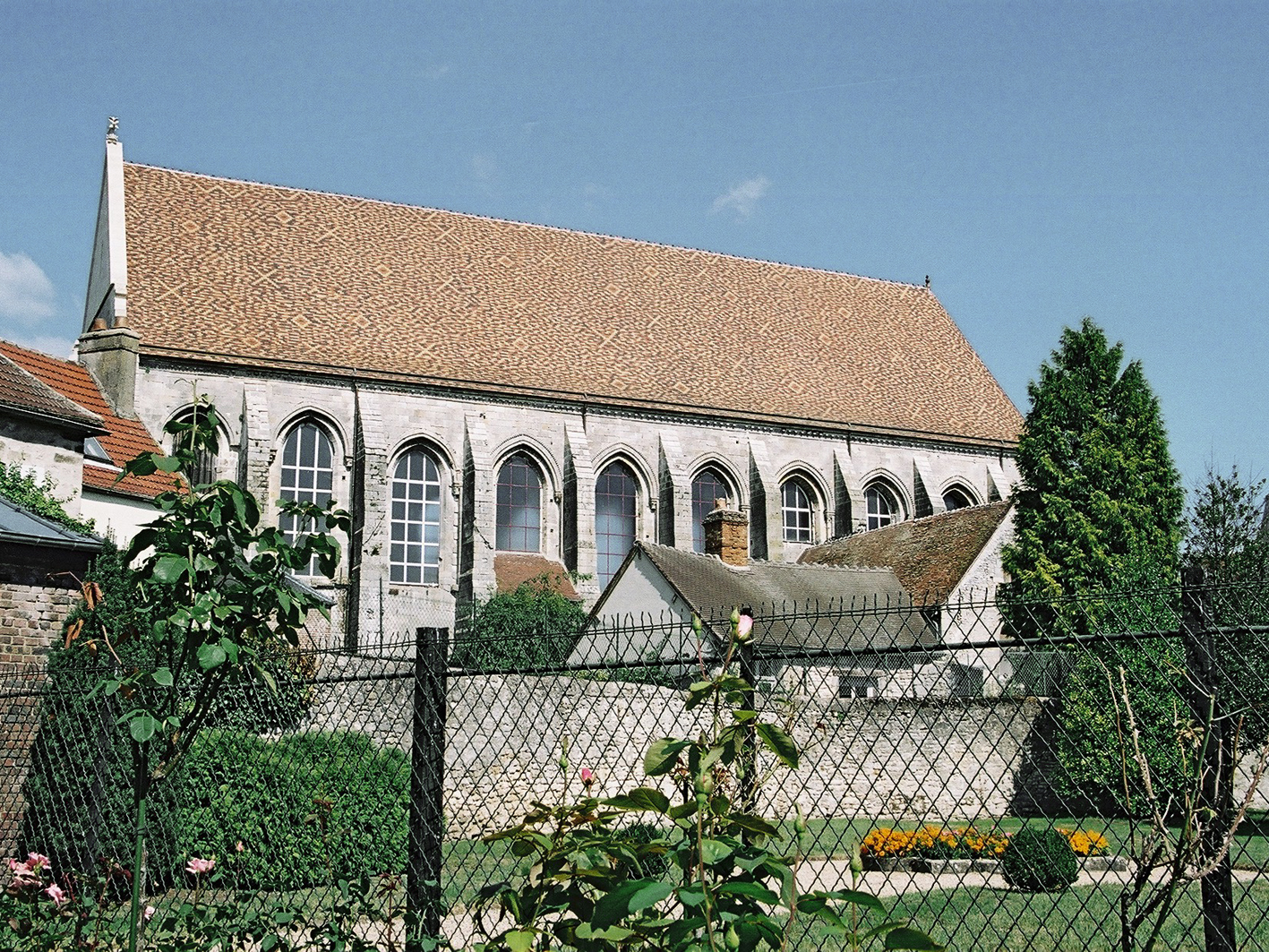
Collégiale Saint-Frambourg de Senlis, fondation Cziffra ; vue depuis le sud-ouest.
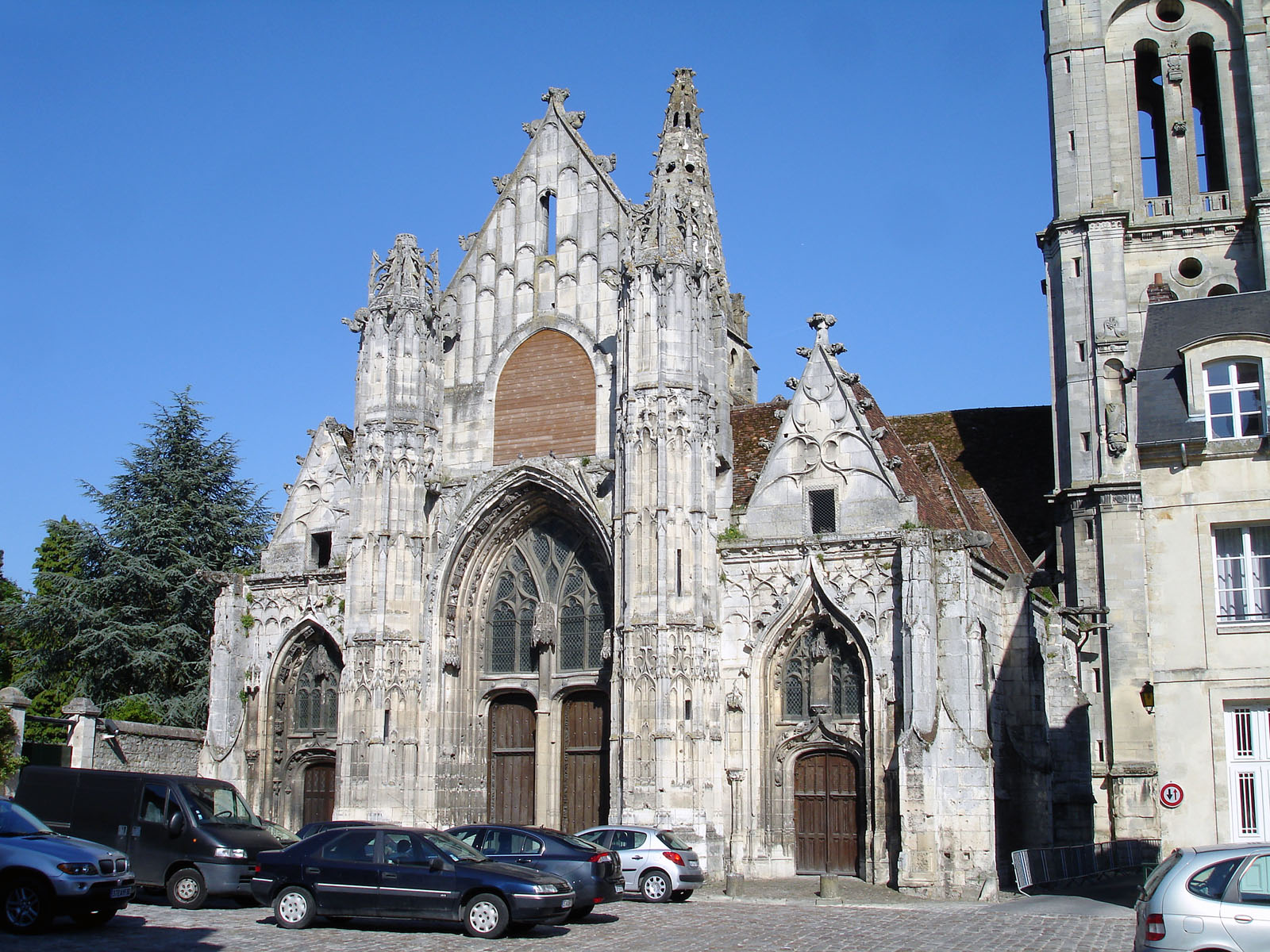
Portail et façade ouest de l'église Saint-Pierre, donnant sur la place du même nom.
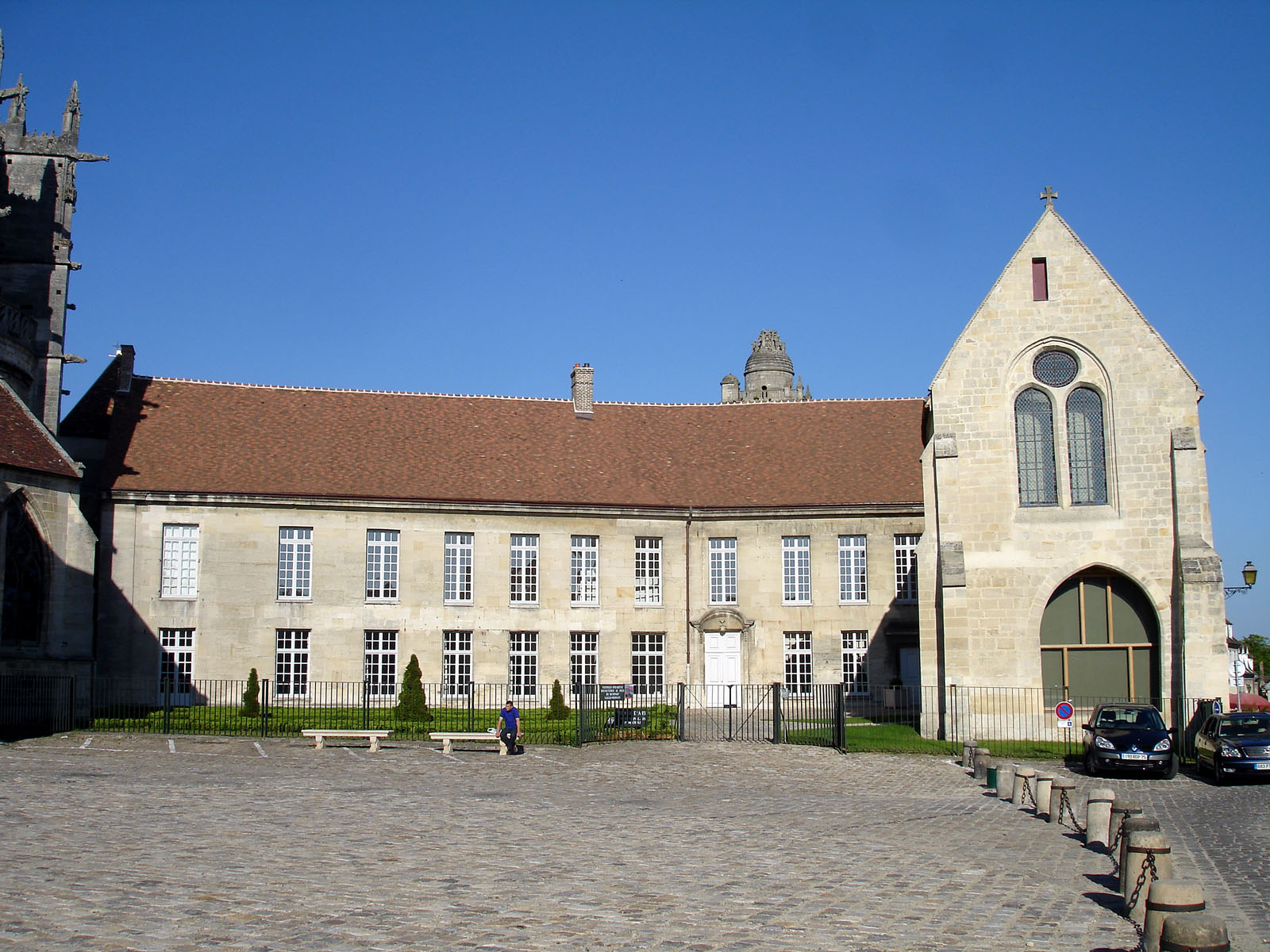
Musée d'art et d'histoire dans l'ancien évêché désaffecté à la Révolution.
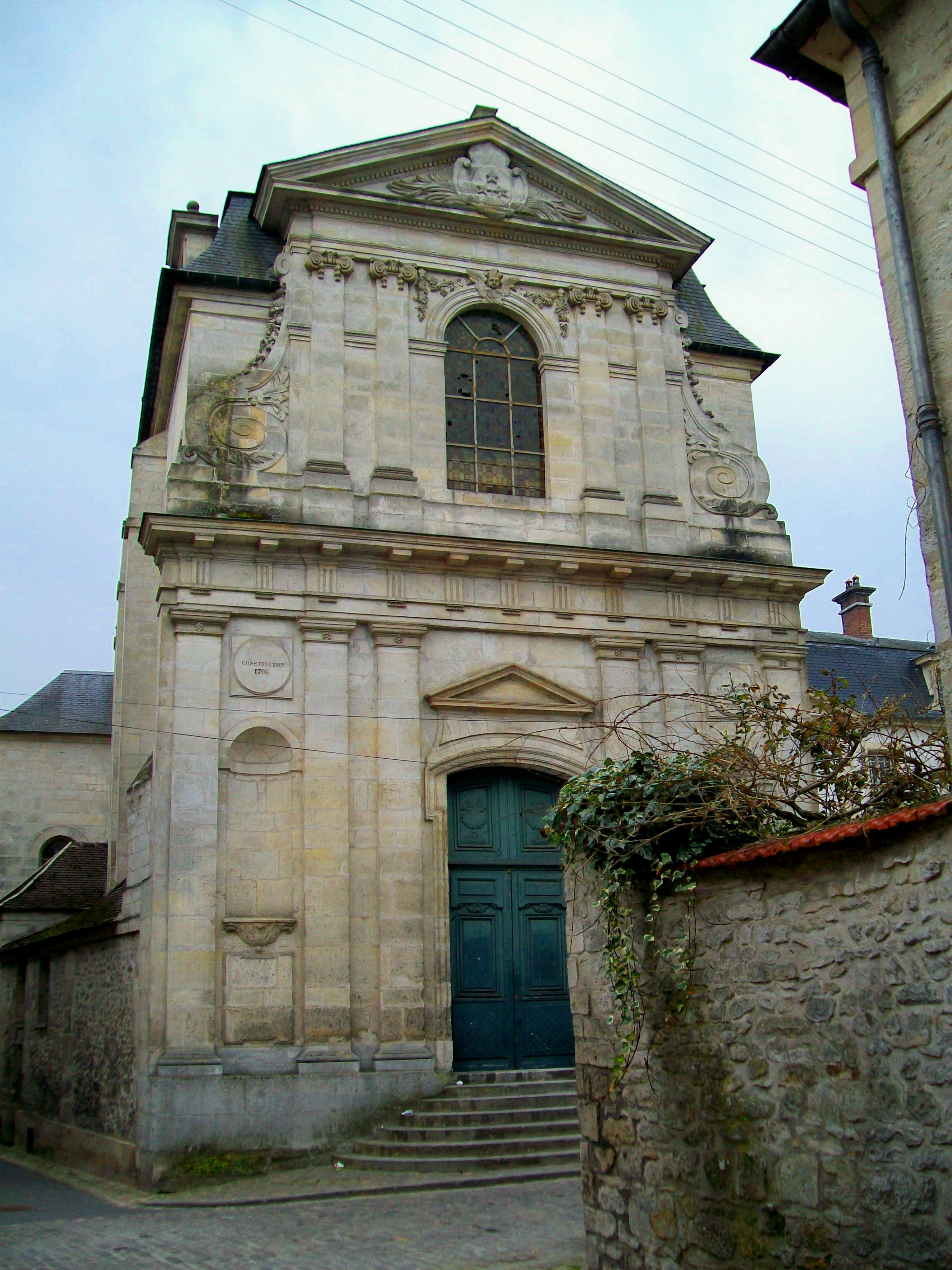
La chapelle de l'ancien hôpital de la Charité de 1706-15, rue de Meaux / rue de la Poterne.
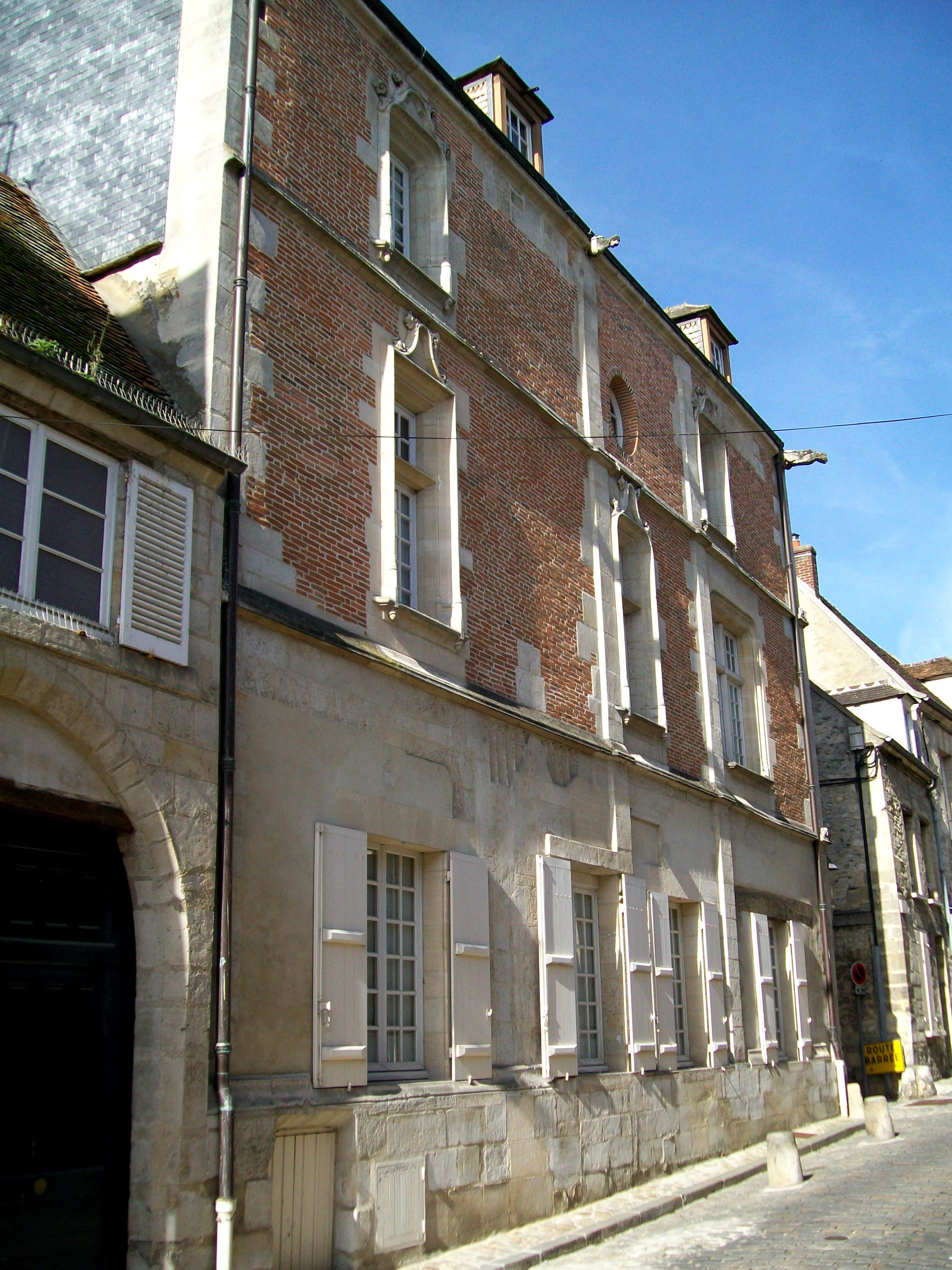
Le « logis du Haubergier » de 1522, façade sur la rue Sainte-Geneviève.

- Collégiale Saint-Frambourg, place Saint-Frambourg[191] : Collégiale fondée par Adélaïde d'Aquitaine, épouse d'Hugues Capet, au Xe siècle, pour douze chanoines. L'église actuelle est construite à partir de 1169 et la nef achevé vers 1230. Vendue comme bien national en 1790, elle est transformée en Temple de la Raison, puis en manège en 1815 par l'armée prussienne. Elle sert ensuite de magasin, d'entrepôt et de garage. Le pianiste Georges Cziffra la rachète, la restaure et en fait un auditorium.
- Ancienne église paroissiale Saint-Pierre place Saint-Pierre[192] : Sa construction s'échelonne entre du XIe siècle au XVIe siècle qui voit se construire la façade et la tour sud. Le bâtiment est vendu comme bien national en 1792, et a servi de marché couvert de 1881 à 1974, avant que la ville ne l'aménage comme salle polyvalente entre 1977 et 1979[a 8],[b 14],[193]. L'ancienne église a été rénovée entre 2009 et 2017[194].
- Ancien palais épiscopal[195] : La chapelle dite du chancelier Guérin est construite vers 1214-1215. Le palais épiscopal proprement dit remonte à la fin du XVe siècle, la chapelle des Anges est aménagée avant 1515 dans une tour gallo-romaine, et une galerie Renaissance est aménagée entre 1526 et 1567. Le palais devient la propriété du Conseil de fabrique en 1791, et connaît simultanément de nombreux usages au XIXe siècle. En 1989, la ville de Senlis y ouvre son municipal d'art et d'archéologie[196],[a 9]. Le bâtiment est entièrement restauré entre 2007 et 2011. La réouverture était initialement prévue pour septembre 2010, mais les marchés publics n'ont pas été passés à temps, et aucune date d'ouverture précise n'est indiquée pour le moment[197].
- Ancien hôpital de la Charité, rue de Meaux, rue de la Poterne et rue du Temple[198] : Le complexe a été construit successivement entre 1687 et 1752. L'église de l'hôpital, dans le style classique, fut consacrée le 5 septembre 1715. L'établissement se spécialisa dans les soins psychiatriques au cours du XVIIIe siècle, et acquit une renommée en ce domaine. Une dernière extension de l'hôpital fut achevée en 1771, avec une cour d'honneur sur la nouvelle rue Royale (rue de la République). La Révolution n'interrompit pas le fonctionnement de l'hôpital, qui ferma toutefois en 1833 à la suite de la fusion avec l'Hôpital Général de Senlis. Par la suite, il fut divisé entre plusieurs usages : école, prison, sous-préfecture, tribunal civil, musée municipal dans la chapelle de 1887 à 1956[81],[b 6]. Lors de la bataille de Senlis, le 2 septembre 1914, les bâtiments du palais de justice et de la sous-préfecture furent détruits ; ils seront reconstruits sous une forme simplifiée en 1973[a 10],[d 7]. Les bâtiments du XVIIIe siècle ont été transformés en logements jusqu'en 2011, la chapelle restant cependant vacante.
- Hôtel du Haubergier - 27 rue Sainte-Geneviève / 20 rue du Haubergier[199] : Construit en 1522 pour un seigneur de Chantilly. Comme de nombreux hôtels de la ville, il est doté d'une tour hexagonale sur la façade arrière, qui abrite l'escalier en colimaçon desservant les étages. Elle a été partiellement reconstruite dans les années 1950, à la suite des dégâts occasionnés par un obus allemand en 1940[e 5]. De 1927[200], et racheté par la mairie en 1952 quand elle reçoit en don les collections[201] à 1981, le bâtiment a hébergé le musée d'archéologie, transféré ensuite dans l'ancien évêché[a 11].
- Hôtel de Faucigny-Lucinge ou hôtel du Plat-d'Étain, 23 rue de Beauvais[202] : Cet hôtel particulier du XVIIIe siècle a été largement repris au XIXe siècle. Sa façade, non visible depuis la rue, comporte deux niveaux bien encadrés horizontalement par des corniches, tandis que la verticalité est soulignée par des pilastres en légère saillie. Des belles lucarnes aux frontons curvilignes rompent la monotonie des lignes droites[203],[a 12]. Sans illustration.

#### Monuments inscrits

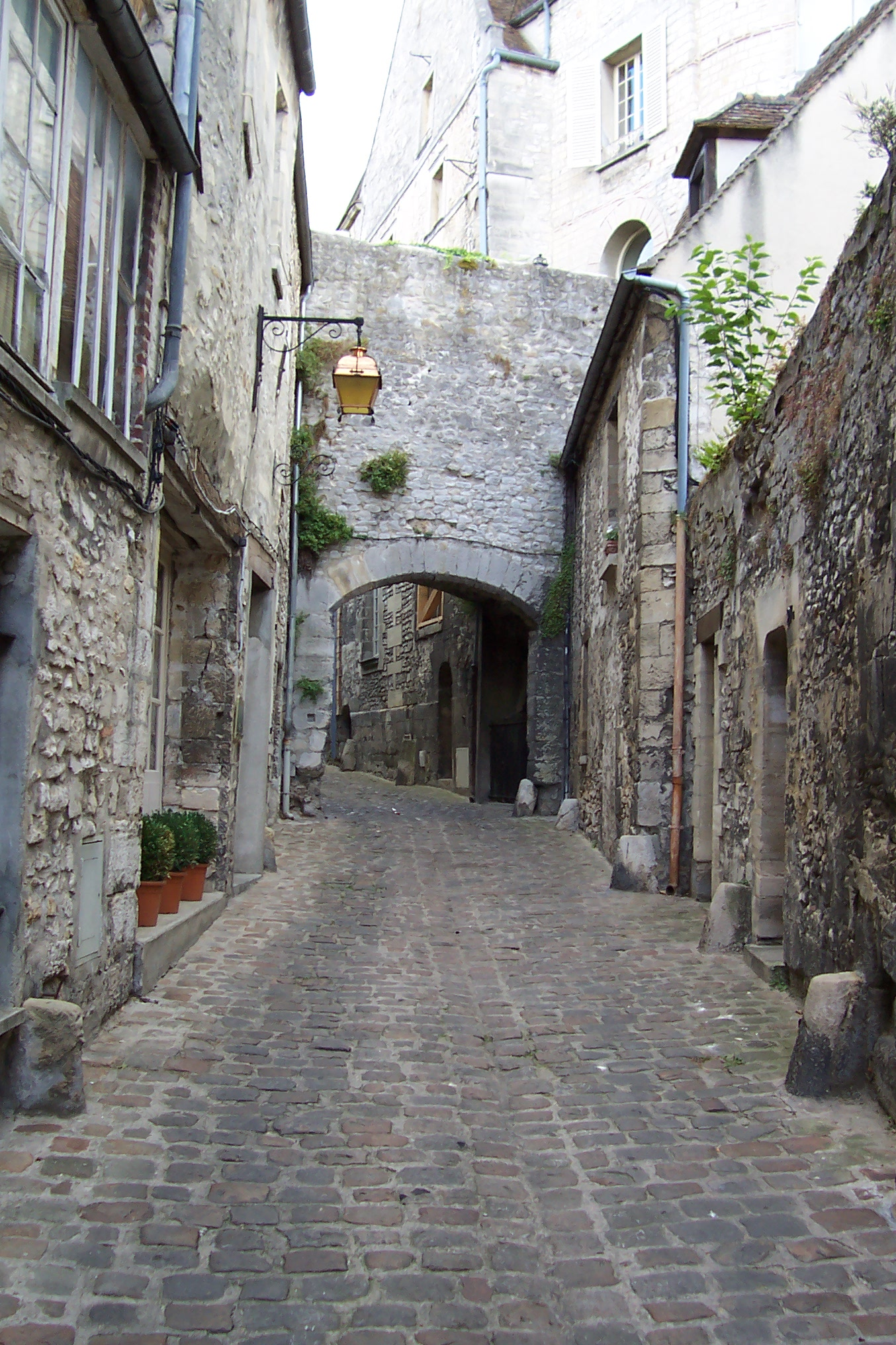
« La Fausse-Porte », poterne dans les remparts gallo-romains, rue de la Treille.
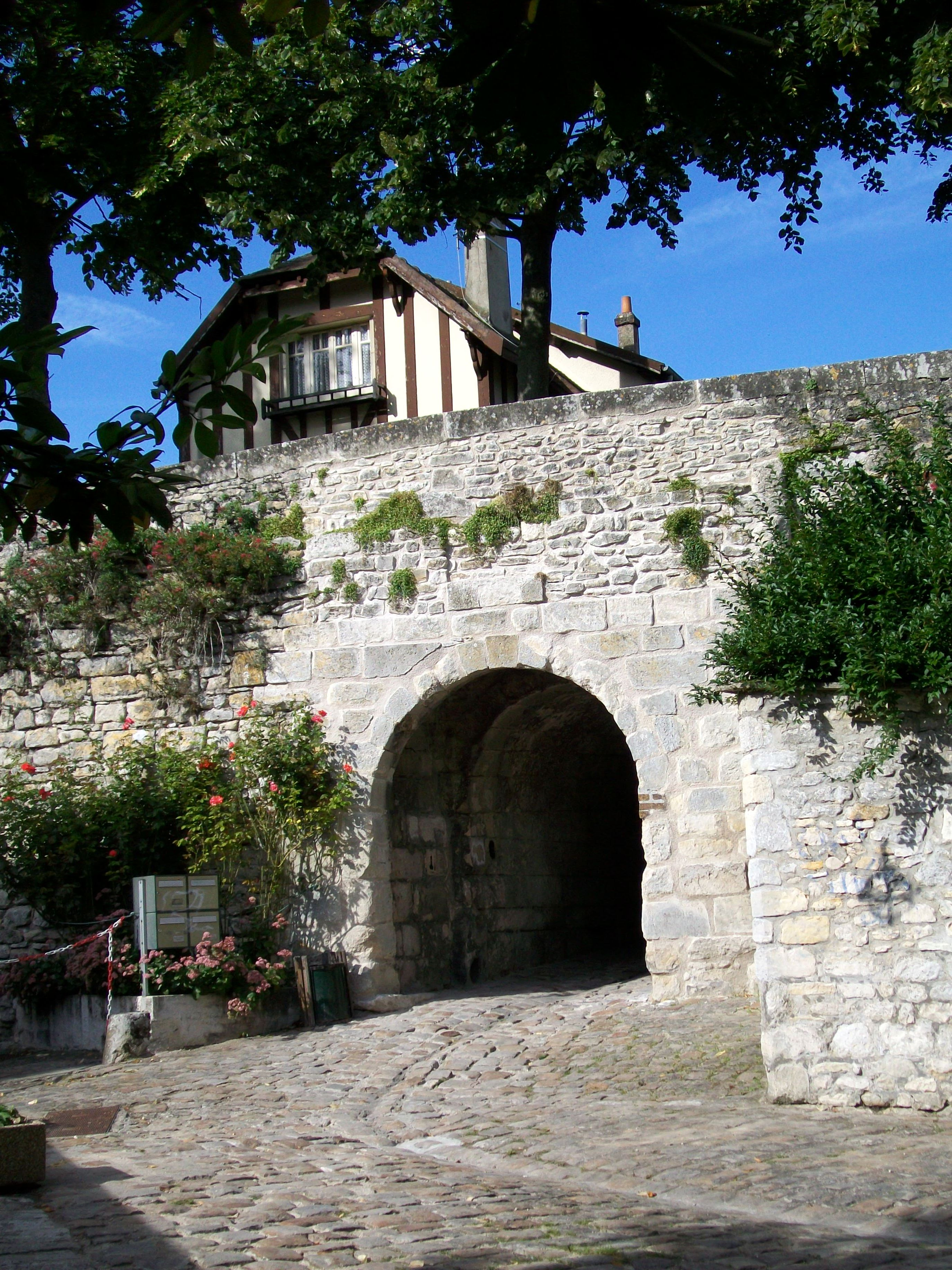
La poterne des Tisserands dans l'enceinte médiévale, au quartier Saint-Vincent.
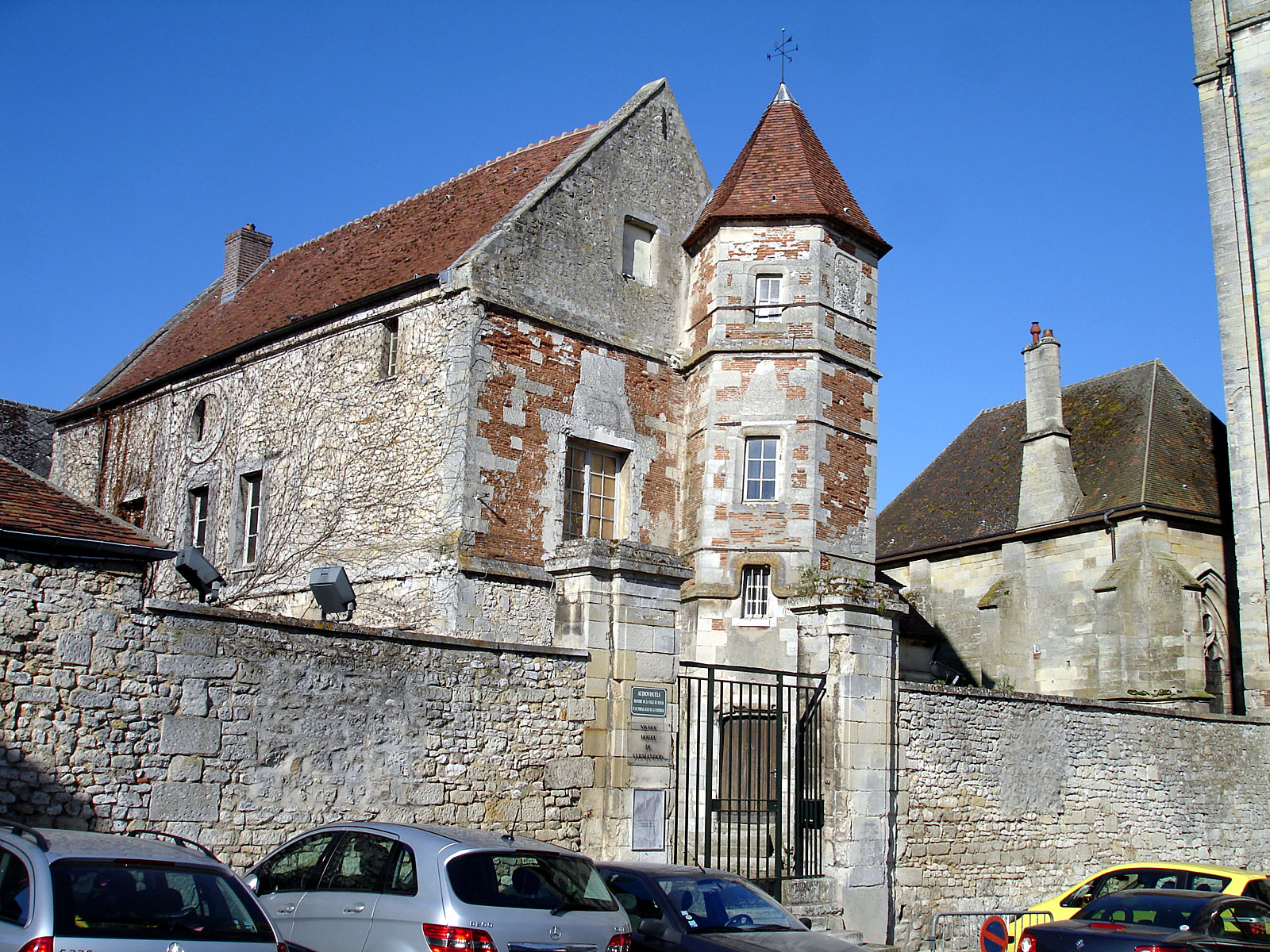
L'hôtel de Vermandois, anciennement musée, place du parvis Notre-Dame.
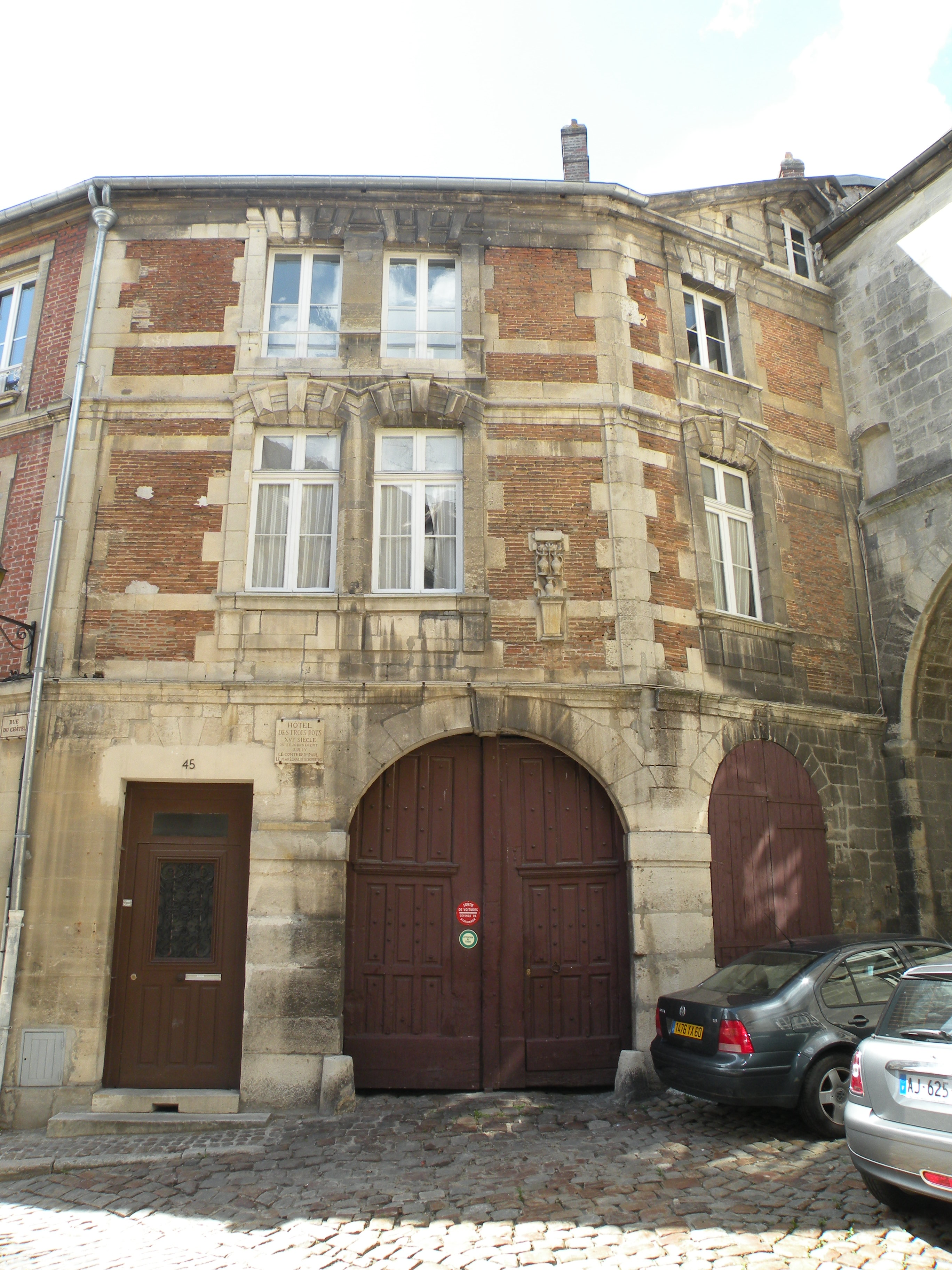
L'hôtel des Trois-Pots ou hôtel de Sully, rue du Châtel. Ancienne hôtellerie.
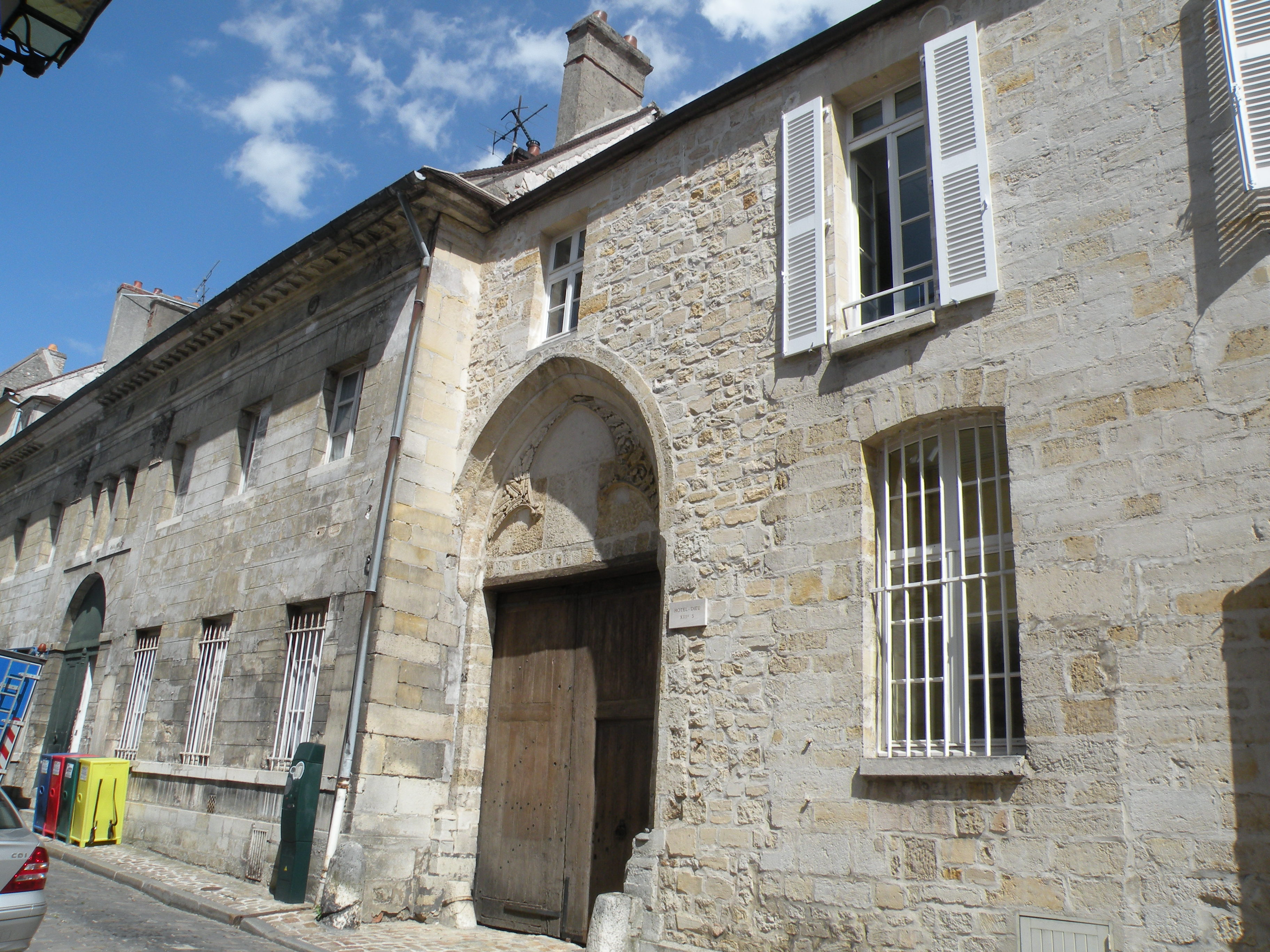
Portail de la chapelle de l'Hôtel-dieu de Gallande du XIIIe siècle, rue du Châtel.

- Enceinte gallo-romaine[204] : C'est l'une des mieux conservées de la Gaule du nord. Construite aux IIe siècle et IVe siècle, elle était longue de 840 m. Des vingt-huit tours, quinze subsistent de nos jours, parfois intégrées dans des bâtiments plus récents, tout comme l'enceinte elle-même. Les tours sont carrées vers l'intérieur de la ville et rondes vers l'extérieur. La muraille est haute de sept à huit mètres et épaisse de trois à quatre mètres. L'espace circonscrit par l'enceinte gallo-romaine s'appelle la cité et mesure 312 m de l'est à l'ouest et 242 m du nord au sud, avec une superficie de 6,38 ha. Deux puis trois portes donnaient accès à la cité, auxquelles s'ajoutent la poterne connue comme la fausse-porte qui existe toujours rue de la Treille[205],[d 8].
- Enceinte médiévale[206] : Sa construction a commencé sous le roi Philippe-Auguste vers la fin du XIIe siècle, et son extension jusqu'à l'abbaye Saint-Vincent en 1287 marque son achèvement, mais des améliorations sont encore apportées au système défensif de Senlis pendant les siècles qui suivent. Jusqu'au début du XVe siècle, les portes de la ville restent au nombre de quatre, sans compter la poterne des Tisserands, qui subsiste toujours contrairement aux portes. Sous le règne de Louis XI, entre 1465 et 1480, les fortifications sont améliorées, faisant de Senlis une place forte de premier ordre. Au début du XVIe siècle, les reconstructions reprennent, et de grands ouvrages sont ensuite exécutés à partir de 1544 sous Jean-François de La Rocque de Roberval, dont la bastion de la porte de Meaux. Après les dommages subis pendant les guerres de religion et notamment pendant le siège de Senlis de mai 1589, une ultime campagne de construction est entamée, terminée le 16 juin 1598 et apportant six nouveaux éperons et la plate-forme du Montauban. La démolition des fortifications médiévales entre la porte aux Ânes et la porte Bellon commence en 1805 et continue jusqu'en 1837 (démolition de la porte de Compiègne) . Au sud et à l'est, les remparts subsistent : boulevard des Otages, rempart Bellevue, rempart de l'Escalade, mais les portes et toutes les tours sauf une (près de la porte aux Ânes) sont également démolies[b 15],[d 9],[e 1],[a 13]. Des vestiges restent de la porte de Meaux, inscrits au titre des monuments historiques le 5 avril 1930[207].
- Hôtel Raoul de Vermandois, place du parvis Notre-Dame[208] : il aurait été construit pour Raoul Ier de Vermandois, mais ne fut achevé qu'après sa mort en 1152. Toutefois, les parties les plus anciennes de l'actuelle maison ne semblent pas remonter avant le XIVe siècle. L'étage et la tourelle avec son escalier à vis sont construits au XVIe siècle. Côté jardin, subsistent le mur de la cité et l'une des vingt-huit tours[e 6]. La ville achète la maison en 1976[a 14], et installe un petit musée d'histoire au rez-de-chaussée en 1989.
- Hôtel des Trois-Pots, 33 rue du Châtel[209] : mentionné des 1292, c'est un ancien manoir devenu plus tard hôtel de voyageurs, connu aussi comme l'hôtel du [petit] Pot d'estaing. Le petit enseigne en pierre sculptée est toujours visible. Au XVIe siècle, le bâtiment a été remanié, recevant une façade de briques, en ligne brisée avec des chaînes de pierre en bossage. Dans les caves sur deux niveaux, subsistent des chapiteaux sculptés des XIIIe et XIVe siècles[d 10].
- Ancien hôtel-Dieu de Gallande, 26 rue du Châtel[210] : fondé en 1223 par le seigneur de Gallande pour remplacer l'hôpital dans le faubourg Saint-Martin. Pouvant accueillir deux douzaines de malades, il était desservi par des Augustines, aidées par des sœurs laïques, l'administration étant toutefois assurés par des frères. En 1696, les sœurs de Saint Vincent de Paul prennent le relais. Ainsi, l'hospice fonctionne jusqu'en 1792, mais la Révolution fait d'énormes dégâts par la suite et ne laisse subsister que les murs et la chapelle de 1503, dont les voûtes sont toutefois détruites[e 7]; aujourd'hui, c'est la caisse d'épargne. Dépourvue de mur vers le sud, l'on peut apercevoir depuis la salle des guichets l'ancienne chapelle, qui était en même temps le domicile des malades[211].

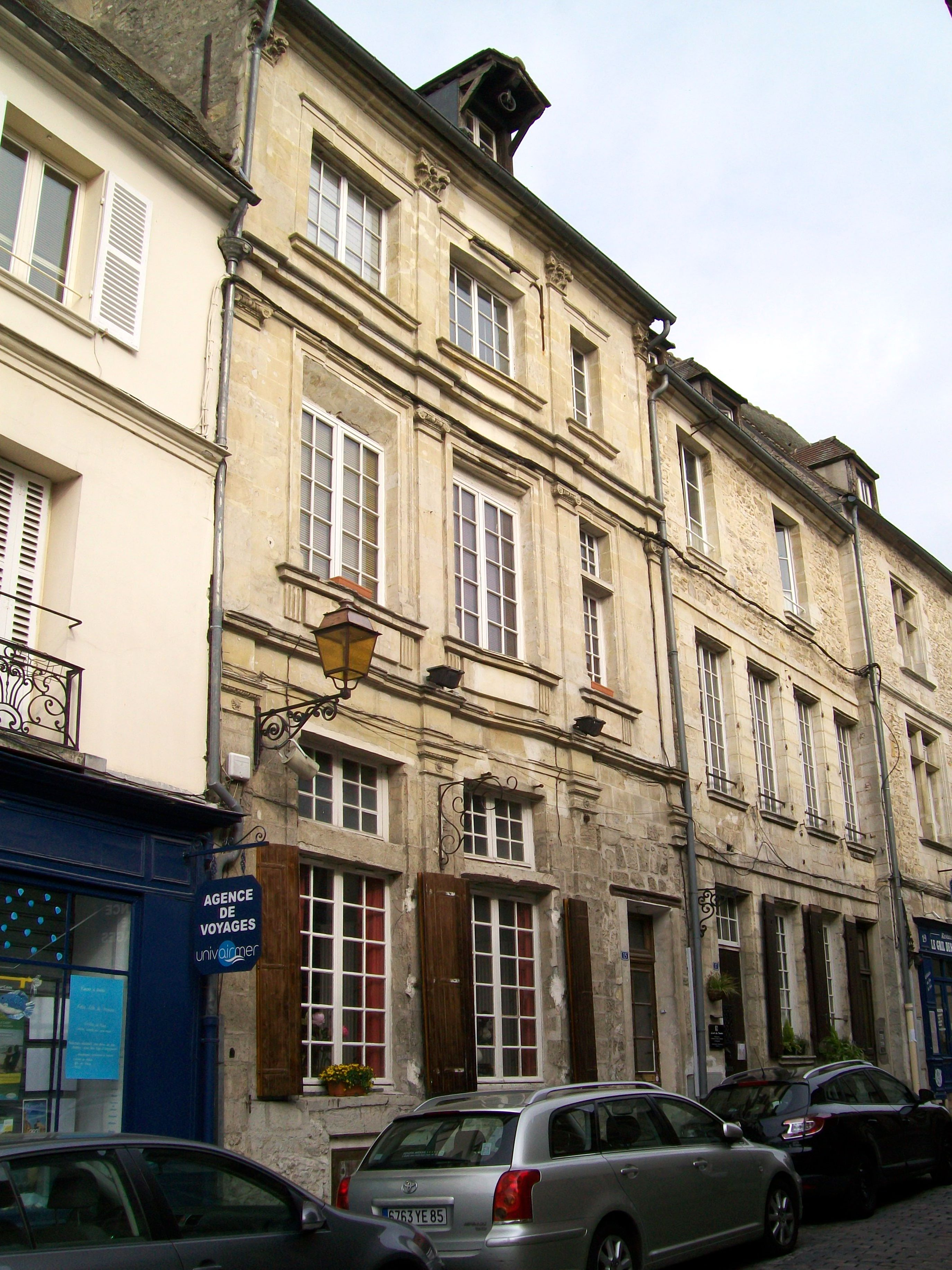
L'hôtel des Trois-Morts ou du Chat, 15 rue du Châtel, ancien siège de la chancellerie.
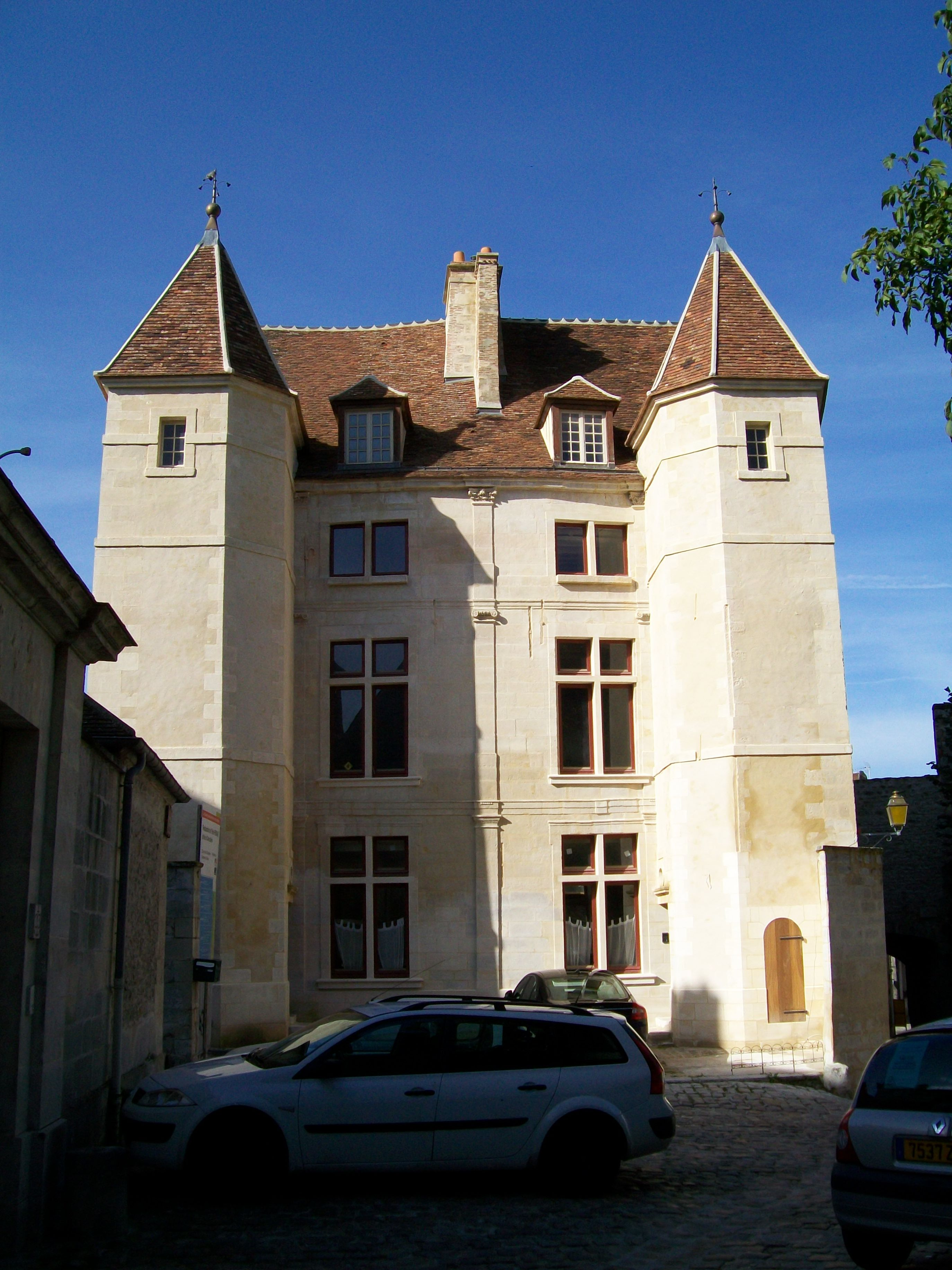
L'hôtel de la Chancellerie, façade principale Renaissance sur la rue de la Chancellerie.
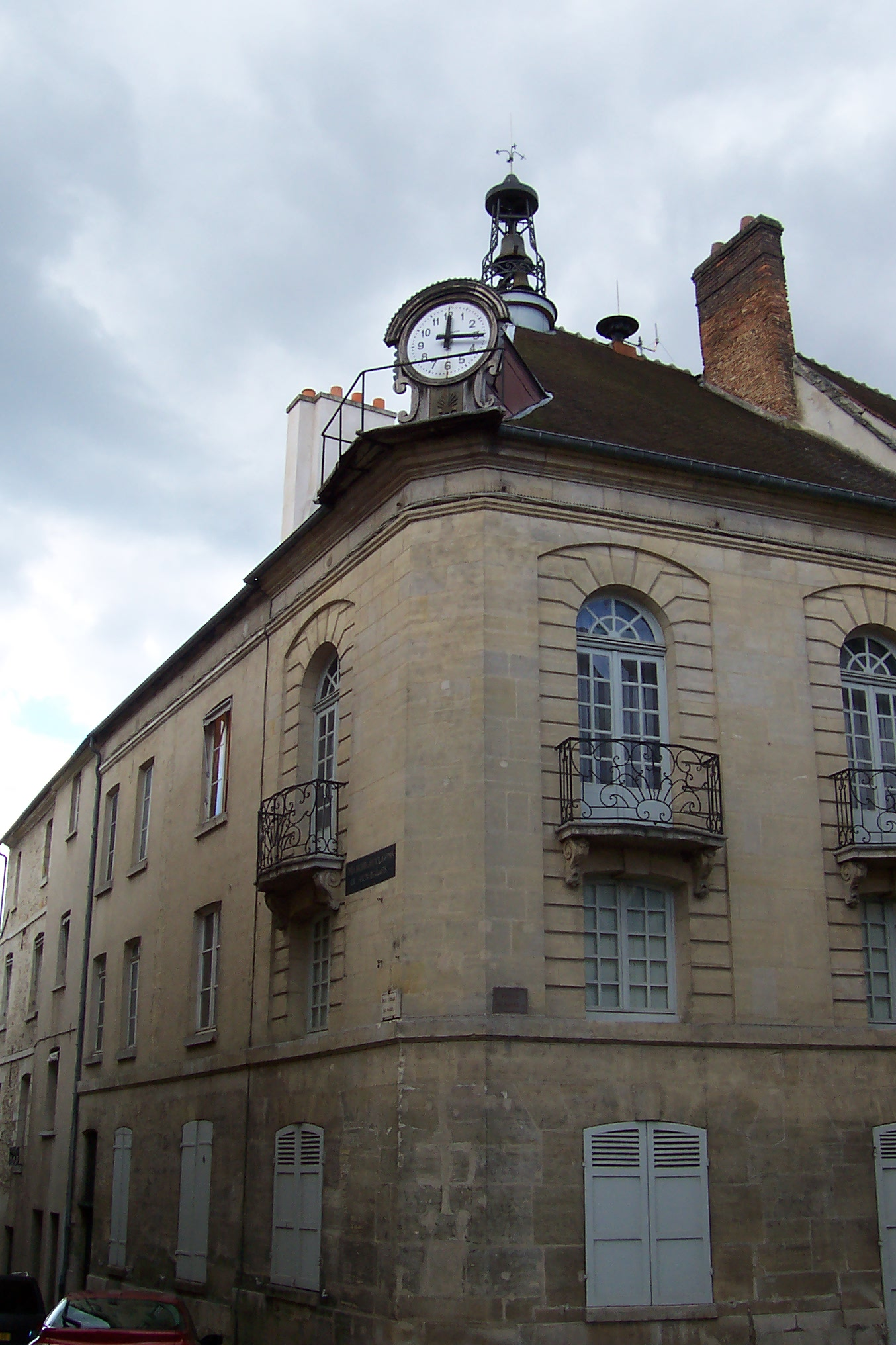
Hôtel de ville, rue de Beauvais à l'angle de la rue Vieille de Paris, remanié au XVIIIe siècle.
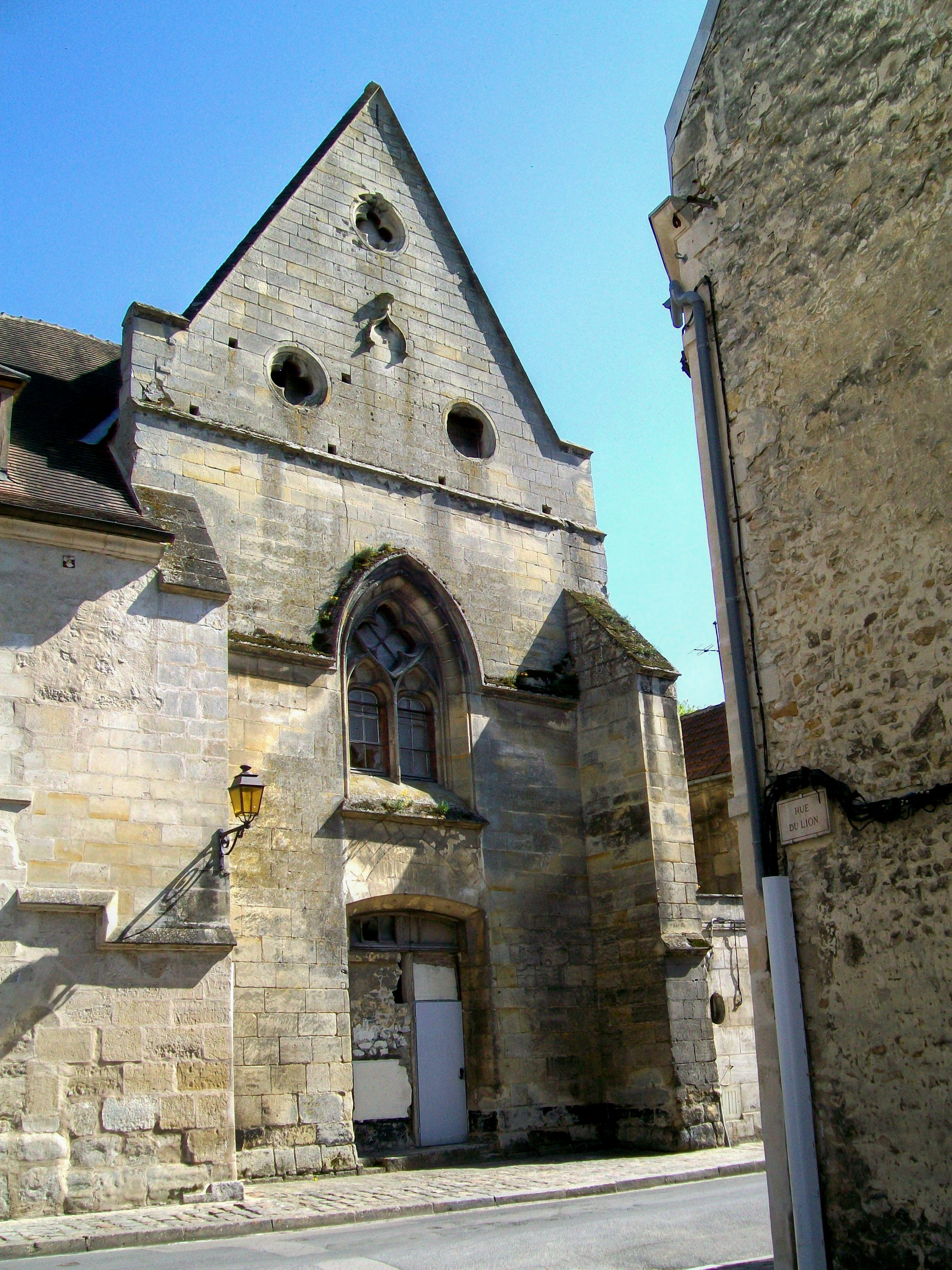
L'ancienne chapelle du couvent des Carmes menaçant ruine, vue depuis la rue du Lion.
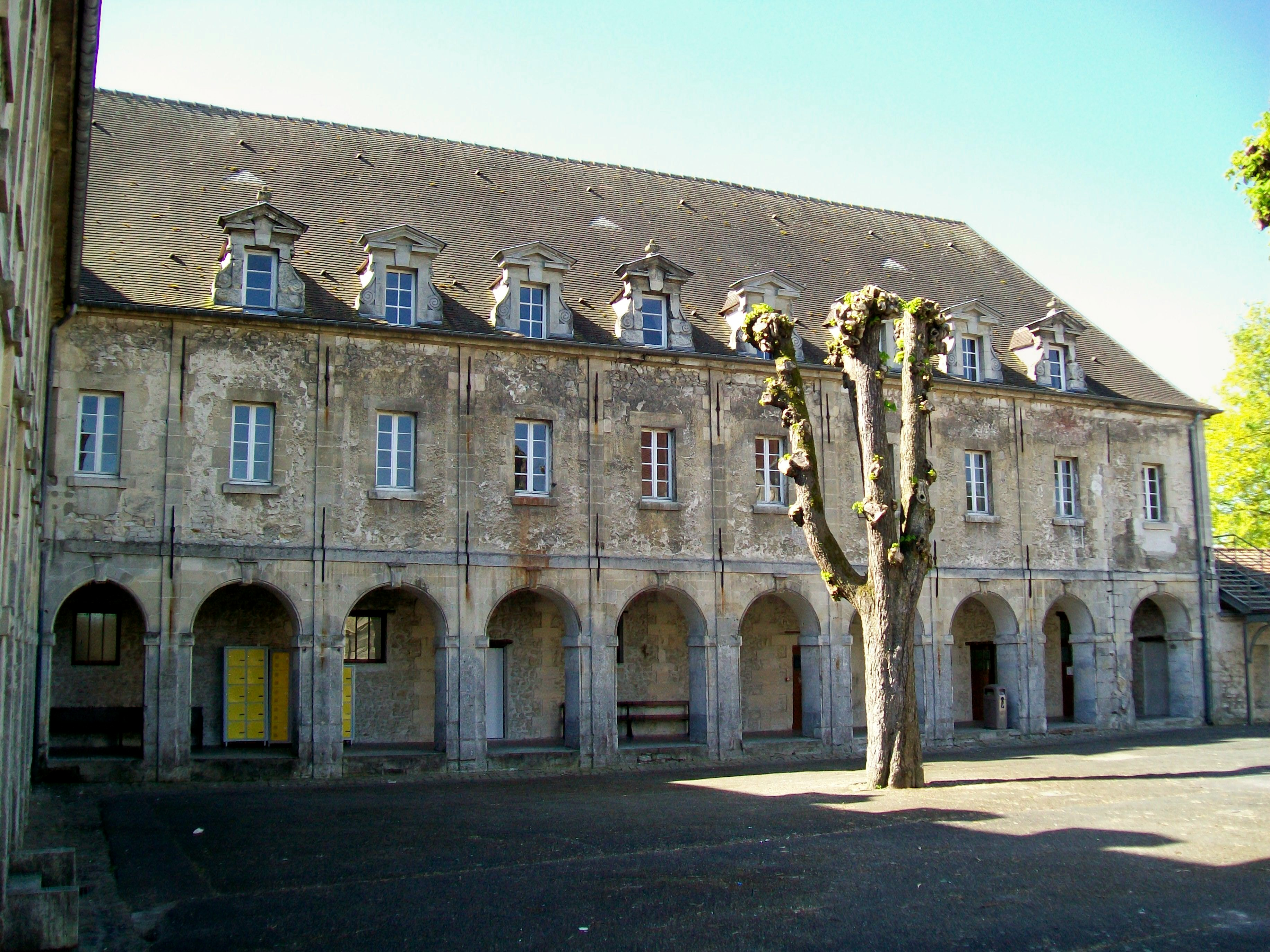
Couvent N.D. de la Présentation, « quartier Saint-Louis », aujourd'hui lycée St-Vincent.

- Hôtel des Trois-Morts, 15 rue du Châtel[212] : ancien siège de la chancellerie. Dans la grande salle, se tenait l'assemblée de la ville, par exemple en 1417[a 15],[d 11].
- Hôtel de la Chancellerie ou ancien hôtel d’Hérivaux, 23 rue de la Chancellerie[213] : Il tient son appellation de Henri de Marle, nommé chancelier de France le 8 août 1413 et assassiné cinq ans plus tard. Construite entièrement en pierre, l'hôtel comporte deux étages et est bâti à l'arrière sur l'enceinte gallo-romaine. Sous les pignons, les façades sont fonctionnelles et présentent plus ou moins leur aspect d'origine après la récente restauration, tandis que la façade principale sur la rue se veut représentative. Elle a été remaniée selon le goût de la Renaissance, avec des pilastres ioniques au premier étage et corinthiens au second, et encadrée par deux tours hexagonales[d 12].
- Hôtel de ville, rue de Beauvais / rue du Châtel[214] : rebâti et agrandi par annexion de la halle des bouchers à la suite d'une décision du 3 novembre 1495, l'on voit toujours qu'il se compose de bâtiments distincts. Sa substance date essentiellement de la fin du XVe siècle, avec notamment la façade sur la rue de Beauvais, mais aussi du Moyen Âge et du XVIIIe siècle (1753-1767), quand la façade à l'angle des deux rues a été remaniée. À l'intérieur, peu d'éléments visibles du passé ont survécu aux modifications et modernisations successives, hormis la tour d'escalier polygonale[e 8], une ancienne cour intérieure et certains détails.
- Couvent des carmes, 4 rue Vieille de Paris[215] : Fondé en 1303 par l'ordre des Bonshommes et vendu aux Carmes déchaussés en 1641, qui entreprennent sa reconstruction. Le portail de l'église Notre-Dame de la Charité de 1303 (aucun lien avec l'hôpital de la Charité) est entièrement rebâti. D'une architecture simple et élégante, l'église à nef unique mesure vingt-cinq mètres sur dix, et son chœur est pentagonal. Le clocher a été abattu en 1792 après de la vente du couvent comme bien national. Après des décennies d'un entretien déficient, l'édifice menace aujourd'hui ruine, contrairement aux bâtiments conventuels, qui ont été réhabilités en logements[a 16],[d 13].
- Ancien couvent de la Présentation, rue de Meaux[216] : dernier établissement religieux fondé à Senlis sous l'Ancien Régime, en 1628-29. La construction de l'église commence en 1639, située rue de Meaux, à l'angle avec la rue de la Tournelle Saint-Vincent. Les religieuses vivaient sous la règle de saint Augustin et tenaient une pension de jeunes filles, ainsi qu'une école de filles gratuite[g 13],[b 16]. La chapelle et deux côtés du cloître du couvent de la Présentation sont détruits à la Révolution. Outre le bâtiment en L connu comme le « quartier Saint-Louis », subsistent notamment des bâtiments de service avec les anciennes cuisines, etc., et l'ancienne école au nord de la rue de Meaux, séparée du couvent proprement dit par cette rue, avec le jardin donnant sur la rue des Bordeaux.

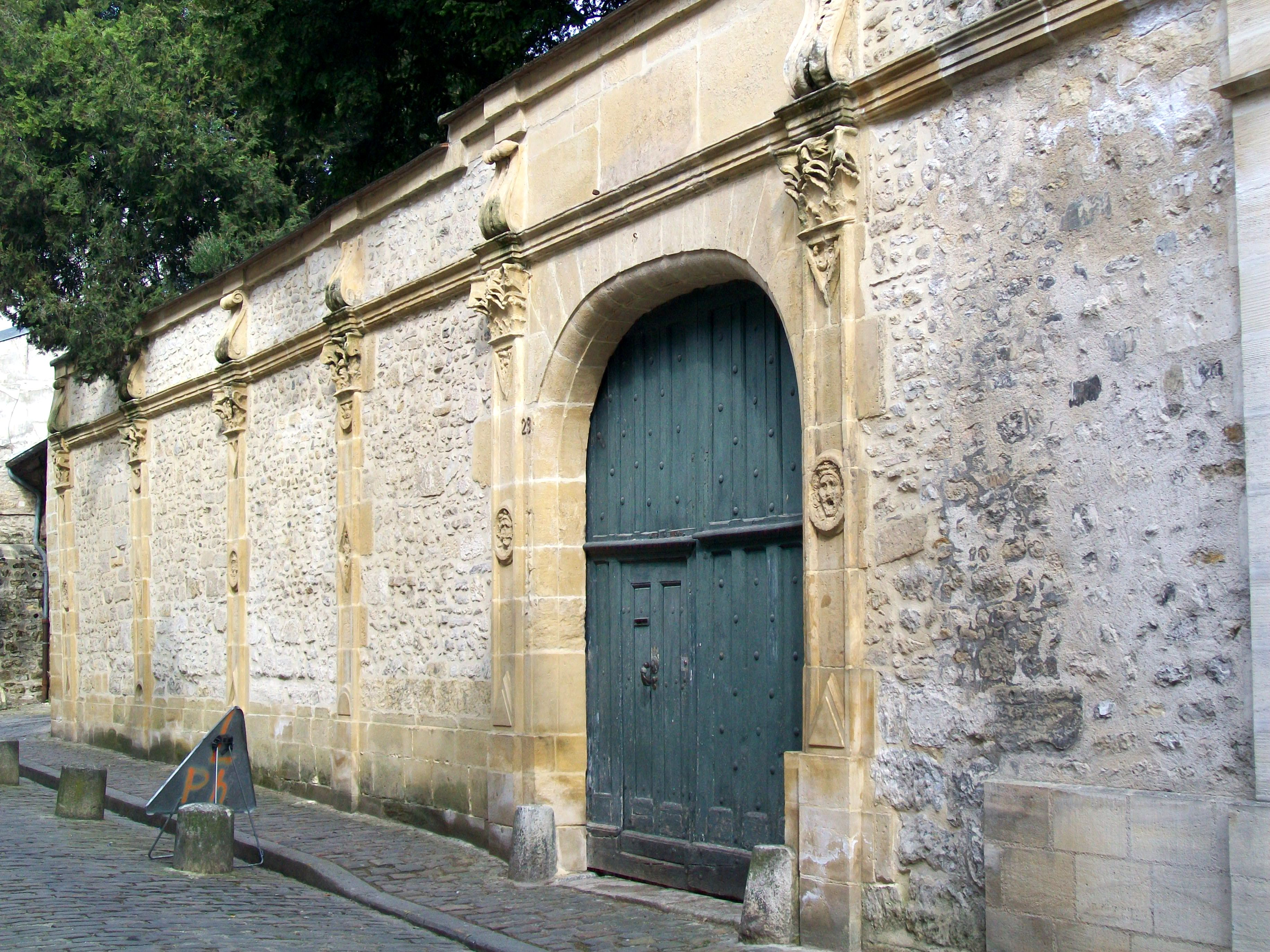
L'hôtel de Rasse de Saint-Simon, muraille Renaissance, rue Bellon.
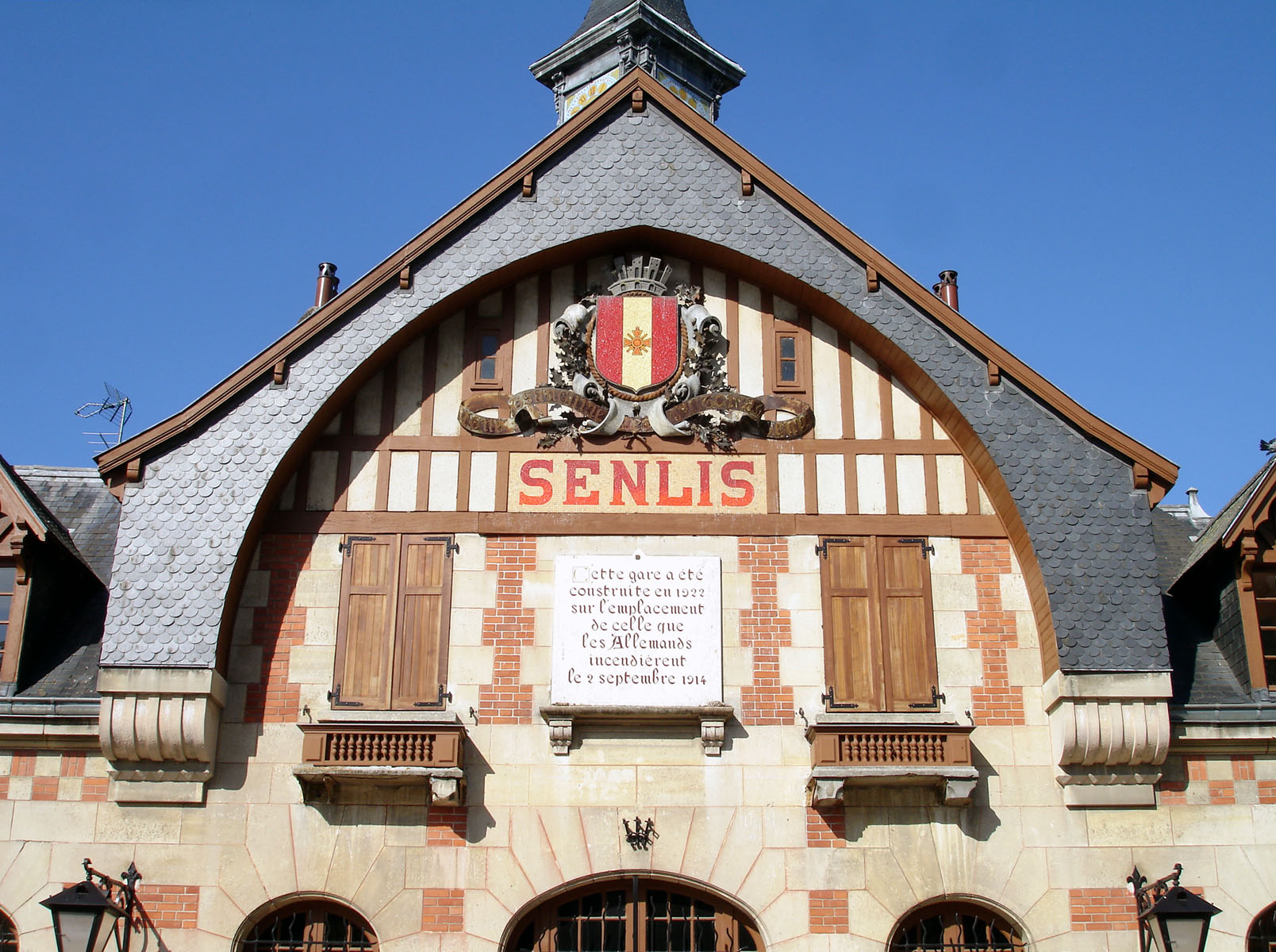
Détail de la façade sud de l'ancienne gare de Senlis, place de la Gare.
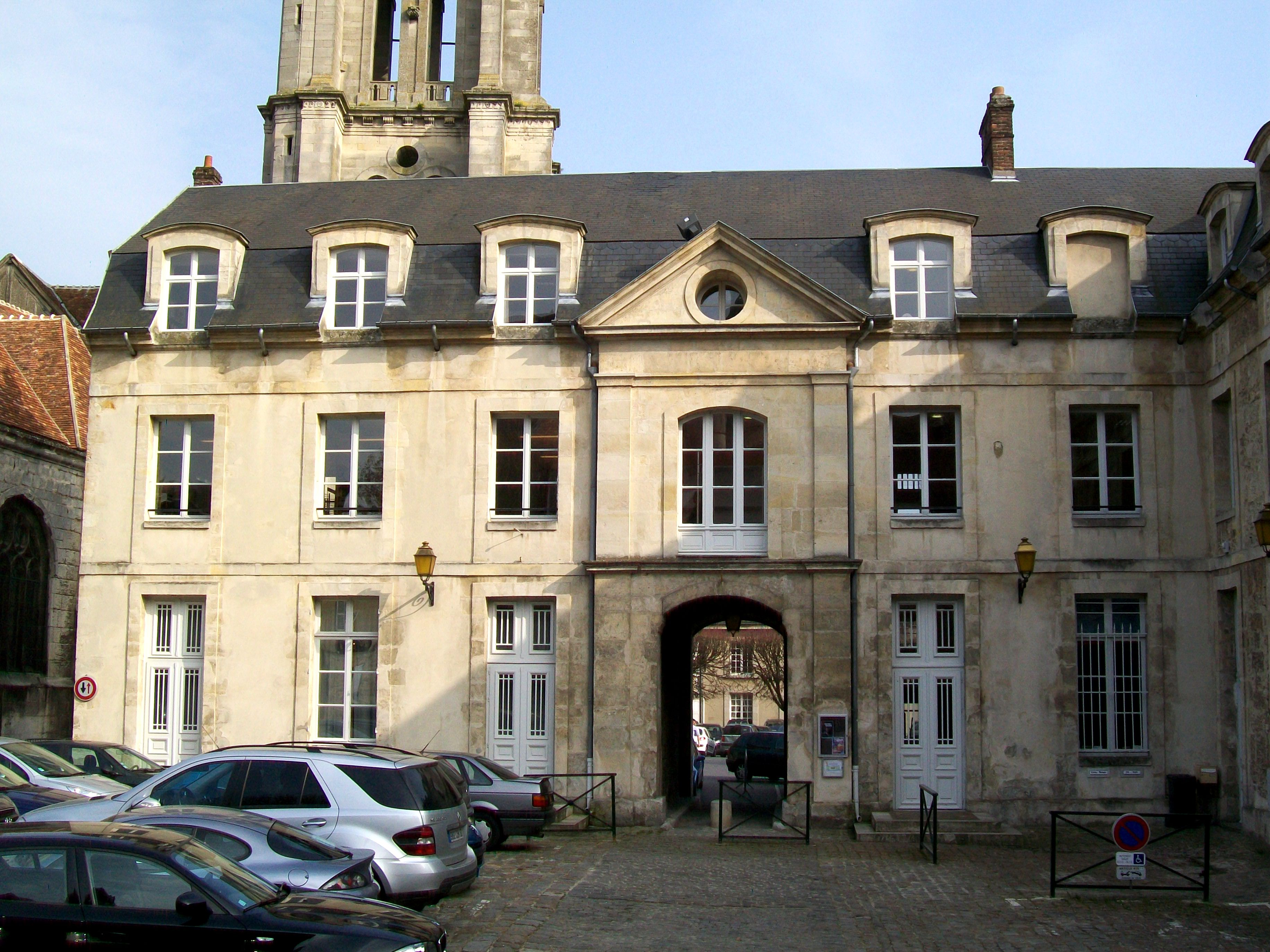
La médiathèque, ancien séminaire construit en 1711-12, place Saint-Pierre.
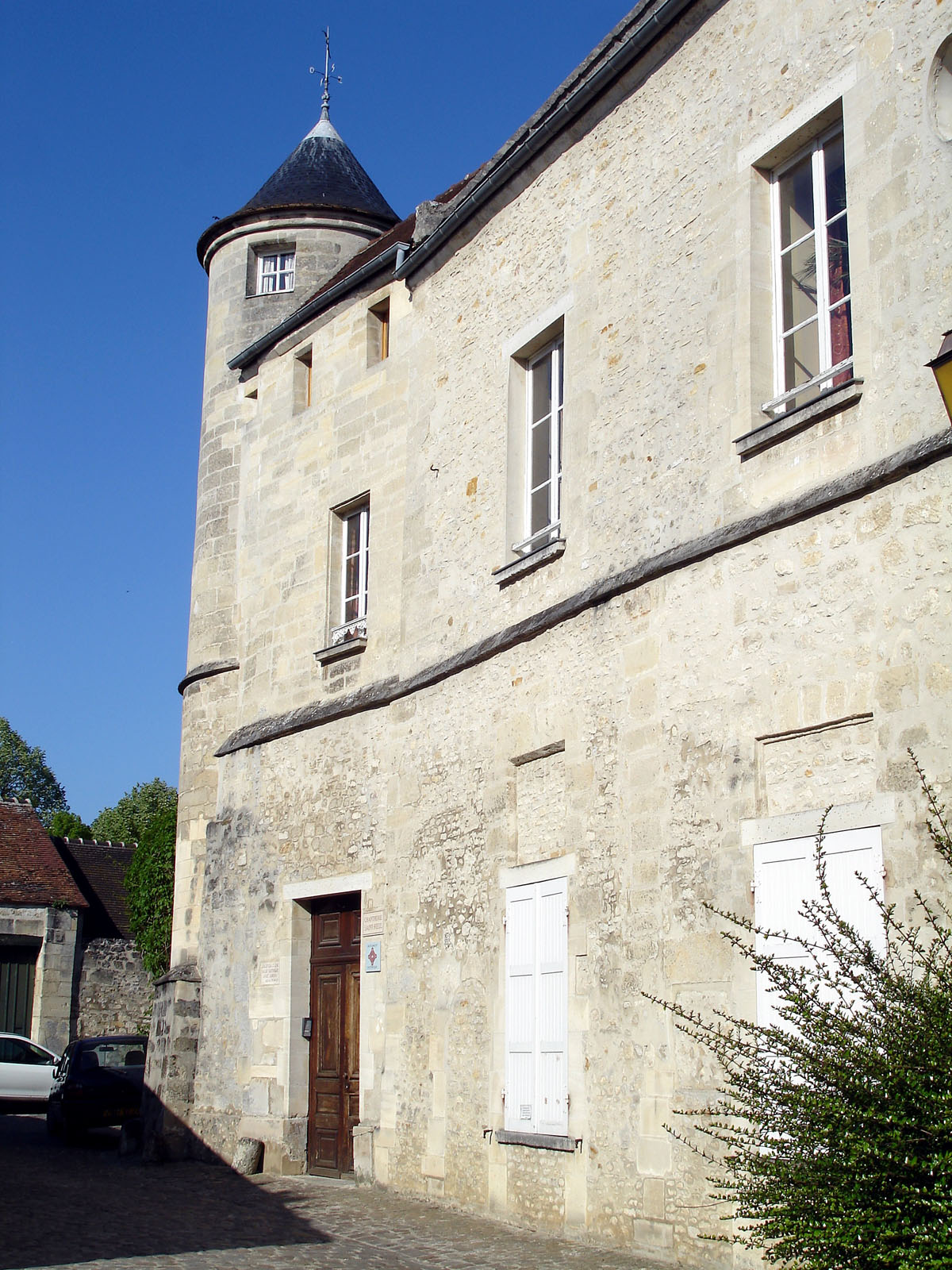
L'ancienne Chantrerie Saint-Rieul, ou hôtel des Tournelles, 2-4 rue Afforty.
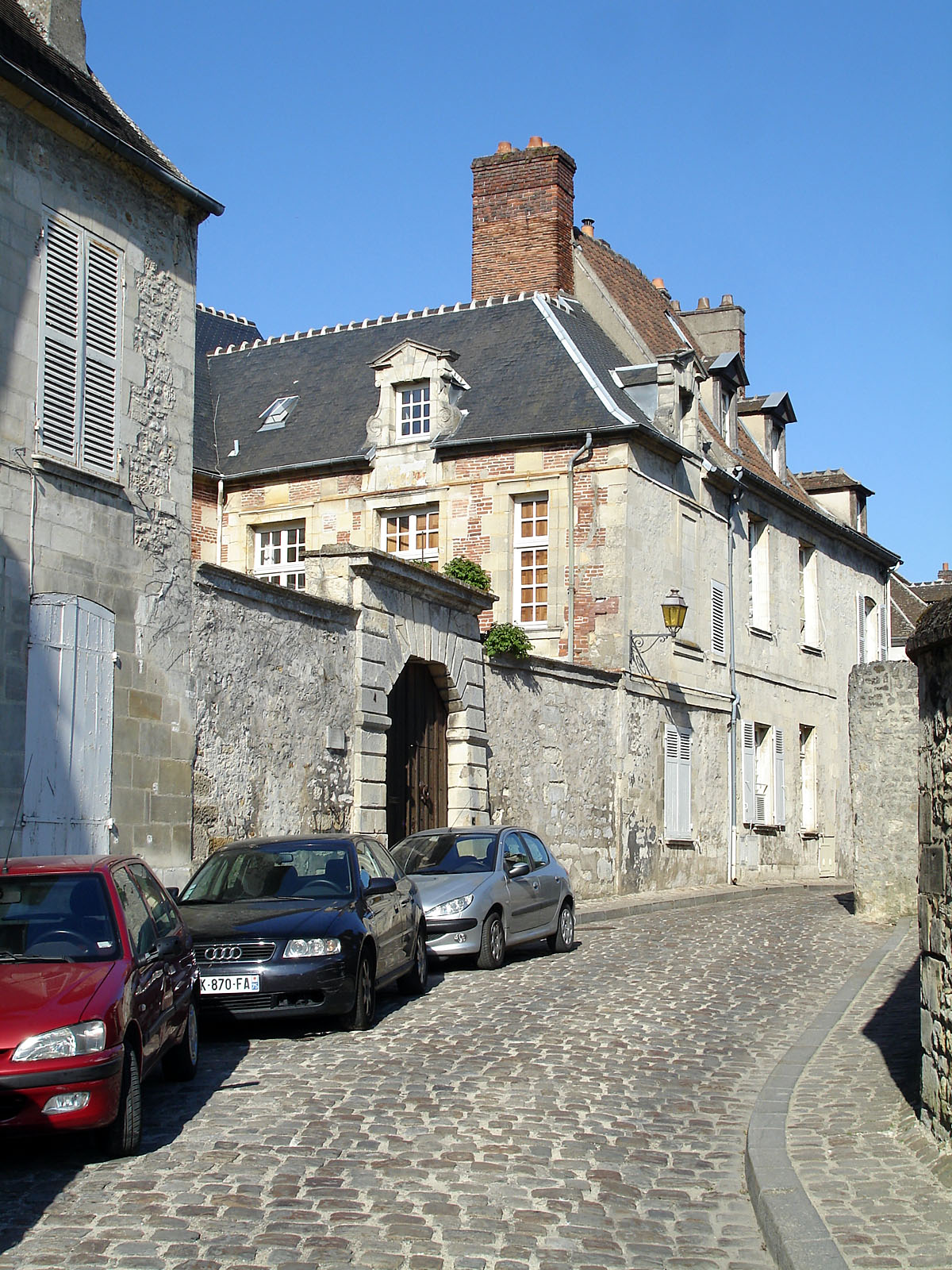
La maison dite hôtel de la Marine, façade Renaissance, rue du Chat-Haret.

- Hôtel de Rasse de Saint-Simon, rue Bellon[217] : nommé ainsi d'après la Maison de Rouvroy de Saint-Simon, liée à la seigneurie de Rasse. Construit en 1522, l'hôtel proprement dit est un bâtiment de peu de caractère, contrairement au haut mur d'enceinte avec son portail. Le mur est orné de pilastres, de médaillons et de consoles renversées dans le style de la Renaissance, avec des motifs variés[d 14].
- Ancienne gare, avenue du maréchal de Lattre de Tassigny[218] : construite dans un style néorenaissance anglo-normand par l'architecte Gustave Umbdenstock en 1922, elle remplaçait l'ancienne gare incendiée par les Allemands le 2 septembre 1914. Elle accueille la maison de l'emploi depuis 2007.
- Ancien séminaire, rue / place Saint-Pierre et place André-Malraux[219] : consenti par la ville en 1664, il est établi tout d'abord dans le presbytère de Saint-Pierre[220], qui est remplacé par le bâtiment actuel en 1711. Le séminaire fonctionne jusqu'à la Révolution et accueille aujourd'hui la bibliothèque municipale[e 9],[g 14],[a 17],[b 14],[221]. L'aile sud où se situe l'entrée n'a cependant aucun rapport avec le séminaire ; le rez-de-chaussée est l'ancien bureau de poste du dernier quart du XIXe siècle, et les étages ont été rajoutés à partir de 1973.
- Ancienne chantrerie Saint Rieul ou hôtel des Tournelles, 2 rue Afforty[222] : Cette solide maison à un étage porte les caractéristiques de l'architecture du XIVe siècle, mais la façade principale sur la rue Afforty a perdu ses ouvertures d'origine au cours du XVIIIe siècle. La tourelle ronde du XVIe siècle comporte un deuxième étage et est construite à quelques mètres de distance du corps de logis. Une galerie, dont la façade sur le jardin est construite en colombages, la relie à la maison. À l'intérieur, sont à signaler les caves gothiques et la salle capitulaire avec son unique pilier central[d 15].
- Hôtel de Cornouailles ou de la Marine, 4 rue du Chat Haret[223] : reconstruite au XVIIe siècle à la place d'une habitation médiévale ayant appartenu à Nicolas de Corno[u]ailles, chanoine de Notre-Dame, de 1626 à sa mort. La famille de Cornouailles, d'origine anglaise, était établie à Senlis depuis 1475. Ses armes surmontent l'entrée du corps de logis. Ensuite, l'hôtel est entré dans la famille Saint-Gobert par héritage, qui le garda jusqu'en 1762. Pendant la première moitié du XXe siècle, c'était la demeure du maire Félix Louat (maire de 1930 à 1941)[224]. Dans l'histoire de la maison, l'on ne trouve aucune référence expliquant le sobriquet hôtel de la Marine.

#### Autres monuments
- Chapelle de l'ancienne clinique Saint-Joseph, place Saint-Joseph ;
- Chapelle du château les Maroseaux, avenue de Chantilly.

#### Sites et monuments en périphérie de la commune
- Domaine de Valgenceuse, à l'est de la ville. Terrasse bordant la rivière La Nonette avec sa balustrade en pierre, les statues et leurs socles : classement par arrêté du 10 août 1942. Façades et toitures du château et de l'orangerie ; parc, y compris le miroir d'eau : inscription par arrêté du 27 février 1992. Les parties du domaine du parc et la rivière de la Nonette dans sa portion traversant le domaine, comme élément constitutif du parc historique : inscription par arrêté du 17 juin 2016[225].
- Abbaye de la Victoire, chemin de Villemetrie : restes de l'abbaye : inscription par arrêté du 14 mai 1927. Vestiges de l'église et son sol archéologique ; façades et toitures du corps principal sud de la ferme, de l'ensemble du bâtiment nord et de son cellier médiéval ; décors peints du bâtiment sud de la ferme, pavillon de l'Anguillière : inscription par arrêté du 28 juin 1989[226].Cette abbaye fut construite à l'endroit où, en juillet 1214, se rencontrèrent un messager de Philippe Auguste allant annoncer la victoire de Bouvines à son fils Louis, et un messager allant annoncer au roi la victoire de Louis à La Roche-aux-Moines contre le roi d'Angleterre Jean sans Terre.

### Musées

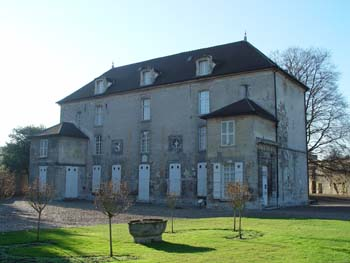
Le musée de la Vénerie.

Senlis possède quatre musées dont deux labellisés musées de France :
- le musée d'art et d'archéologie (inauguré pour la première fois le 10 juin 1867[227]). En juillet 2007, il ferme pour de lourds travaux de restauration et de réaménagement, qui durent finalement cinq ans au lieu des dix-huit mois initialement prévus[228]. La réouverture est célébrée le 23 juin 2012[229]. Le musée occupe l'ancien évêché à côté de la cathédrale ;
- le musée de la Vénerie (inauguré le 12 octobre 1935 dans la chapelle de la Charité et le 5 septembre 1958 dans son domicile actuel, le logis du prieur de l'ancien prieuré Saint-Maurice[230]), unique musée de son genre en Europe ;
- le musée des Spahis, situé en face de l'Office du tourisme ;
- le musée de l'hôtel de Vermandois, consacré à l'histoire de la ville et de la cathédrale, fermé au public depuis avril 2007[231].

### Culture

#### Festivals et événements
En 1972 sont créés les Rendez-vous de septembre. Cette manifestation culturelle rendait la ville piétonne le temps d'un week-end de septembre les années impaires, laissant découvrir au public les jardins et les hôtels particuliers cachés derrière les portes-cochères. Elle inspira les journées du Patrimoine à l'échelle nationale. La dernière édition a eu lieu en 2007, le maire Jean-Christophe Canter souhaitant faire l'économie des dépenses qui y étaient liées pour la ville. Toutefois, le concept continue de vivre sous la forme des journées du Patrimoine, le dernier week-end d'été.
Le salon du jardin, vers le mois d'avril, et le Marché de Noël se tiennent tous les ans autour de l'église Saint-Pierre.

#### Le cinéma Jeanne-d'Arc
Senlis ne possède qu'une seule salle de cinéma, la salle « Jeanne d'Arc » classée Art et Essai en 2007, comptant deux cent vingt-sept places. Elle est gérée par l'« association Salle Jeanne d'Arc » et propose une programmation particulièrement variée, six jours sur sept, avec deux à trois séances par jour. Une large place est donnée aux films en version originale et au cinéma d'auteur. Le jeudi, la salle accueille des représentations théâtrales, des concerts, des conférences et divers spectacles. Le tarif n'a pas été augmenté depuis 2003.

#### La Société d'histoire et d'archéologie de Senlis

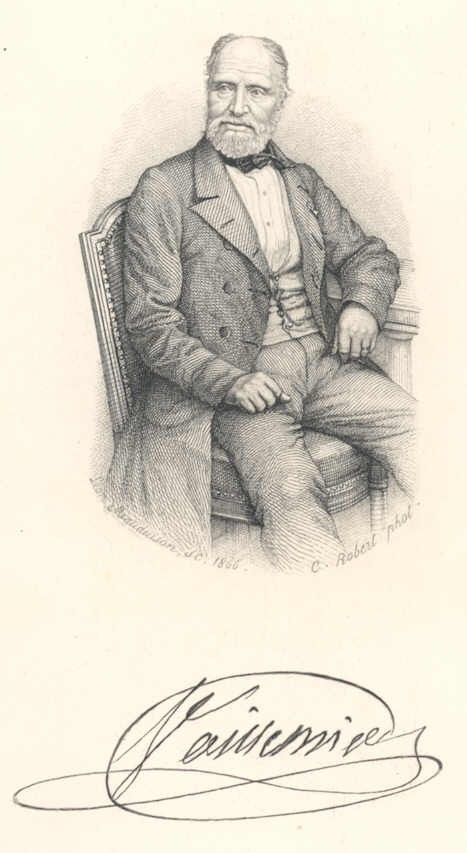
Le docteur en médecine Jean-Baptiste Voillemier, né en 1787 à Chaumont (Haute-Marne) et décédé en avril 1865, fut le président fondateur du Comité Archéologique de Senlis.

La société savante de Senlis et de son arrondissement s'est constituée le 29 novembre 1862 au collège Saint-Vincent de Senlis, autour d'un médecin et d'un enseignant (Jean-Baptiste Voillemier et l'abbé Fortuné Magne) sous le nom de Comité archéologique de Senlis. À l'origine, le comité n'est qu'une simple branche locale de la Société des Antiquaires de Picardie (fondée en 1836) qui possède déjà des antennes à Beauvais et Noyon. Comme le laissent entendre ses publications et sa devise (Antiquam Exquiere Matrem : retrouver la mère antique), le terme d'archéologie est entendu dans un sens très large, s'étendant sur toute la recherche historique. Le premier article de son règlement définit ses missions : « Le Comité archéologique de Senlis se propose de rechercher, découvrir et conserver les monuments historiques et les œuvres d'art qui intéressent la ville de Senlis et ses environs ». Dès le début 1864, le comité compte soixante-quatorze membres. Les membres sont, pendant les trente premières décennies, uniquement masculins. Les ecclésiastiques et notables sont particulièrement actifs dans les premiers temps de la recherche historique ; ils représentent en effet les principales classes sociales ayant effectué des études universitaires. Une fois par an, le Comité publie un volume de ses Comptes-rendus et mémoires regroupant les comptes-rendus des réunions mensuelles de l'année passée, ainsi qu'une sélection des études historiques élaborées par les membres, ayant passé au préalable l'examen critique d'un comité de lecture. Ce sont les mémoires, dont la plupart sont conformes aux règles de la recherche scientifique.
Le périodique annuel du Comité atteint, jusqu'à la Première Guerre mondiale, un nombre de pages rarement en dessous des deux cents, et s'approchant des cinq cents pour les meilleures années. C'est là l'un des héritages que nous laissent les premières générations de chercheurs, les autres étant la découverte des "Arènes", amphithéâtre gallo-romain, le 2 février 1865 par son membre Félix Vernois suivi de leur achat par le Comité, ainsi que le rassemblement d'une partie considérable de la collection du Musée d'art et d'archéologie de Senlis, issu du musée du Comité dans l'ancien Éveché puis dans le logis du Haubergier. Autour de 1900, le Comité archéologique est très dynamique, avec près de cent-cinquante membres, et le bulletin parait tous les ans jusqu'à l'éclatement de la Première Guerre Mondiale, avec six exceptions seulement. En 1919, l'association prend le nom de Société d'histoire et d'archéologie de Senlis. Tandis que le nombre des adhérents ne décroît pas, les finances de la Société ne permettent plus que la publication d'un bulletin bisannuel, puis trisannuel pendant les années 1930, et les mémoires se réduisent à de brefs résumés d'un petit nombre d'études, voire disparaissent. Cette situation empire encore dans l'après-guerre, quand le bulletin se réduit à un mince cahier aux caractères minuscules, avec des études dépassant rarement les deux pages. Ce n'est qu'au cours des années 1970, avec la renaissance d'une conscience pour la valeur du patrimoine historique, que la publication se régularise et prend de nouveau une certaine importance. Les Comptes-rendus et mémoires paraissent tous les deux ans depuis 1998. En 2012, la Société d'Histoire et d'Archéologie de Senlis a fêté son 150e anniversaire, ce qui en fait une des plus anciennes sociétés savantes de France. Cet événement a été fêté lors du colloque organisé sur les lieux mêmes de sa naissance, au cœur de l'ancienne abbaye Saint-Vincent, au cours duquel a été évoqué le rôle de la Société dans les domaines des fouilles archéologiques, de la recherche universitaire, de l'édition, des musées, de la vie sociale…
Une exposition, coorganisée avec la Bibliothèque Municipale, a pu présenter les trésors méconnus des archives et de la bibliothèque de la Société.
La reconnaissance de son rôle primordial dans l'enrichissement des collections s'est traduite par une signalétique particulière intégrée aux cartels du Musée d'Art et d'Archéologie entièrement rénové et qui signale les objets provenant de la société.

#### Bibliothèque municipale
Installée depuis le XIXe siècle dans le bâtiment de l'ancien grand séminaire de Senlis, elle offre tous les services modernes d'un établissement de lecture publique multi-supports. Mais son originalité réside dans l'importance des fonds patrimoniaux conservés dans ses murs. Issue des confiscations des biens ecclésiastiques et des émigrés sous la Révolution française, un important fonds de livres anciens (env. 10 000 volumes) constitue un remarquable ensemble.

### Senlis dans la littérature
- Le baron André du Mesnil de Maricourt (* 4 décembre 1874 à Senlis - † 16 novembre 1945 à Senlis), archiviste-paléographe et historien senlisien, a consacré une bonne partie de son œuvre à Senlis. Son recueil de nouvelles inspirées par l'histoire de Senlis, paru en 1930-31 en deux volumes intitulés En flânant dans Senlis[240] et Nouvelles flâneries dans Senlis & alentour[241] a connu un certain retentissement. Le premier volume a par ailleurs été illustré par Charles-Jean Hallo. La nouvelle Le mystère de la rue Saint-Yves-à-l'Argent a été rééditée par la Société d'Histoire et d'Archéologie de Senlis en 1970[242]. De Maricourt a publié des biographies et mémoires de plusieurs personnes, dont son propre journal tenu pendant la Première Guerre mondiale : Le Drame de Senlis : journal d'un témoin avant, pendant, après août-décembre 1914[243], deux volumes sur le maréchal Foch, qu'il fréquentait, ou une biographie de l'abbé Prévost[244].
- Gérard de Nerval a évoqué Senlis à plusieurs reprises dans son œuvre, notamment dans La Bohême galante (chapitre IX : Un jour à Senlis[245]) ; Les Filles du Feu : « Angélique » (sixième lettre[246]) et « Sylvie » ; Promenades et souvenirs (chapitre VIII : « Chantilly »[247]).
- Edouard Cœurdevey, dans ses Carnets de guerre 14-18, décrit les destructions allemandes dont il est témoin en visitant Senlis le 6 juin 1915[248]. Le 8 juin 1918, il évoque « Senlis bondé d'Annamites… »[249].
- Jean Anouilh a écrit Le Rendez-vous de Senlis, pièce de théâtre créée au théâtre de l'Atelier à Paris le 30 janvier 1941. Elle fait partie des Pièces roses avec Humulus le Muet (1932), Le Bal des voleurs (1938) et Léocadia (1940). C'est l'histoire de Georges, riche mais qui rejette son milieu corrompu, qui séduit Isabelle, une pure jeune fille. De peur de la décevoir, il cache son origine sociale. Il engage et fait répéter, pour une soirée, un couple de comédiens qui joueront le rôle de parents « idéaux ».
- Alexandre Dumas fils fait se dérouler une de ses toutes premières nouvelles Césarine à Valgenceuse (1848).

### Senlis au cinéma
Le cadre historique de Senlis, aux ruelles anciennes pavées, ainsi que la proximité de Paris ont fait de la ville un grand lieu de tournages cinématographiques. On peut citer :
| - Cœurs du monde (1918) de D.W. Griffith - Ces dames aux chapeaux verts (1929) d'André Berthomieu - Le Dialogue des carmélites (1960) de Philippe Agostini - Cartouche (1962) de Philippe de Broca - Les Amitiés particulières (1964) de Jean Delannoy - Le Caïd de Champignol (1965) de Jean Bastia - Angélique et le Roy (1966) de Bernard Borderie - Le Roi de cœur (1966) de Philippe de Broca - L'Arbre de Noël (1969) de Terence Young - La Voie lactée (1969) de Luis Buñuel - Peau d'âne (1970) de Jacques Demy - Raphaël ou le Débauché (1971) de Michel Deville - Les Malheurs d'Alfred (1972) de Pierre Richard - Joseph Balsamo (1973) d'André Hunebelle - R.A.S. (1973) d'Yves Boisset - La Gifle (1974) de Claude Pinoteau - Folle à tuer (1975) d'Yves Boisset - L'Incorrigible (1975) de Philippe de Broca - Un sac de billes (1975) de Jacques Doillon - Vous n'aurez pas l'Alsace et la Lorraine (1977) de Coluche | - Lady Oscar (1978) de Jacques Demy - Molière (1978) d'Ariane Mnouchkine - L'Avare (1979) de Jean Girault et Louis de Funès - Antonieta (1982) de Carlos Saura - La Nuit de Varennes (1982) d'Ettore Scola - Danton (1982) d'Andrzej Wajda - Bernadette (1988) de Jean Delannoy - Jane B. par Agnès V. (1987) d'Agnès Varda - La Petite Voleuse (1988) par Claude Miller - La Folle journée ou Le Mariage de Figaro (1989) de Roger Coggio - Trois années (1990) de Fabrice Cazeneuve - Le Mari de la coiffeuse (1990) de Patrice Leconte - La Reine Margot (1994) de Patrice Chéreau - Le Nouveau Monde (1995) d'Alain Corneau - Soleil (1997) de Roger Hanin - Le Divorce (2003) de James Ivory - Séraphine de Martin Provost (2008) - Versailles créée par Simon Mirren et David Wolstencroft (2014) - Les Trois Mousquetaires : Milady, de Martin Bourboulon, 2023 |

### Senlis et la philatélie
- En 1958, un timbre de 15 f. gris-bleu et bleu, représentant la Cathédrale de Senlis est émis par la poste et porte la référence YT 1165[252].

### Personnalités liées à la commune

#### Personnalités nées à Senlis
- Jeanne Harvilliers, la sorcière de Ribemont (1528-1578), sa mère est brûlée vive place du Vieux marché tandis qu'elle subit le fouet.
- Pierre Chastellain (1606-1683), jésuite et missionnaire canadien.
- Antoine Baumé (1728-1804), pharmacien et chimiste.
- Jean Baptiste Lefebvre de Villebrune (1732-1809), médecin, philologue.
- Rosalie Caron, artiste-peintre.
- Charles François Leblanc (1760-1807), homme politique né à Senlis, député de l'Oise au Conseil des Cinq-Cents.
- Charles de La Valette (1806-1881), marquis, homme politique, ministre des Affaires étrangères de Napoléon III.
- Thomas Couture (1815-1879), artiste-peintre.
- Armand Durantin (1818-1892), auteur dramatique et romancier.
- Edmond Turquet (1836-1914), magistrat et homme politique.
- Amédée de Caix de Saint-Aymour (1843-1920), archéologue, historien et linguiste.
- Jean César-Bru (1870-1955), sculpteur.
- André de Maricourt (1874-1945), archiviste paléographe, historien et écrivain, président de la Société d'histoire et d'archéologie de Senlis.
- Louis Robert de Beauchamp (1887-1916), aviateur durant la Première Guerre mondiale.
- Pierre Montazel (1911-1975), directeur de la photographie, scénariste et réalisateur de cinéma.
- Bill Deraime, né en 1947, chanteur et musicien de blues.
- Bernard Cazeneuve, né en 1963, homme politique.
- Manuel Cornejo, né en 1971, musicologue spécialiste de Maurice Ravel.
- Christophe Michalak, né 1973, chef pâtissier.
- Anne Marivin, née 1974, actrice.
- Claire Keim, née en 1975, actrice et chanteuse.
- Jérôme Thion, né en 1977, 2e ligne du XV de France.
- Elvis Vermeulen, né en 1979, 3e ligne du XV de France - vainqueur du Tournoi des VI Nations 2007.
- David De Freitas, né en 1979, footballeur professionnel au LB Châteauroux.
- Karim Souchu, né en 1979, joueur de basket-ball professionnel.
- Grégoire, né en 1979, chanteur.
- Sébastien Minard, né en 1982, coureur cycliste.
- Jean-Eudes Demaret, né en 1984, coureur cycliste.
- Céline Goberville, née en 1986, tireuse au pistolet, vice-championne olympique au pistolet à 10 m en 2012.
- Kevin Gameiro, né en 1987, footballeur professionnel au RC Strasbourg.
- Ayyoub Bouaddi, né en 2007, footballeur professionnel au LOSC Lille.

#### Personnalités vivant ou ayant vécu à Senlis
- Saint Rieul, premier évêque de Senlis.
- Armand de Roquelaure (1721-1818), dernier évêque de Senlis, académicien.
- Bernard François Bertrand de Picot de la Motte (1734-1797), maréchal de camp des armées de la Royauté, y est décédé.
- Émile-Ambroise Thirion (1825-1906), écrivain et dramaturge.
- José-Maria de Heredia (1842-1905), homme de lettres et poète cubain né le 22 novembre 1842 près de Santiago de Cuba, arrivé en France à l'âge de 9 ans, a fait sa scolarité au collège Saint-Vincent de Senlis jusqu'à l'obtention de son baccalauréat en 1859. Il est l'un des maîtres du mouvement parnassien, et a été naturalisé français en 1893.
- Séraphine de Senlis (1864-1942), artiste peintre dont l'œuvre est rattachée à l'art naïf.
- André Paisant (1868-1926), homme politique.
- Wilhelm Uhde (1874-1947), collectionneur, galeriste et critique d'art allemand.
- Charles-Jean Hallo dit ALO (1882-1969), affichiste, fondateur et conservateur du musée de la Vénerie de 1934 à 1950.
- Bernard Gavoty (1908-1981), organiste, musicographe et critique musical, eut un certain temps un pied-à-terre à Senlis, 6 rue de Meaux.
- Georges Bellec (1918-2012), membre du quatuor vocal Les Frères Jacques, est mort à Senlis le 13 décembre 2012.
- Philippe Jullian (1919-1977), auteur, dessinateur et graveur, est décédé à Senlis le 25 septembre 1977, où il avait une résidence secondaire rue de Meaux.
- Jean Richard (1921-2001), comédien, directeur de cirques, est décédé à Senlis le 12 décembre 2001.
- Yves Montand (1921-1991), chanteur et acteur, né le 13 octobre 1921 en Italie, est décédé à l'hôpital de Senlis à la suite d'un infarctus du myocarde, le 9 novembre 1991. Il y séjournait à l'occasion du tournage du film IP5.
- Arsène Roisin (1920-1952), dessinateur de presse.
- Daniel Boulanger (1922-2014), écrivain, poète, académicien Goncourt,  acteur, scénariste et dialoguiste de films[253].
- György Cziffra (1921-1994), pianiste, est décédé près de Senlis le 17 janvier 1994. Il repose au cimetière ancien de Senlis[254].
- Jean-Louis Aubert (1955-), auteur-compositeur-interprète, a vécu à Senlis de 1959 à 1965.
- Pascal Soetens (1969-), éducateur sportif animateur de l'émission de coaching familial Pascal, le grand frère, aujourd'hui directeur du Service Jeunesse.
- Vincent Bonneau (1785-1856), inspecteur général des prisons et surveillant de la police secrète du royaume pendant la Restauration, a habité le hameau de Villemétrie des années 1830 jusqu'à sa mort en 1856.
- Sting (1951-), auteur-compositeur et chanteur britannique, précise en 2020 qu'il réside à Senlis[255].

### Héraldique
| Armes de Senlis | Les armes de Senlis se blasonnent ainsi : De gueules au pal d'or. Devise : IGNE ET SANGUINE MEO VICTORIAM GENUI (J’ai obtenu la victoire par le feu et par mon sang) |